# مراد الثاني
خيرُ المُلُوك السلطان الغازي أبو الخيرات مُعز الدين وسياج المُسلمين مراد خان بن مُحمَّد بن بايزيد العُثماني (بالتُركيَّة العُثمانيَّة: خيرُ المُلُوك غازى سلطان مراد خان ثانى بن مُحمَّد بن بايزيد عُثمانى)، ويعرف اختصارًا باسم مراد الثاني أو خُوجة مُراد (بالتُركيَّة العُثمانيَّة: خوجۀ مُراد؛ وبالتُركيَّة المُعاصرة: Koca Murad)؛ هو سادس سلاطين آل عثمان ورابع من تلقَّب بِلقب سُلطانٍ بينهم بعد والده مُحمَّد وجدُّه بايزيد وجد والده مراد، وأول من لُقِّب بِالـ«ثاني» من سلاطين آل عثمان، وأوَّل من قُلِّد سيف عُثمان الغازي عند البيعة.
تولى مراد الثاني عرش الدولة العثمانية بعد وفاة والده محمد، واشتهر بين معاصريه بِلجوئه إلى مسايسة أعدائه كلما كان بِوسعه ذلك، وكان - على الرغم من ذلك - مُغرماً بِالفُتُوحات، على أنَّهُ لم يشن حربًا إلَّا وهو واثق من النصر، وكان ذا حزمٍ وعزمٍ، وهو وإن لم يُضارع أسلافه في الفُتُوح إلَّا أنَّهُ كان جديرًا بأن يشترك مع والده بحمل لقب الباني الثاني للدولة العثمانية، وذلك لِأنَّ السلطانين توصلا بِجُهُودهما الكبيرة إلى إعادة الشأن لِلدولة العُثمانيَّة كما كان لها قبل نكسة أنقرة على يد المغول بِقيادة تيمورلنك. حاصر مراد الثاني القُسطنطينيَّة بِجيشٍ عظيم لكنَّهُ لم يُوفَّق إلى فتحها، وكان حصارها عقابًا لِلرُّوم على إطلاقهم سراح الشاهزاده مصطفى بن بايزيد، عم السلطان مراد المُدِّعي بِالحق في عرش آل عُثمان، وإثارة الأخير بلبلة في وجه ابن أخيه. وتمكن السلطان مراد من إخضاع جميع الإمارات التُركمانيَّة في الأناضول التي كان جدُّه بايزيد قد ضمَّها إلى الدولة العُثمانيَّة ثُمَّ أقامها تيمورلنك مُجددًا لما تغلَّب على العثمانيين في معركة أنقرة، كما أجبر الإمبراطور البيزنطي على الخضوع لِلدولة العثمانية ودفع جزية معلومة، واستطاع الاستيلاء على كل الحصون والقلاع التي كانت لم تزل تحت تصرُّف الرُّوم في سواحل الروملِّي وبلاد مقدونية وتسالية. واستخلص كُل المُدن الواقعة وراء برزخ كورنثة حتى باطن المورة. بعد ذلك حاول مراد الثاني أن يُخضع البلقان لِسيطرته ويضمه إلى ديار الإسلام، لكن البابا إيجين الرابع تخوف من التمدُّد الإسلامي في قلب أوروپَّا لا سيما بعدما استنجد به الإمبراطور البيزنطي يُوحنَّا الثامن پاليولوگ، فعقدت البابوية مُحالفة بين عدة ملوك غربيين كي يُساعدوا الرَّوم على مُحاربة المُسلمين وتخليص البلقان منهم، ووعد الإمبراطور البيزنطي مقابل ذلك أن يسعى لِإقناع بطرقيَّة القسطنطينية المسكونية وجميع بطارقة الشرق بالخضوع للبابا. بناءً على هذا، قامت حملة صليبيَّة كبيرة سنة 846هـ المُوافقة لِسنة 1442م، تألَّفت من قوات مجريَّةٍ بِالمقام الأوَّل، وعلى رأسها يوحنا هونياد، والتقت بالعثمانيين عند مدينة نيش، فهزمتها هزيمة قاسية كان من نتائجها بعث الروح الصليبية في أوروپا، وإعلان النضال الديني ضد العثمانيين.
بعد هزيمته النكراء ووفاة ابنه علاء الدين، شعر السلطان مراد بِتعبٍ من أعباء السلطنة وهُمُوم الدُنيا، فتنازل عن المُلك لِولده محمد، وانقطع لِلعبادة في تكيَّة مغنيسية وانتظم في سلك الدراويش. ولما سمعت الدوائر الحاكمة في أوروپا بِذلك فسخت الهدنة وجهزوا جيوشًا لمحاربة الدولة العثمانية، فأُجبر السلطان مراد على الخُرُوج من عُزلته والعودة إلى السلطنة لِإنقاذها من الأخطار المحدقة بها، فقاد جيشًا جرَّارًا والتقى بِالعساكر الصليبيَّة عند مدينة وارنة (ڤارنا) البلغارية وانتصر عليها انتصارًا كبيرًا، ثم عاد إلى عُزلته لكنَّهُ لم يلبث بها طويلًا هذه المرَّة أيضًا، لأنَّ عساكر الإنكشارية ازدروا بالسلطان محمد الفتى، وعاثوا فسادًا في العاصمة أدرنة، فعاد السلطان مراد إلى الحكم للمرَّة الأُخرى، وأشغل جُنُوده بِالحرب في أوروپَّا، وبِالأخص في الأرناؤوط، لِإخماد فتنة إسكندر بك الذي شقَّ عصا الطاعة وثار على الدولة العُثمانيَّة، لكنَّ المنيَّة وافت السلطان قبل أن يتم مشروعه بِالقضاء على الثائر المذكور، وذلك في 11 محرم 855هـ الموافق فيه 13 شُباط (فبراير) 1451م.
كان مراد الثاني شاعرًا ينظم القصائد بالفارسية والعربية والتركية، وشهد عهده أهم الخطوات على صعيد الحياة الثقافية العُثمانية؛ وخاصةً على صعيد الفلسفة السياسية، ويسجل عهده نهاية الثقافة العثمانية المُتأثرة بِالثقافتين العربية والفارسية، من واقع ظهور أولى المؤلَّفات المسهبة باللغة التركيَّة التي أخذت تحل محل لغتي الأدب العربية والفارسية. وكان هذا السلطان جليلًا صالحًا، اهتم بالعلم واعتنى بِالعُلماء، كما كان واسع العطاء بحيث خصَّص الحرمين الشريفين بِمبلغ ثلاثة آلاف وخمسُمائة دينار سنويًّا. وقد وصفه المؤرِّخ ابن تغري بردي بِقوله: «... وَكَانَ خَيْرُ مُلُوكِ زَمَانِهِ شَرْقًا وَغَربًا، مِمَّا اشتَمَلَ عَلَيهِ مِنَ العَقلِ وَالحَزمِ وَالعَزمِ وَالكَرَمِ والشَّجَاعِةِ وَالسُّؤدَدِ، وَأَفْنَى عُمْرَهُ فِي الجِهَادِ فِي سَبِيلِ الله تَعَالَىٰ، وَغَزَا عِدَّةَ غَزَوَات، وَفَتَحَ عِدَّة فُتُوحَات، وَمَلَكَ الحُصُونَ المَنِيعَة، وَالقِلَاعَ وَالمُدُن مِنَ العَدُوِّ المَخذُولِ...».

## حياته قبل السلطنة

### ولادته ونشأته

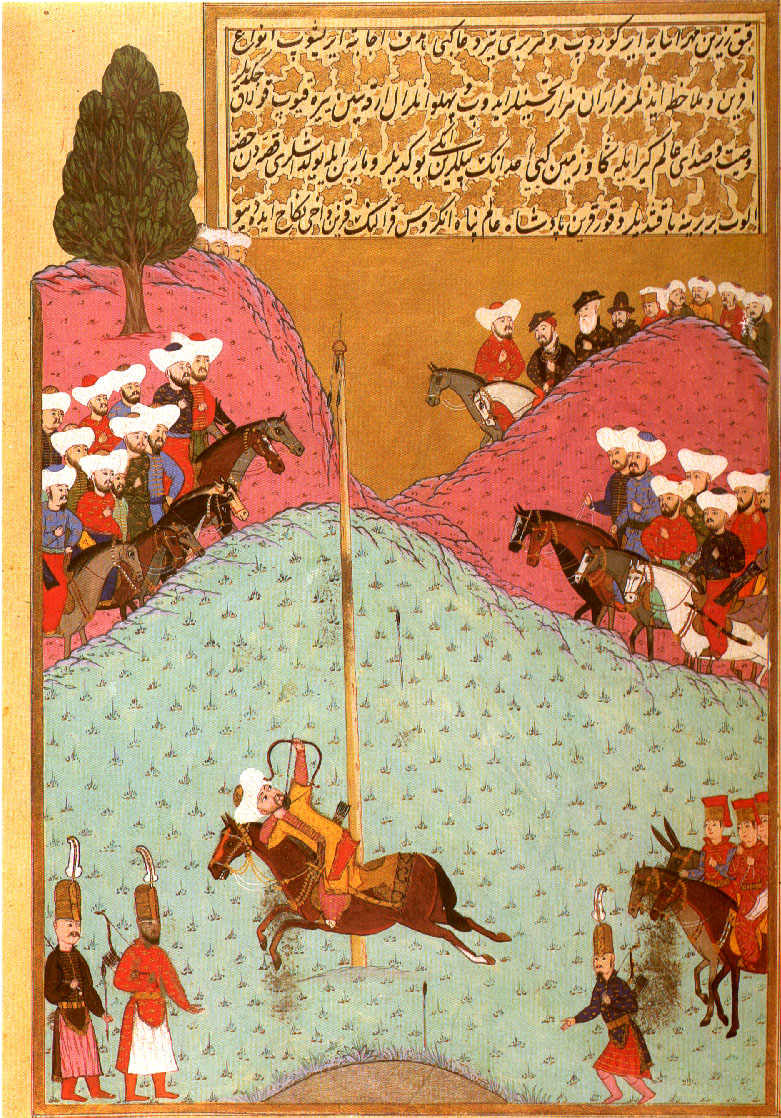
مُنمنمة عُثمانيَّة تعود لِسنة 1584م تُصوِّرُ السلطان مراد الثاني خِلال شبابه وقد امتطى جواده ويتمرَّن على الرمي بِالقوس والنشَّاب.

وُلد مراد الثاني في مدينة أماسية بِالأناضول سنة 806هـ المُوافقة لِسنة 1403م، وفقًا لِبعض المُؤرِّخين مثل أحمد مُنجِّم باشي ومُحمَّد فريد بك المُحامي، بينما يقول يلماز أوزتونا وأحمد آق كوندز وسعيد أوزتورك وغيرهم، إنَّ ولادة مراد الثاني كانت سنة 807هـ المُوافقة لِسنة 1404م، ولا يُخالفون القول بِولادته في المدينة سالِفة الذِكر. والده هو السلطان مُحمَّد الأوَّل، أمَّا والدته فتختلف المصادر في تحديدها، ويغلب الظن أنها أمينة خاتون ابنة الأمير شعبان صولي بن قراقة، خامس أُمراء ذي القدر؛ وقيل أيضًا أنها شاهزاده خاتون، ابنة الأمير أحمد باشا الدوادار الجانقي، ثالث الحُكَّام القُطلُوشاهيين لِإمارة جانق، بينما يقول كُلٌ من المُؤرِّخ العُثماني شُكر الله بن أحمد بن زين الدين زكي، صاحب كتاب «بهجة التواريخ»، والمُؤرِّخ التُركي خليل إينالجك، أنَّ والدة مراد الثاني كانت إحدى مُحظيات والده مُحمَّد. أمضى مراد الثاني سنوات طُفُولته في أماسية، وفي سنة 1410م انتقل مع أبيه إلى بورصة حيثُ تلقَّى تعليمه على يد نُخبة من المُدرِّسين والعُلماء والعسكريين الذين عيَّنهم والده لِتأديبه وتربيته، واشتهر خِلال هذه الفترة بِميله إلى التقوى والعُزلة، بِالإضافة لِلشفقة والعدل.

### ولايته لِلعهد

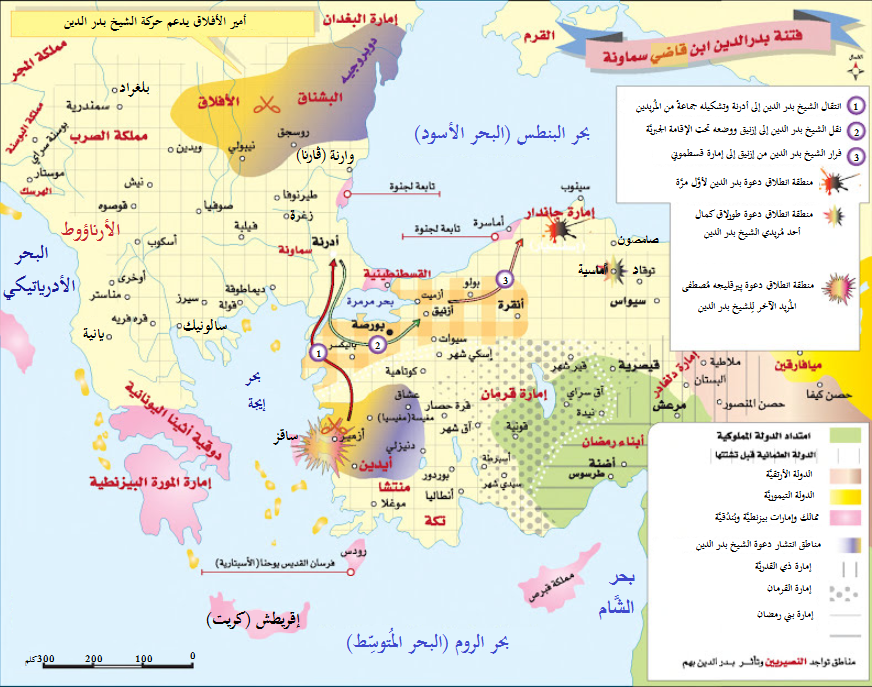
خريطة تُظهر حركة تنقُّل الشيخ بدر الدين ومناطق انطلاق دعوته في كُلٍ من الروملِّي والأناضول، ومناطق انطلاق حركة مُريداه طورلاق كمال وپيرقليجه مُصطفى. شارك الشاهزاده مراد الثاني، مع الصدر الأعظم بايزيد باشا الأماسيلِّي، في قمع حركة پيرقليجه مصطفى الذي كان يدعو في مناطق إزمير وفي قره‌بورون مُتحديًا سُلطة الدولة العُثمانيَّة ومُستغلًا الفوضى الناشئة عن غزوة المغول بِقيادة تيمورلنك لِبلاد الأناضول، لِلدعوة إلى مذهبٍ جديد.

عيَّن السلطان مُحمَّد ابنه مراد واليًا على إيالة الرُّوم سنة 1415م، في سبيل تدريبه على شُؤون الحُكم وتلقينه الأُصُول الإداريَّة الضروريَّة لِإدارة دفَّة الحُكم في الدولة العُثمانيَّة، لا سيَّما وأنَّ الإيالة المذكورة كان لها أهميَّة استراتيجيَّة كبيرة بِسبب وُقُوعها على الحُدُود الشرقيَّة لِلدولة، فانتقل إلى قصبتها أماسية مع مُربيه «لاله يوركج باشا الرومي». استمرَّ مراد الثاني يتولَّى الإيالة المذكورة طيلة 6 سنوات حتَّى تربَّع على تخت المُلك، وخلال هذا الوقت أصبحت أماسية مركزًا ثقافيًّا مُهمًا في الأناضول، واستحال قصر وليّ العهد العتيد قِبلة العُلماء والشُعراء والمُتصوفيين. ويبدو أنَّ مراد الثاني صادق - خِلال هذه الفترة - جرجس بن يُوحنَّا كستريو (إسكندر بك لاحقًا)، بعدما أصبح من خاصَّة غلمانه، إذ كان والده يُوحنَّا أمير إحدى النواحي في الأرناؤوط، قد هُزم هزيمةً ساحقة على يد السلطان مُحمَّد، فطلب الأمير المذكور الأمان، وأعلن طاعتهُ لِلسلطان ودُخوله في تبعيَّته، فكافأه الأخير بأن سمح لهُ بِحُكم بلاد آبائه باسم السلطنة العُثمانيَّة، واصطحب معهُ ابنه الأصغر جرجس، البالغ من العُمر 18 سنة، لِيُقيم في البلاط العُثماني لِضمان التزام والده بِبُنود الاتفاق مع العُثمانيين، وأُرسل فيما بعد، مع سائر الغلمان البلقانيين المسيحيين المُقيمين بين ظاهريّ العُثمانيين، إلى مكتب الأندرون، وهو المدرسة العسكريَّة المُخصصة لِتدريب وتخريج الإنكشاريين، ولِتلقين الفتيان المسيحيين أُصُول ومبادئ الإسلام بِالإضافة إلى اللُغتين التُركيَّة والعربيَّة وبعض العُلُوم الضروريَّة. شارك الشاهزاده مراد بِقيادة الجيش الذي أرسله السلطان مُحمَّد سنة 1413م لِمُحاربة الثائرين من أتباع پيرقليجه مُصطفى، وهو أحد مُريدي الشيخ بدر الدين محمود بن إسرائيل السماوني، الذي كان يدعو في مناطق إزمير وفي قره‌بورون بِدعوة شيخه المُتضمِّنة مواضيع تُخالف عدَّة أُسس وثوابت إسلاميَّة، أبرزها القول بِوحدة الوُجُود، وإنكار الجنَّة وجهنَّم ويوم القيامة والملائكة والشياطين، وقصر الشهادة على نصفها الأوَّل أي «لا إله إلَّا الله» وحذف نصفها الثاني أي «مُحمَّد رسول الله»، وغير ذلك. وكان پيرقليجه مصطفى نفسه على علاقةٍ وطيدةٍ مع رُهبان جزيرة ساقز، ويُنادي بِالمزج بين المسيحيَّة والإسلام، فسار إليه الشاهزاده مراد مع الصدر الأعظم بايزيد باشا الأماسيلِّي، والتقى بِجيش الثائرين في ضواحي إزمير وتغلَّب عليه، ووقع پيرقليجه مصطفى وكثيرًا من أتباعه في الأسر، فأقام عليهم الصدر الأعظم حد الحرابة وقتلهم جميعًا. كذلك، ساهم مراد الثاني خِلال ولايته، بالاشتراك مع القائد حمزة بكر أوغلي، في السيطرة على القسم المسيحي من مدينة صامصون، وهو القسم الذي كان يُسيطر عليه الجنويين.

## سلطنته الأولى

### جُلُوس مراد الثاني على العرش

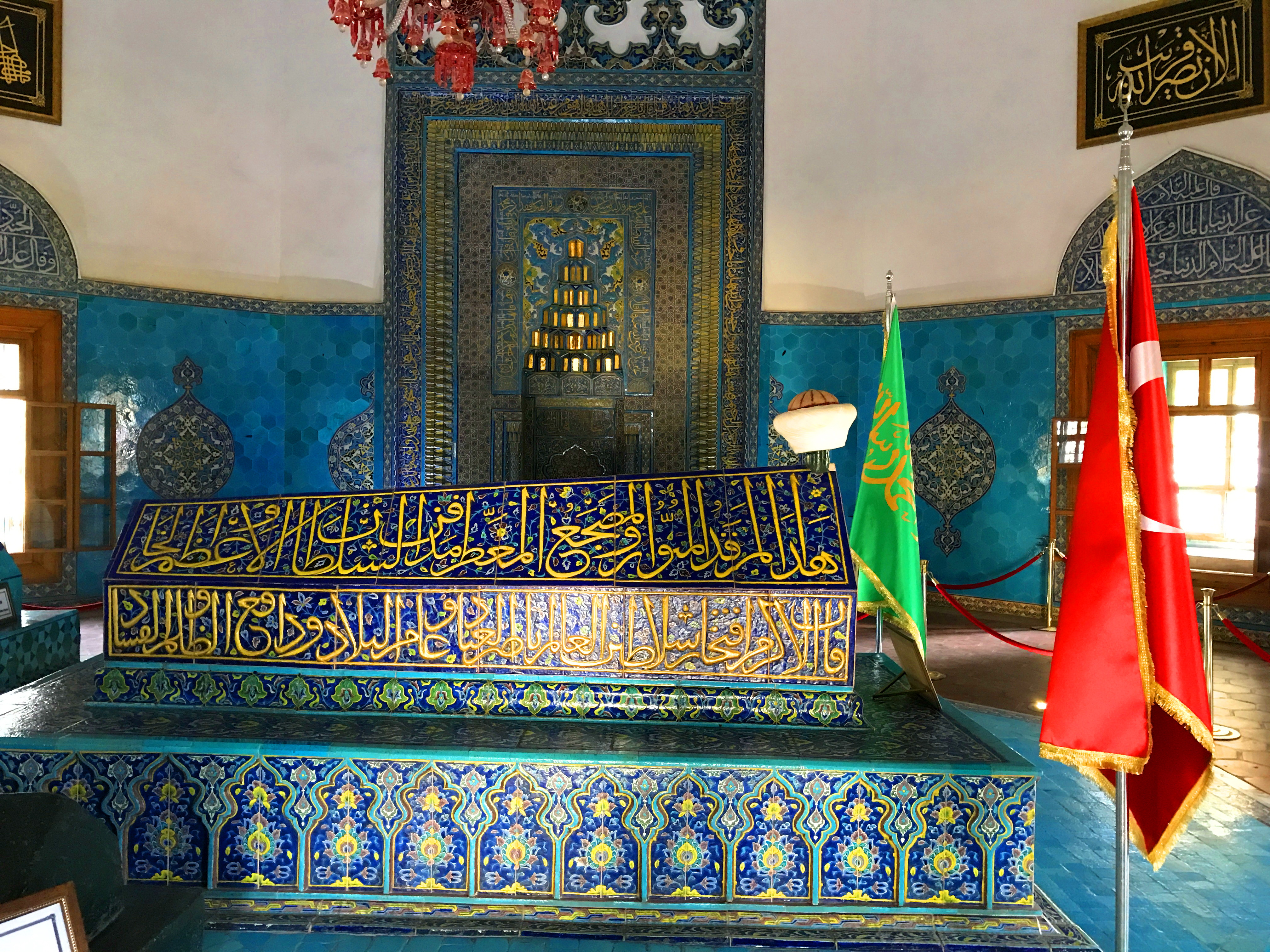
قبر السلطان مُحمَّد الأوَّل داخل الضريح الأخضر المُقام بِالقُرب من مسجده بِبورصة، وقد كُتب عليه بِخط الثُلث بِزخارف البلاط الخزفي الصيني الأزرق والأخضر والأصفر تعريفًا بِساكن القبر وأدعية الترحُّم عليه.

تُوفي السلطان مُحمَّد الأوَّل في أدرنة يوم الأحد 1 جُمادى الأولى 824هـ المُوافق فيه 4 أيَّار (مايو) 1421م، عن عُمرٍ ناهز 43 سنة. وتُشير رواية أُخرى أنَّهُ مات في يوم الإثنين 23 جُمادى الأولى المُوافق 26 أيَّار (مايو) من السنتين سالِفتا الذِكر، وهُناك روايات تُشيرُ فقط إلى وفاته في شهر جُمادى الأولى المُوافق لِشهر أيَّار (مايو)، من دون ذكر اليوم، وهذا ما يظهر من النقش الموجود على قبره في بورصة. ووفق المصادر القائلة بِقُعُود مُحمَّد الأوَّل فترةً من الزمن قبل أن يُسلم الروح، فإنَّهُ لمَّا شعر بِدُنُوِّ أجله دعا الصدر الأعظم بايزيد باشا الأماسيلِّي وقال له: «عَيَّنتُ ابنِي مُرَاد خَلِيفَةً لِي، فَأَطِعهُ وَكُن صَادِقًا مَعَهُ كَمَا كُنتَ مَعِي. أُرِيدُ مِنكُم أَن تَأتُونِي بِمُرَاد الآن لِأَنَّنِي لَا أَستَطِيعُ أَن أَقُومَ مِنَ الفِرَاشِ بَعد، فَإِن وَقَعَ الأَمرُ الإِلٰهِي قَبلَ مَجِيئِه حَذَارِيَ أَن تُعلِنُوا وَفَاتِيَ حَتَّى يِأتِي». وكان قصد السلطان تُدارُك وُقُوع الفوضى في الدولة فيما لو أُعلنت وفاته قبل مجيء الشاهزاده مراد من أماسية، خاصَّةً أنَّ مصطفى چلبي، شقيق السلطان مُحمَّد والمُدَّعي بِالحق في عرش آل عُثمان، كان سيتحرَّك مُباشرةً لِلمُطالبة بِالعرش، مما سيُدخله في نزاعٍ مع مُراد، فيسفك العثمانيين دماء بعضهم البعض مُجددًا، كما حصل بعد هزيمة أنقرة وفترة التنازع على العرش.
امتثل الصدر الأعظم لِرغبة السُلطان، فتعاون مع الوزير إبراهيم باشا الجندرلي على إخفاء موت مُحمَّد الأوَّل عن الجُند حتَّى يحضر ابنه، فأشاعا أنَّ السلطان مريض، وأمرا بِإغلاق كُل الحُدُود خوفًا من قُدُوم مصطفى چلبي من جزيرة لمنى (لمنوس) التي هي أقرب إلى أدرنة وجُلُوسه على العرش، فلم يُذع خبر وفاة السلطان طيلة 41 يومًا؛ بل إنَّهُ بِموجب إحدى الروايات، لم يعرف أحدٌ من الناس في أدرنة بِذلك، بل إنَّ الخبر أُخفي حتَّى عن أركان القصر، فكان هذا السلطان أوَّل سُلطانٍ عثماني يُخفى خبر موته. وكان الوُزراء قد أرسلوا عند اشتداد مرض السلطان رئيس الإنكشارية علوان بك إلى الشاهزاده مراد لِيأتي به، فوصل بورصة بعد أربعين يومًا، وكان السلطان حينها قد أسلم الروح، فنُقل نعشه إلى بورصة حيث استقبله ابنه مُراد، ودفنه بِالتعظيم والتكريم في قبَّةٍ مُقابل الجامع الأخضر الذي شرع ببنائه خلال حياته ليكون مسجدًا وقصرًا حكوميًّا، فأكمل ابنه مراد الثاني بناء الجامع الأخضر في كانون الأوَّل (ديسمبر) 1419م، وأنهى العمل في زخارف الجامع عام 1424م.

### فتنة الشاهزاده مصطفى بن بايزيد والتنازع الأسري العثماني

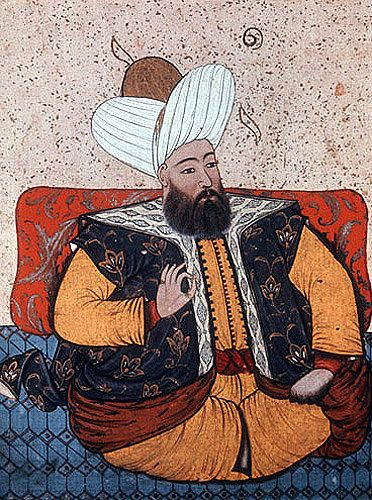
منمنمة عُثمانيَّة تعود إلى القرن التاسع عشر الميلاديّ تُصوِّرُ السلطان مراد الثاني متربعًا على تخت الملك بعد أن بُويع من القادة والأُمراء والأعيان والعُلماء وتقلَّد سيف عُثمان الغازي.

بايع القادة والوُزراء والأُمراء والساسة مراد الثاني بِالسلطنة في مدينة بورصة، فجلس على تخت المُلك يوم 23 جُمادى الآخرة 824هـ الموافق فيه 25 حزيران (يونيو) 1421م، وهو في الثامنة عشرة من عُمره. وعند البيعة، قلَّد العالم شمس الدين مُحمَّد البُخاري السلطان مراد سيف عُثمان الغازي، فكان أوَّل سُلطانٍ عثماني يُقلَّدُ هذا السيف، واستمرَّت هذه المراسم مئات السنين من بعده. وبموجب الرواية التقليديَّة، التي لا تُعد سُليمان چلبي ومُوسى چلبي من جُملة السلاطين العُثمانيين، فإنَّ مُرادًا الثاني يُصبح السلطان السادس في سلسلة سلاطين الدولة العُثمانيَّة. فإذا عُدَّ سُليمان ومُوسى چلبي في تلك السلسلة، يكون مراد الثاني هو الثامن في تلك السلسلة. إلَّا أنَّهُ بِالنظر إلى عدم تمكُّن سُليمان ومُوسى چلبي من السيطرة على أراضي الدولة العُثمانيَّة في الروملِّي والأناضول في وقتٍ واحدٍ، فلا يصح عدُّهما من السلاطين العُثمانيين. كان مراد الثاني معني بِإعداد الدولة لِلمهام الكُبرى التي كانت مسؤولة عنها قبل نكسة أنقرة، لِذلك كان عليه إعادة ما تبقَّى من الأملاك التي خسرتها الدولة في الأناضول بعد النكسة، وتوحيد الأراضي العُثمانيَّة والمُحافظة عليها، وحل المُشكلات العالقة مُنذُ أيَّام مُحمَّد الأوَّل، وإنشاء جيش قوي واقتصاد متين، وحُدُود واضحة لِدولته في وجه أوروپَّا المُتوثِّبة. وحتَّى يتفرَّغ لِهذه المهام هادن الدُول الأوروپيَّة، فعقد مُعاهدةً مع مملكة المجر مُدَّتُها خمسة أعوام، وتفاهم مع الجنويين الذين وعدوه بِإمداده بِالسُفُن والجُنُود، واقترح على الإمبراطور البيزنطي عمانوئيل الثاني تجديد المُعاهدة التي وقَّعها والده من قبل، ومفادها أن يتعهَّد السلطان العُثماني بِعدم مُحاربة الروم مُطلقًا، لقاء أن يبقى الشاهزاده مصطفى چلبي بن بايزيد مُحتجزًا في ديارهم. فأرسل الإمبراطور البيزنطي وفدًا إلى مراد الثاني لِتهنئته بِتولِّيه العرش، وأعلن استعداده تجديد المُعاهدة سالِفة الذِكر بِشرط تسليمه الأميران الصغيران محمود ويُوسُف، شقيقا السلطان مُراد، لِضمان حُسن تنفيذ المُعاهدة من جهة، وتنفيذ وصيَّة السلطان مُحمَّد القاضية بأن يرعى الإمبراطور البيزنطي الأميران المذكوران، وهدَّد بِإطلاق سراح مصطفى بن بايزيد فيما لو لم يُنفَّذ هذا الشرط. ومن المعروف أنَّ السلطان مُحمَّد كان قد عهد بِالأميرين محمود ويُوسُف إلى الصدر الأعظم بايزيد باشا الأماسيلِّي، لكنَّهُ أوصى في أن يتولَّى الإمبراطور البيزنطي رعايتهما، ويبدو أنَّهُ خشي من نُشُوب صراعٍ على السُلطة قد يُشكِّل خطرًا عليهما، فأراد إبعادهما عن مسرح الأحداث. لكن الحقيقة أنَّ طلب الإمبراطور لِلأميرين الصغيرين كان بِهدف إبقائهما رهينتين بِيده وورقة سياسيَّة يستخدمها لِتحقيق المصالح الروميَّة، أكثر من تنفيذ وصيَّة السلطان مُحمَّد، ومن الواضح أنَّ السلطان مراد أدرك هذا، فرفض الطلب الرومي، كما يُروى أنَّ بايزيد باشا سالِف الذِكر ردَّ على طلب الروم بِأنَّ الإسلام لا يسمح بِإيداع أولاد المُسلمين لِتربيتهم عند النصارى، وكان هذا الرفض كافيًا لِتفجير الأعمال العسكريَّة.

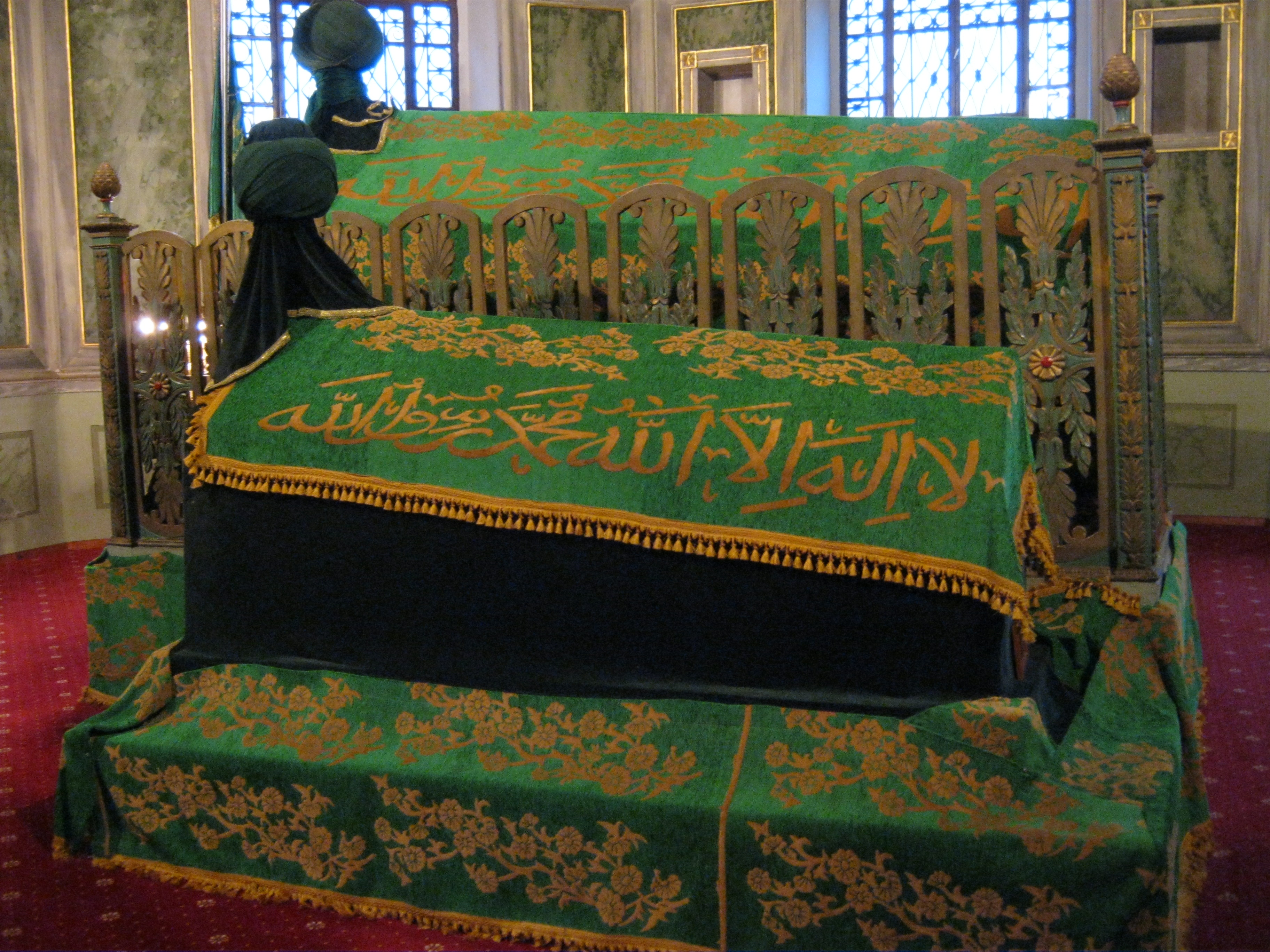
قبر شمس الدين مُحمَّد بن علي البُخاري، خارج فناء جامع أمير سُلطان في بورصة. التجأ السلطان مراد إلى هذا العالم المُتصوِّف لِلحُصُول على بعض النصائح فيما يجب أن يفعله بعدما استفحل أمر عمُّه مصطفى بن بايزيد.

وتشكَّل في القُسطنطينية، آنذاك، حزب معارض لسياسة التقارب مع العثمانيين، بِزعامة وليّ العهد يُوحنَّا بن عمانوئيل، فضغط على والده الإمبراطور حتَّى يُعلن الحرب عليهم، فتذرَّع هذا بِرفض طلبه من جانب مراد الثاني، وأطلق سراح الشاهزاده مصطفى بن بايزيد، الذي كان يحتجزه في جزيرة لمنى (لمنوس) تحت حراسةٍ مُشددة، بعد أن كتب الأخير على نفسه أن يرُد إلى الإمبراطوريَّة البيزنطيَّة جميع ما كان لها من المُدن والأراضي التي فتحها العُثمانيُّون، وتقع على سواحل بحريّ مرمرة والبنطس (الأسود)، بِالإضافة إلى تسالية، إذا ما نجحت ثورته، وأعانه الإمبراطور بِأن قدَّم لهُ عشر سُفنٍ حربيَّةٍ بِقيادة دمتريوس لاسكاريس. وأخلى الإمبراطور سبيل الأمير جُنيد بك بن إبراهيم الآيديني، آخر أُمراء بنو آيدين، الذي عصى السلطان مُحمَّد الأوَّل مرَّتان، كانت آخرها دعمه الشاهزاده مصطفى بن بايزيد ووُقوفه في صفِّه لِلمُطالبة بِالعرش العُثماني، وقد عفا عنه السلطان مُحمَّد في المرَّتين، وفي المرَّة الأخيرة سلَّمهُ إلى الإمبراطور البيزنطي الذي وضعه تحت المُراقبة في إحدى كنائس القُسطنطينيَّة. وبِتلك الصورة، استند مصطفى چلبي إلى مُساعدة بيزنطة، وجمع أتباعه من حوله، ويُقال أنه استوزر جُنيد بك الذي ما فتئ يُعارض التوسُّع العُثماني في الأناضول، وسار يريد أدرنة. التمَّ العديد من أُمراء الحُدُود في الروملِّي - الذين لا يرتاحون عادةً لِلسُلطة المركزيَّة - حول مصطفى چلبي ودعموه في المُطالبة بِالعرش العُثماني، وفي مُقدِّمتهم أولاد «أفرنوس بك»، القائد المُخضرم الذي قاتل تحت راية السُلطانين بايزيد ومراد الأول، وأولاد طُرخان بك، وأولاد آمُلي بك، وانقادوا لهُ مع أتباعهم. وكان مصطفى چلبي يُؤكِّد هويَّتهُ لِلأُمراء عبر إظهاره جُرحًا عميقًا على بطنه كان قد اندمل وبقي أثره، وقال إنَّهُ من آثار معركة أنقرة التي خاضها مع أبيه وإخوته ضدَّ المغول، فصدَّقهُ الأُمراء وعظُم جمعُه، فسار معهم واستولى أولًا على سيروز وقلِّيبُلِي، ثُمَّ سار إلى أدرنة ودخلها وجلس على العرش يوم 1 رمضان 824هـ المُوافق فيه 30 آب (أغسطس) 1421م، وقد اعترف الجيش في الروملِّي بِسلطنة مصطفى چلبي على أساس أنَّهُ ما دام العم موجودًا فلا مُبرِّر لِجُلُوس ابن الأخ على العرش، ولم يبقَ أمامهُ إلَّا السيطرة على الأناضول وتنحيه ابن أخيه لِيُصبح سُلطانًا بِالتمام والكمال. والواقع أنَّ اختيار توقيت إطلاق سراح الشاهزاده مصطفى كان جيدًا، إذ كان السلطان مراد في غُضون ذلك الوقت مشغولٌ باستمالة أُمراء الأناضول لِإعادتهم إلى حظيرة الدولة العُثمانيَّة دون حربٍ أو قتال، ولمَّا وصلت الأخبار بما حصل في الروملِّي، انتفضت الإمارات الأناضوليَّة في مُحاولة السعي لِلاستفادة من التغيير السياسي في الدولة العُثمانيَّة، فاعترفت بِشرعيَّة مُصطفى، واستعاد أمير منتشة استقلاله، وضرب النُقُود باسمه كمُؤشِّر على ذلك، واستردَّ أمير قسطموني، عزُّ الدين إسفنديار بك الجندرلي، بعض الأراضي التي كان قد تنازل عنها لِلعُثمانيين، واستعاد أمير صاروخان جُزءًا من أراضيه، وكان شاهرُخ بن تيمورلنك حريصًا على المُحافظة على التوازن الذي فرضه والده في الأناضول. تُشيرُ إحدى الروايات أنَّ مراد الثاني لمَّا عَلم بِحركة عمِّه ورأى اعتراف أُمراء الأناضول بِسُلطانه، احتار في أمره، فسار إلى السيد شمس الدين محمد بن علي البُخاري الشهير بأمير سلطان، وهو صهر السلطان بايزيد وأحد أهم علماء عصره، فاستغاث به وبِدُعائه في هذا الأمر، فدعا لهُ وربط سيفهُ على وسطه بِيده، وقال لهُ أنَّهُ رأى حُلمًا انتقلت فيه الدولة العُثمانيَّة إلى مصطفى چلبي، فالتمس من الرسول محمد ردَّها إلى السلطان مراد ثلاث مرَّات، فأُجيب إلى ذلك في المرَّة الثالثة. فتفائل السلطان مراد من هذا الحُلم وقال بيتًا من الشعر:

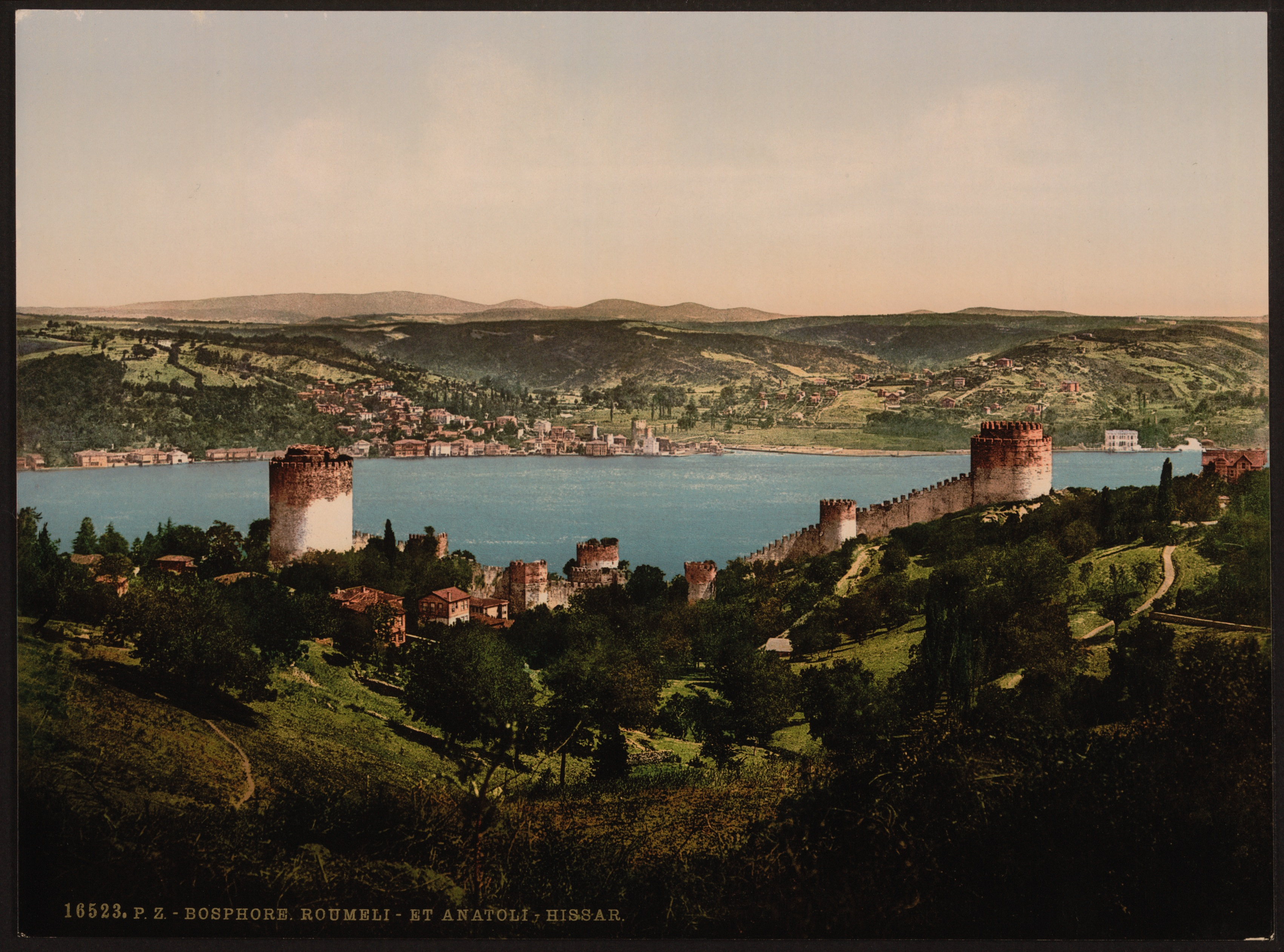
معبر قلعة أناضولي حصار (في أقصى الصُورة) الذي يُعتقد أنَّ العثمانيين عبروا منه إلى الروملِّي (في المُقدِّمة) لِلاقتصاص من مصطفى چلبي.

ثُمَّ استشار السلطان وُزراءه وأُمراءه في هذا الأمر، فأشاروا عليه بِإطلاق سراح بكلربك الروملِّي مُحمَّد بك ميخائيل أوغلي - الذي كان السلطان مُحمَّد الأوَّل قد نفاه إلى توقاد وزجَّ به في السجن مُنذُ ثماني سنين، بعد أن والى مُوسى چلبي الذي نازع أخاه السلطان على العرش واستمالته بِالوُعُود والإحسان؛ حتَّى يستميل هو أُمراء الروملِّي إلى جانبه، فإنَّهُ كان أقدمهم وأعظمهم، وكانوا يُحبُّونه ويُطيعونه، فأرسل السلطان من يأتي بِمُحمَّد بك من توقاد. ثُمَّ أشار الوزيران إبراهيم باشا الجندرلي والحاج عوض باشا على السلطان بِأن يُرسل الصدر الأعظم بايزيد باشا الأماسيلِّي في جمعٍ من العسكر إلى دفع مصطفى چلبي قبل أن يعبر إلى الأناضول، لأنَّ أُمراء الروملِّي كانوا يُحبُّون بايزيد المذكور؛ فيميلون إليه، وحسَّنوا هذا الرأي عند السلطان حسدًا على بايزيد باشا لِتقدُّمه عليهما بِالجلادة والرأي وإتمام المصالح، فقصدا هلاكه بِهذه الطريقة، فمال السلطان إلى رأيهما المُموَّه. ولمَّا علم ذلك عرُّوج وأمور باشا ابنا البكلربك تيمورطاش باشا، لم يستصوبا هذا الرأي، وكذلك بايزيد باشا؛ على اعتبار أنَّ الجُنُود العثمانيين غير ثابتين على طاعة السُلطان، وولائهم مُتأرجح بينه وبين مصطفى چلبي، واحتمال وقوع انشقاق في الجيش واردٌ جدًا، فعرض بايزيد باشا ذلك إلى السُلطان، الذي ألحَّ عليه في العُبُور والمسير، فلم يجد بُدًا من الامتثال لِأمره، فسار ومعهُ أخوه حمزة بك في جمعٍ من العسكر، فعبر البحر من معبر قلعة أناضولي حصار، وقيل من معبر قلِّيبُلِي نظرًا لِإغلاق الروم حُدودهم أمام العُثمانيين. وفي تلك الفترة، اتصل الإمبراطور البيزنطي، عمانوئيل الثاني، بِالشاهزاده مصطفى چلبي، وطلب منهُ الإيفاء بِالمُعاهدة، التي بِموجبها تُعاد قلِّيبُلِي وغيرها من المواقع إلى الإمبراطوريَّة البيزنطيَّة. غير أنَّ مصطفى چلبي وجُنيد بك رفضا ذلك الطلب رفضًا قاطعًا، قائلين أنَّ الإسلام لا يُجيز التنازل عن أراضي المُسلمين لِصالح النصارى؛ وإنَّهُما مُضطرَّان إلى القيام بِفتح البلاد المسيحيَّة الأُخرى أيضًا. أمام هذا الرَّد غير المُتوقَّع، حوَّل الإمبراطور البيزنطي أنظاره تجاه السلطان مراد مُجددًا، مُحاولًا استغلال تراجُع قُوَّته بِما يصب في مصلحة الروم، فعرض عليه أن يتنازل لِبيزنطة عن مدينة قلِّيبُلِي ويُسلِّمه الأميران محمود ويُوسُف، مُقابل رفع الدعم عن مُصطفى، لكنَّ السلطان رفض العرض، وهذا يعني أنَّ السلطان مراد الثاني أصبح مُواجهًا لِعمِّه مصطفى من جهة، ولِبيزنطة من جهةٍ ثانية. ولمَّا عبر بايزيد باشا البحر إلى الروملِّي، خرج مصطفى چلبي من أدرنة في جمعٍ عظيم، وانضمَّ إليه جُنيد بك الآيديني أيضًا مع عسكره، فلقيه في موضعٍ يُقال له «صازلي دره»، فتقدَّم مصطفى وخطب في العساكر بِإطاعته لِأنَّهُ أحق بِالمُلك من ابن أخيه، فأطاعته الجُيُوش، وانحرف مُعظمهم إليه، ولم يبقَ مع بايزيد باشا سوى أخيه حمزة وأتباعهما، فاضطرُّوا إلى الاستسلام لِمصطفى چلبي، الذي أعدم بايزيد باشا مُباشرةً وفق إحدى الروايات، وأبقى على حياة حمزة بك، وفي روايةٍ ثانية أنَّ بايزيد باشا لم يستسلم بل قاتل مصطفى چلبي وقُتل في المعركة، بل إنَّهُ بِموجب روايةٍ ثالثة فإنَّ بايزيد باشا لم يُقتل في صازلي دره، وإنَّما قُتل في قلِّيبُلِي أثناء دفاعه عنها. وبِجميع الأحوال فإنَّ بايزيد باشا هو أوَّل صدرٍ أعظمٍ عثماني يُقتل في الحرب. شكَّلت هذه المُحاولة العُثمانيَّة لاستئصال مصطفى چلبي دعوةً لهُ لِيتوجَّه إلى الأناضول ويُسيطر على بورصة ويُزيح ابن أخيه عن العرش، فانتقل مع العديد من أُمراء الروملِّي عبر مضيق الدردنيل، وهبط البر قُرب بلدة «لپسكي» في 26 مُحرَّم 825هـ المُوافق فيه 20 كانون الثاني (يناير) 1422م.

#### معركة أولوباط

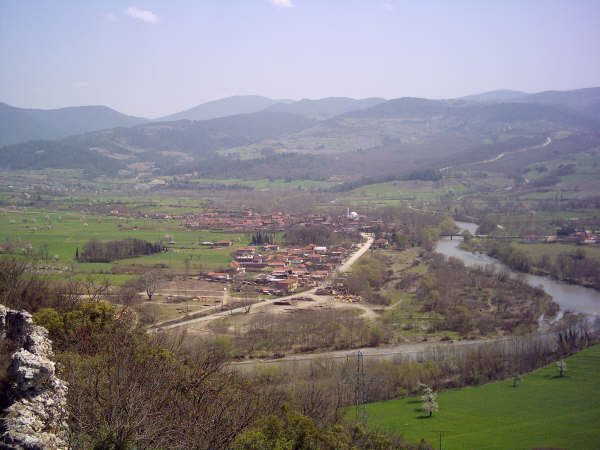
جانبٍ من نهر أولوباط حيثُ تقابل جيش السلطان مراد وجيش مصطفى چلبي ودارت بينهما معركة قصيرة.

جهَّز السلطان مراد جيشًا كبيرًا بلغ تعداده مائة وخمسة وعشرين ألف جُندي، منهم 120,000 من الخيَّالة و5,000 من المُشاة، وخرج على رأسه لِلتصدِّي لِعمِّه مُصطفى. التقى الجمعان في شطيّ نهر أولوباط: أحدهما في أحد جانبيه، والآخر في الآخر، وكان مع مصطفى چلبي خمسون ألف فارس وعُشرون ألف راجلٍ عزبيّ، بِالإضافة لِطائفةٍ من عسكر الروملِّي. ولا يبدو أنَّ الطرفان كانت لديهما نيَّةٌ في القتال، فأخذ ينظرُ أحدهما إلى الآخر دون أن يُشهر أحدٌ منهما السلاح، وقرَّر السلطان مراد اتباع الأُسلوب السياسي لاستقطاب حُلفاء مصطفى وإضعافه، وبِخاصَّةٍ جُنيد بك وأُمراء الحُدُود، وكلَّف مُحمَّد بك ميخائيل أوغلي - الذي كان وصل من توقاد - باستمالة هؤلاء إلى صفه، فكتب إليهم بذلك وشنَّع عليهم اتباع رجُلٍ يدَّعي أنَّهُ شقيق السلطان مُحمَّد الأوَّل، فيما لا شيء يُثبت ذلك تمامًا، فهم يتَّبعون رجُلًا مجهول النسب. اعتقد أُمراء الحُدود بدايةً أنَّ هذه الرسالة قد تكون دسيسةً من وُزراء السلطان ولم يُصدِّقوا أنَّ مُحمَّد بك المذكور على قيد الحياة، حتَّى سار إليهم ليلًا ووقف على شط النهر وجعل يُنادي الأُمراء بِأسمائهم، وأعلمهم بِنفسه وحياته، واستمالهم إلى السلطان مُراد، وتعهَّد عفو الأخير عمَّا سلف منهم، فمالوا إليه. كذلك، أرسل الحاج عوض باشا خطابًا إلى مصطفى چلبي تظاهر فيه بِأنَّهُ من أتباعه، وحدَّثهُ عن خيانة أُمراء الروملِّي واتفاقهم على الغدر به بعدما اتفقوا مع السلطان على ذلك، وأنَّ التنفيذ سيكون في الليلة الفُلانيَّة بعد أن يمُدُّهم السلطان بِعسكره، وعلى الرُغم من وُرُود رواية تُفيد بِمُخادعة جُنيد بك الآيديني أيضًا، فإنَّ هُناك اختلافات في تفصيلاتها، لكن الشائع أنَّ رسالةً أُخرى أُرسلت إلى جُنيد بك تُعلمهُ بِالمُخطط المزعوم وتستقطبه إلى جوار السلطان مُراد، فوقعت تلك الرسالة في يد مصطفى چلبي، الذي تزلزل لمَّا طابق مضمونها مع ما سبق وأُرسل إليه. ولمَّا أدرك الأخير حقيقة الخطر الداهم، اختار من عسكره خمسة آلاف مُقاتل من فارسٍ وراجلٍ، وأرسلهم ليلًا لِمُباغتة الجُنُود العُثمانيين، ولمَّا عبروا النهر على جسرٍ قائمٍ، فوجئوا بِخمسمائة إنكشاريّ يقفون لهم بِالمرصاد، فتقاتل الطرفان حتَّى هُزم العزبيُّون، وأُسرت منهم جماعة عظيمة بحيث كان كُل إنكشاريّ يُطلق سراح عزبيين مُقابل رأس غنمٍ واحد. أمام هذه الحركة، عبر عوض باشا النهر في جمعٍ من الجُنُود وهُم يصيحون ويُكبِّرون، مما أثار رُعب مصطفى چلبي وجعله يعتقد بِمجيء الأُمراء لِقتله، فاضطرَّ إلى الهُرُوب، أولًا إلى إزمير، ثُمَّ منها إلى قلِّيبُلِي. وبناءً على روايةٍ أُخرى، فإنَّ مصطفى چلبي لم يذهب إلى إزمير، وإنَّما وصل إلى قلِّيبُلِي بِشق الأنفس خلال ثلاثة أيَّام؛ بل تزيد الرواية أنَّ قاضي بلدة «بيغة» تعاون معه أثناء هُرُوبه، مما أفضى إلى إعدمه لاحقًا بِأمرٍ من السلطان مُراد. وقيل أيضًا أنَّ انسحاب مصطفى چلبي كان نتيجة إصابته بِمرض الرُعاف، الذي استمرَّ عليه ثلاثة أيَّام حتَّى ضعف جدًا، فتفرَّق عسكره وهرب هو إلى الروملِّي. أمَّا أُمراء الروملِّي، فقد استقبلوا السلطان وسُيُوفهم مسلولة على رقابهم في إشارةٍ إلى خُضُوعهم التَّام له، فعفا عنهم وأقرَّهم على إيالاتهم وسناجقهم، ثُمَّ شرع في تعقُّب خُطُوات مصطفى چلبي لِلقضاء عليه.

#### القضاء على مصطفى چلبي
تتبَّع السلطان مراد خُطوات عمِّه حتَّى بلدة لپسكي لِيكتشف أنَّهُ عبر إلى الروملِّي، ولم يجد في الساحل سفينة لِلعُبُور ورائه، فأرسل إلى عامل قلِّيبُلِي - وهو أحد أتباع الوزير إبراهيم باشا الجندرلي - أن يُزوِّده بِالسُفن اللازمة، فاستأجر الأخير مجموعةٍ منها سرًا، من جنويي مُستعمرة «فوچة» لِقاء خمسة آلاف دينار، وأرسلها إلى السُلطان. وبهذه الكيفيَّة تمكَّن العُثمانيُّون من العُبُور إلى ساحل قلِّيبُلِي، ونزلوا في ناحية «أجه أواسي». وعلى الرُغم من قيام مصطفى چلبي بِضرب سُفن ابن أخيه من وراء الأسوار، فإنَّهُ لم يتمكَّن من منع قُوَّاته من النُزُول في تلك المنطقة. وبناءً على ذلك، بدأ مراد الثاني بِوضع الحصار على قلِّيبُلِي، ويُروى أنَّ مصطفى چلبي، الذي تيقَّن بِعدم إمكانيَّة مُقاومة ابن أخيه، فرَّ من قلِّيبُلِي، مُتجهًا إلى أدرنة حيثُ أخذ خزينته وذهب باتجاه الأفلاق. تتبَّع السلطان مراد عمَّه إلى أدرنة ودخلها ثُمَّ أرسل الطلب في عقب الهارب، فلُوحق حتَّى أُدرك في ناحية «ينيجة قُزل آغاج»، ووفق إحدى الروايات فإنَّ بعض أتباعه خانوه وسلَّموه إلى الجُنُود العثمانيين فحملوه مُعتقلًا إلى السلطان الذي أمر بِصلبه، فصُلب على بُرج سور أدرنة، وقيل أيضًا شُنق. وقيل أدركهُ مُحمَّد بك ميخائيل أوغلي في «جامورلي» بِقُرب مدينة صوفية، فخنقهُ بِوتر قوسه، وحمل رأسه إلى السُلطان، وهي رواية يستبعدها عدَّة مُؤرِّخين عُثمانيين. وبناءً على روايةٍ ثالثة، فإنَّ مراد الثاني كان من جُملة المُلاحقين، وقد وجد عمَّهُ مُختبئًا وراء أدغال، فأخرجه منها بِيديه، وجلبه معهُ إلى أدرنة حيثُ علَّقهُ بِأحد أبراج القلعة مصلوبًا، وكان ذلك سنة 825هـ، وقيل كذلك أنَّ مصطفى چلبي لم يُقتل في ذلك التاريخ وإنَّما أُعدم في سنة 829هـ المُوافقة لِسنة 1426م. وعلى هذا الشكل انتهت فتنة مصطفى چلبي، بعد أن حكم في الروملِّي 9 أشهر، وثبُت في كُتب التاريخ العُثمانيَّة أنَّهُ كان دجَّالًا مُنتحلًا شخصيَّة مصطفى بن بايزيد الحقيقي، على أنَّ المُؤرخين المُعاصرين يميلون إلى القول بِأنَّهُ لم يكن مُدعيًا، بل هو الشاهزاده مصطفى فعلًا.

### حصار القُسطنطينيَّة

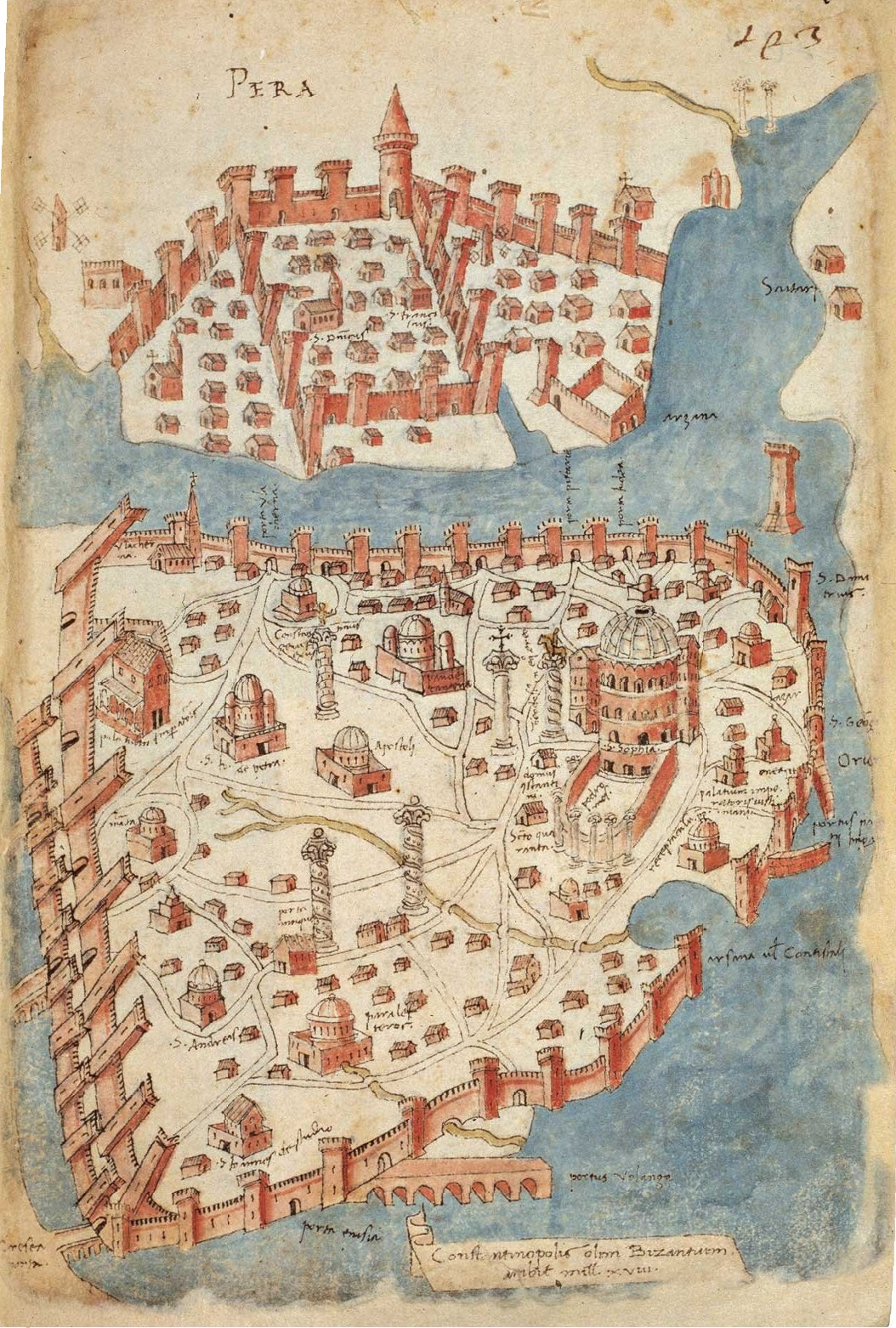
خريطة لِمدينة القُسطنطينيَّة، عاصمة الروم، سنة 1422م، أي عندما ضُرب عليها الحصار الإسلامي ما قبل الأخير. هذه أقدم الخرائط المعروفة لِلمدينة وقد وضعها عالم الخرائط الفلورنسي كريستوفورو بونديلمونتي عندما زار أوروپَّا الشرقيَّة خِلال عقد العشرينيَّات من القرن الخامس عشر الميلاديّ.

أثبتت الأحداث الأخيرة أنَّ بيزنطة لا تزال تُكنُّ العداوة لِلعُثمانيين، وأنَّ الإمبراطور البيزنطي يستغل الفُرص المُتاحة لِزعزعة كيان الدولة العُثمانيَّة وتقسيم أراضيها، فأراد مراد الثاني أن ينتقم من نظيره عمانوئيل، وأدرك هذا الأخير سوء عمله، وشعر بِالخطر يتهدَّده، فحاول أن يُخفِّف من غضب السُلطان، فبعث إليه يُهنِّئه بانتصاره على مصطفى چلبي، ويعتذر عمَّا بدر منه، لكنَّ مراد الثاني لم يكترث باعتذاره، فلم يكد الوفد البيزنطي يُغادر البلاط السُلطاني حتَّى أعدَّ العُثمانيُّون العدَّة لِضرب حصارٍ على القُسطنطينيَّة وفتحها. وكان الإمبراطور الكهل قد اعتزل السياسة وترك أُمُور الدولة لِقسيمه في المُلك، وابنه، يُوحنَّا الثامن، وانكبَّ على تأليف الكُتُب، فلمَّا بلغه انتصار السلطان مراد ومقتل مصطفى چلبي اضطرَّ أن يعود إلى الحياة السياسيَّة لِإصلاح الوضع قبل أن يحصل ما لا تُحمد عُقباه، لا سيَّما وأنَّ يُوحنَّا الثامن كان يُعادي العثمانيين دون تبصُّر بِالعواقب، ولم يكن قادرًا على الدفاع عن البلاد تجاه ما قد يقوم به العثمانيين إزاءها. زحف السلطان مُراد، في شهر جُمادى الآخرة 825هـ المُوافق فيه شهر حُزيران (يونيو) 1422م، على رأس قُوَّاتٍ كثيفة تُقدَّر بِما بين ثلاثين وخمسين ألف جُندي إلى القُسطنطينيَّة وحاصرها. وقد تجهَّز الجيش العُثماني بِأدوات الحصار والمدافع الكبيرة، فكانت تلك أوَّل مرَّة تُستخدم فيها المدافع المشهورة بِالـ«شاهينيَّة» في الجُيُوش العُثمانيَّة. ذكر المُؤرِّخ البيزنطي «يُوحنَّا كنانوس»، الذي عاصر هذا الحصار، أنَّ الجيش العُثماني طهَّر المنطقة المُجاورة لِلقُسطنطينيَّة أولًا بِقيادة مُحمَّد بك ميخائيل أوغلي، ثُمَّ وصل السلطان مراد يوم 20 حُزيران (يونيو) على رأس القُوَّة الأساسيَّة ومعه آلات الحصار، فأقامها على الأسوار وبدأ بِالتضييق على المدينة. استمرَّ هذا الحصار نحو أربعة أشهر، أي حتَّى نهايات شهر شوَّال المُوافق لِشهر أيلول (سپتمبر)، وقد شارك فيه العالم شمس الدين مُحمَّد بن علي البُخاري مع خمسُمائة من مُريديه، ممَّا أعطى العثمانيين دفعًا معنويًّا. أمَّا الروم، فقد دافعوا عن بلادهم على أحسن وجه، وعملوا على إصلاح الإضرار التي كانت تلحق بِالأسوار، حتَّى أنَّ النساء شاركن في الدفاع عن المدينة. ويُروى أنَّ أشد هُجُوم تعرَّضت لهُ القُسطنطينيَّة كان في يوم الإثنين 6 رمضان المُوافق فيه 24 آب (أغسطس) من السنتين المذكورتين. غير أنَّ هذا الهُجُوم أيضًا لم يُسفر عن شيء. والحقيقة فإنَّ القُسطنطينيَّة كانت قاب قوسين أو أدنى من السُقُوط بِيد المُسلمين بعد أن تهالكت أوضاعها الداخليَّة نتيجة الحصار المُستمر، ولم يُنقذها سوى تمرُّد الشاهزاده مصطفى چلبي الأصغر الشهير بِـ«كُجُك مُصطفى»، وهو الأخ الصغير لِمراد الثاني، إذ كان قد خرج على أخيه وشقَّ عصا الطاعة، ممَّا اضطرَّ السلطان إلى فك الحصار والعودة إلى الأناضول لِلتعامُل مع الوضع. بناءً على هذا، نجت القُسطنطينيَّة وبقيت في حوزة الروم لِمُدَّة إحدى وثلاثين سنةٍ أُخرى، إلى أن فتحها السلطان مُحمَّد الفاتح. وكان هذا الحصار السادس، هو آخرُ حصارٍ فرضه المُسلمون على القُسطنطينيَّة قبل فتحها. ولقد شرح الروم هذه النجاة بِمُعجزةٍ فحواها أنَّ السيِّدة مريم العذراء، وقفت، في أثناء الحرب، على الأسوار، وأنَّها دافعت عنها، وتحقَّقت بِذلك المُعجزة ونجت المدينة.

### فتنة الشاهزاده مصطفى الأصغر (كُجُك مُصطفى)
مصطفى الأصغر، الشهير بِـ«كُجُك مُصطفى»، هو أحد إخوان مراد الثاني، كان والده مُحمَّد قد عيَّنه واليًا على إقليم الحميد تحت إشراف مُربيه «لاله إلياس بك الشرابدار». وكان إلياس بك المذكور من أتباع سُليمان چلبي بن بايزيد، ولمَّا هُزم الأخير وآلت السلطنة إلى مُحمَّد الأوَّل، عفا عن إلياس بك وعيَّنهُ مُربيًا لابنه مُصطفى. وفي أثناء اشتغال السلطان مراد بِمُحاربة عمِّه مصطفى بن بايزيد، حرَّك إلياس بك مخدومه مصطفى الأصغر على العصيان وطلب المُلك، مُستغلًا حداثة سن الشاهزاده، البالغ من العُمر 13 سنة، وقلَّة خبرته بِالحياة وأُمُور السياسة. وأعانه في هذا التحريك الأمير الكرمياني يعقوب بك بن سُليمان، وكان قد تبنَّى مصطفى الأصغر وأحبَّهُ حُبًّا شديدًا، فأراد نيله المُلك. وكذا وافقهُما الأمير القرماني ناصر الدين مُحمَّد بك بن عليّ بِدافع الحقد على الدولة العُثمانيَّة وإيقاظًا لِفتنةٍ جديدةٍ فيها في سبيل التوسُّع على حسابها في جنوب الأناضول. كما أنَّ الإمبراطور البيزنطي عمانوئيل الثاني أغرى مُصطفى، شقيق السُلطان، بِالخُرُوج على أخيه في سبيل دفع الأخير بعيدًا عن القُسطنطينيَّة. وهكذا يبدو، في حقيقة الأمر، أنَّ مسؤوليَّة القيام بِالتمرُّد، لا تقع على عاتق الشاهزاده اليافع، وإنَّما على مُربيه وأميرا كرميان والقرمان والإمبراطور البيزنطي. وفي جميع الأحوال فإنَّ مصطفى الأصغر توجَّه في جمعٍ من الأوباش القرمانيَّة والكرميانيَّة والحميديَّة إلى مدينة بورصة وضرب الحصار عليها، لكنَّهُ لم يتمكَّن من اقتحامها، فتوجَّه إلى إزنيق عوضًا عنها وحاصرها. فما كان من السلطان مراد إلَّا أن أرسل إلى إلياس بك الشرابدار سرًا يعده ببكلربكيَّة الروملِّي إن شغل أخاه إلى أن يكبسه السُلطان، وكذلك أرسل إلى علي بك صاحب إزنيق بِتسليم مصطفى الأصغر إليه بِطريق الحيلة لِيمكُث في المدينة ريثما يصلها السُلطان، ففعلا ما أُمرا به، وأشغل إلياس بك الشرابدار مخدومه سليم الخاطر بِأنواع المشاغل، فشعر الأُمراء القرمانيين والكرميانيين بِما يدور في الخفاء، وحاولوا حمل مصطفى الأصغر على مُغادرة المكان، فلم يُصغِ إلى قولهم، واعتمد على إلياس بك المكَّار، الذي حمله على فرسه وأدخله إزنيق وأجلسهُ في إحدى قُصُورها، ورتَّب له ديوانًا كديوان السلاطين لئلَّا يتوهَّم منه. أمَّا السلطان مراد فإنَّهُ فوَّض أُمُور الثُغُور الغربيَّة من الروملِّي إلى علي بك بن أفرنوس، والثُغُور الشماليَّة منها إلى فيروز بك، وسار هو في بقيَّة العسكر مُسرعًا إلى جانب إزنيق حيثُ جرت مُصادمة بسيطة قُتل فيها مُحمَّد بك ميخائيل أوغلي، لكنَّ جمع مصطفى الأصغر تفرَّق تمامًا وهرب أكثره إلى داخل المدينة، ولمَّا وصل إليها السلطان خرج إلياس بك الشرابدار ومعهُ الشاهزاده مصطفى وسلَّمهُ إلى أخيه الذي أمر به فقُتل شنقًا، ثُمَّ حُمل نعشه إلى بورصة حيثُ دُفن بِجوار والده مُحمَّد الأوَّل. وقيل سُملت عيناه فمات من شدَّة السمل، وقد أُرِّخت هذه الحادثة بِسنة 826هـ المُوافقة لِسنة 1423م. وفي روايةٍ أُخرى أنَّ مصطفى الأصغر هرب من إزنيق إلى القُسطنطينيَّة وعقد تحالُفًا مع الإمبراطور البيزنطي لم يصل الباحثين أي بندٍ من بُنُوده، ونتيجةً لِذلك تحصَّن في قوجه إيلي في الوقت الذي استعاد فيه مراد الثاني مدينة إزنيق، إلَّا أنَّ الأُمراء تخلُّوا عنه، فوقع في أسر السلطان الذي أعدمه في 9 ربيع الأوَّل 826هـ المُوافق فيه 20 شُباط (فبراير) 1423م.

### تصفية مراكز القوى في الأناضول

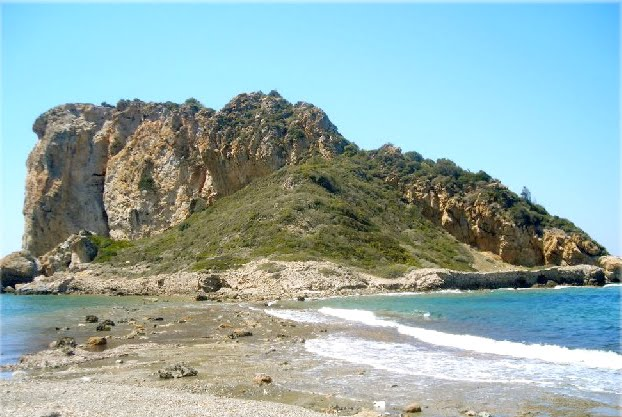
أطلال حصن أپسالا، المعقل الأخير لِجُنيد بك.

بعد تخلُّصه من المُطالبين بِالعرش، انهمك مراد الثاني في تعزيز دولته وتصفية مراكز القوى في الأناضول. وكان أمير قسطموني عز الدين إسفنديار بك الجندرلي قد استردَّ جنقرة وطوسيه وقلعة جك، التي أُلحقت بِالدولة العُثمانيَّة في عهد السلطان مُحمَّد الأوَّل، وذلك بالاستفادة من انشغال السلطان مراد بِمُشكلة مصطفى الأصغر. واستولى، بعد ذلك، على بولي وطاراقلي والمنطقة المُجاورة لهما. فلمَّا أدرك السلطان تعدِّي إسفنديار بك على أطراف الممالك، توجَّه إلى قتاله على الفور وقابل جيشه بِقُرب بلدة بورلي حيثُ دارت بينهما معركة عُرفت بِمعركة «طاراقلي بورلي»، هُزم فيها أمير قسطموني، ففرَّ مُلتجئًا إلى سينوپ حيثُ طلب الصُلح، فوافق السلطان وأمَّنه. وبِمُوجب الاتفاق الذي عقده الطرفان، في أواخر سنة 826هـ المُوافقة لِسنة 1423م، اعترف إسفنديار بك بِسيادة العثمانيين على إمارة قسطموني، وتعهَّد بِتزويد السلطان بِقُوَّةٍ عسكريَّةٍ عند الحاجة، وبِدفع جُزءٍ من إيرادات المناجم، وتعبيرًا عن إخلاصه وولائه زوَّجه ابنته خديجة حليمة خاتون. ويُروى أنَّ قاسم بك بن إسفنديار، المُؤيِّد لِلعُثمانيين، والذي عُيِّن حاكمًا على جنقرة في عهد مُحمَّد الأوَّل، قدَّم العون إلى مراد الثاني ضدَّ والده، عندما حمل عليه العُثمانيُّون. التفت مراد الثاني بعد ذلك إلى الإمارة القرمانيَّة مُستغلًا التنازع الأُسري فيها بعد مقتل الأمير ناصر الدين مُحمَّد. وتفصيل ذلك أنَّ الأمير القرماني سالف الذِكر قاد حملةً على أنطالية، الداخلة ضمن نطاق الدولة العُثمانيَّة، سنة 826هـ المُوافقة لِسنة 1423م بِحُجَّة الانتقام من حاكمها حمزة بك بن فيروز الذي قتل أمير تكة عُثمان بك التابع لِلقرمانيين، والواقع أنَّهُ كان يُملي نفسه السيطرة على تلك المدينة لأهميَّتها التجاريَّة البحريَّة. تمكَّن حمزة بك من صد هُجُوم القرمانيين، وقُتل ناصرُ الدين مُحمَّد أثناء الحصار حيثُ أُصيب بِقذيفة مدفع. وبناءً على ذلك، انتقلت الإمارة إلى شقيقه علاءُ الدين عليّ، فالتجأ ابنا ناصر الدين مُحمَّد: إبراهيم وعيسى، إلى السلطان مراد الثاني ضدَّ عمِّهما، وتزوَّجا من أُختيه إلعالدة وإنجي. ساند السلطان الأمير إبراهيم بن مُحمَّد لِتولِّي عرش الإمارة القرمانيَّة مُقابل حُصُول الدولة العُثمانيَّة على إمارة الحميد، التي كان القرمانيُّون قد استولوا عليها في سنة 824هـ المُوافقة لِسنة 1421م، ومُنح عيسى بن مُحمَّد إمارة إحدى سناجق الروملِّي، أمَّا علاءُ الدين عليّ، الذي أُسقط عن عرشه، فقد مُنح سنجق صوفية؛ وبِهذا أصبحت الإمارة القرمانيَّة تحت النُفُوذ العُثماني، إلَّا أنَّ هذا التدبير والمُصاهرة التي قامت بين البيتين لم تضمن إخلاص آل قرمان لِآل عُثمان ووفاق البيتين الحاكمين.
وفي سنة 828هـ المُوافقة لِسنة 1425م، عصى الأمير جُنيد بك بن إبراهيم الآيديني الدولة العُثمانيَّة، واستولى على إمارة آيدين، التي أعاده إليها السلطان مراد بعدما عفا عنه مُجددًا، رُغم دوره الأساسي في فتنة الشاهزاده مصطفى بن بايزيد، وتمرُّده وعصيانه سابقًا في عهد السلطان مُحمَّد الأوَّل. ولم يكتفِ جُنيد بك هذه المرَّة بِخلع تبعيَّته لِلعُثمانيين، بل حرَّض بيزنطة والإمارات الأناضوليَّة والبُندُقيَّة ضدَّ السلطنة، لِذلك قرَّر السلطان مراد استئصال هذا الأمير، فأرسل إلى بكلربك الأناضول عرُّوج بك بن تيمورطاش أن يتولَّى هذه المُهمَّة، فسار وأغار على بلاده، لكنَّ الموت أدركه فلم يُكمل مُهمَّته، فكلَّف مراد الثاني حاكم أنقرة حمزة بك، شقيق الصدر الأعظم بايزيد باشا الأماسيلِّي الذي قُتل أثناء فتنة الشاهزاده مصطفى چلبي، بِمُحاربة جُنيد بك ووضع حدٍ لِخطره.
وكلَّف السلطان أيضًا نسيب بايزيد باشا، المدعو خليل يخشي بك الرومي، مُطاردة الأمير الآيديني والقضاء عليه. التقت الجُيُوش العُثمانيَّة بِجيش جُنيد بك، يقوده ولده «قورد حسن بك»، قُرب مدينة آق حصار حيثُ دارت بينهم معركة انهزم فيها الآيدينيين، ووقع قورد حسن وعمِّه في الأسر، فأُرسلا إلى قلِّيبُلِي حيثُ زُجَّا في السجن، أمَّا جُنيد بك، فتمكَّن من الهرب من إزمير والتجأ إلى حصن أپسالا الواقع على بحر إيجة، مُقابل جزيرة شامُس، حيثُ حاول الاتصال بِالبنادقة لِإنقاذه، لكنَّ حمزة بك وصل سريعًا وضرب الحصار على أپسالا من البر والبحر، ولمَّا يئس جُنيد بك من وُصُول المدد، وفشل في استقطاب القرمانيين لِتخفيف الضغط عنه، اضطرَّ إلى الاستسلام بِشرط عدم المس بِحياته، فأُخذ أسيرًا مع من تبقَّى من بني آيدين. ويبدو، كما يتبيَّن من الأحداث، أنَّ جُنيد بك قاوم حتَّى سنة 829هـ المُوافقة لِسنة 1426م، وبجميع الأحوال فإنَّ كُلٍ من حمزة بك وخليل يخشي بك لا يبدو أنَّ كانت لهما نيَّة الإبقاء على حياة الأمير الأسير، فقتلاه خنقًا مع أتباعه وأقاربه انتقامًا لِبايزيد باشا، وبِمقتله، تخلَّصت الدولة العُثمانيَّة من أبرز الخونة الذين خانوا عهدها أكثر من مرَّة، ولمَّا علِم السلطان مراد بِمقتل جُنيد بك، أمر بِإعدام أخيه وابنه قورد حسن المسجونان في قلِّيبُلِي، فنُفِّذ الأمر، وبِذلك لم يبقَ أحدٌ على قيد الحياة من بني آيدين، فانقطعت سُلالتهم وآلت بلادهم إلى الدولة العُثمانيَّة، ووزَّعها السلطان على أُمرائه. وكان أمير منتشة أحمد بك بن إلياس قد استغلَّ انشغال الدولة العُثمانيَّة بِمُشكلة جُنيد بك، فهرب من منفاه في الدولة الآق قويونلويَّة ونجح في استرداد عرش آبائه إلى أن هُزم جُنيد بك، فاضطرَّ إلى الهرب مُجددًا والعودة من حيث أتى، فأخذ السلطان مراد أراضي تلك الإمارة وجعلها سُنجقًا عُثمانيًّا، وأقطعها لِأقدم أُمرائه «بلبان باشا».

### الصُلح العُثماني الرومي

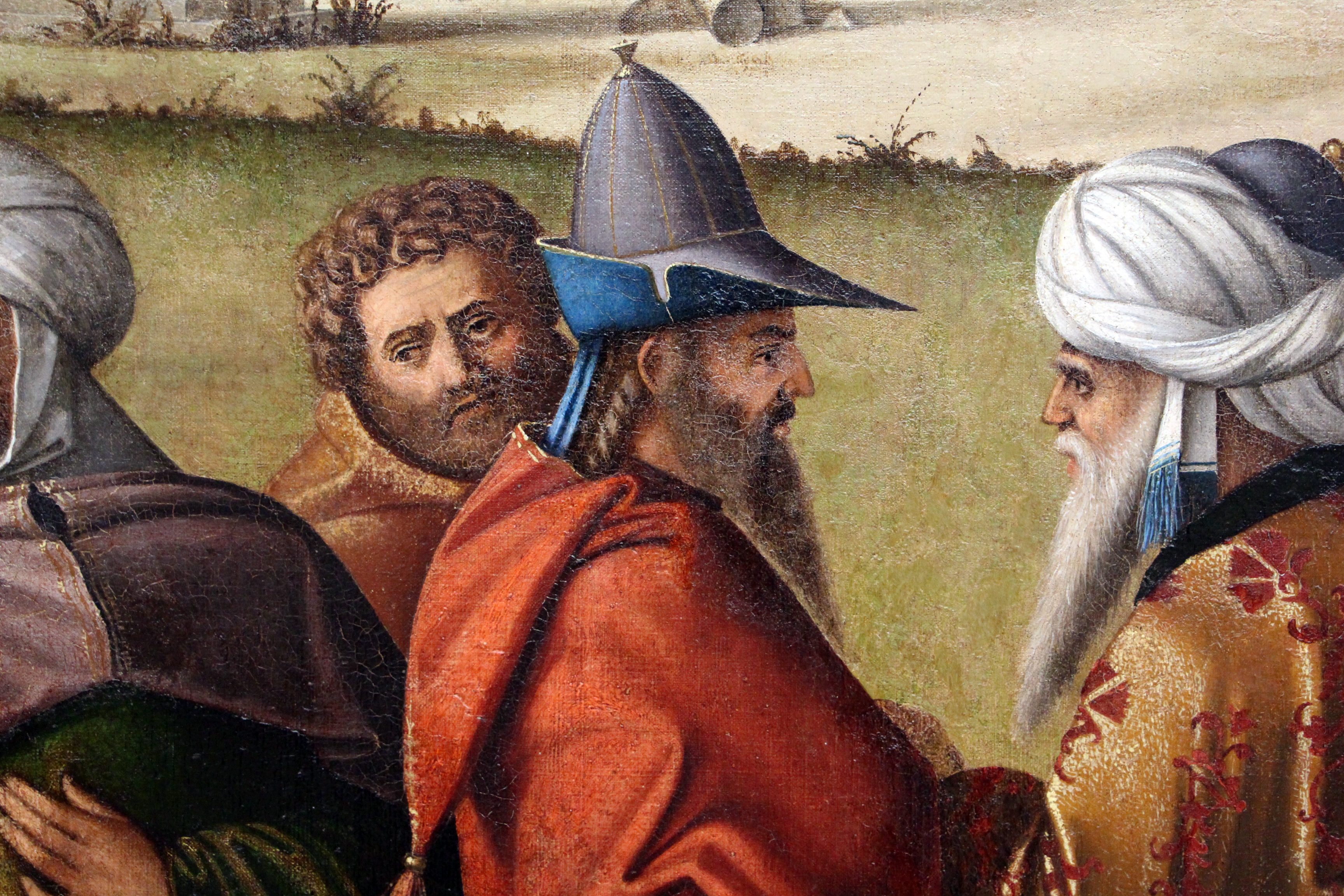
لوحة إيطاليَّة تُصوِّرُ الإمبراطور البيزنطي يُوحنَّا الثامن (في الوسط) وهو يُفاوض المبعوث العُثماني (يمينًا) على الصُلح.

استأنف مراد الثاني سياسته المُعادية لِلروم، بعد تحرُّره من المُشكلات الأناضوليَّة، وقد أثبتت التجرُبة الأخيرة أنَّ القُسطنطينيَّة لا تزال بعيدة عن مُتناول العُثمانيين، لكنَّ هؤلاء سوف يُهاجمون سالونيك ويشنُّون هجماتٍ في المورة. وتُوفي في هذه الأثناء الإمبراطور البيزنطي عمانوئيل الثاني، وخلفه ابنه يُوحنَّا الثامن، وكانت الإمبراطوريَّة البيزنطيَّة لدى اعتلاء الإمبراطور الجديد العرش، قد تضاءلت، فلم تعد تشمل سوى القُسطنطينيَّة وضواحيها حتَّى سلمبرية، بِالإضافة إلى بعض الأراضي الضيِّقة على ساحل البحر، فعانت من قلَّة الموارد بسبب فُقدانها لِأراضيها، مع ما ينتج عن ذلك من ضُعفٍ ظاهرٍ في نواحي الحياة كافَّة، فعلى سبيل المِثال لم يتمكَّن يُوحنَّا الثامن من سك النُقُود الذهبيَّة، فاكتفى بِالفضيَّة منها. واستغلَّ السلطان مراد ضعف الروم الظاهر ففتح مدينة مودونة الواقعة في شبه جزيرة المورة، مما جعل الإمبراطور يُدرك عدم قُدرته على الصُمُود أمام ضغط العُثمانيين، لِذلك وافق على الخُضُوع لِلسلطنة، وأُبرم صُلحٌ بين الطرفين يوم الثُلاثاء 21 ربيع الأوَّل 828هـ المُوافق فيه 22 شُباط (فبراير) 1425م، وبِمُوجب شُرُوط هذا الصُلح، الذي احتوى مواد ثقيلة على الإمبراطوريَّة البيزنطيَّة، تنازل يُوحنَّا الثامن لِلعُثمانيين عن جميع القلاع الباقية تحت السيطرة الروميَّة على شواطئ بحر البنطس (الأسود) وسواحل الروملِّي، واستجاب أيضًا لِمطالب السلطان بِدفع جزيةٍ سنويَّة قدرُها ثلاثين ألف دوقيَّة ذهبًا وفق إحدى المصادر، في حين تُحددها أُخرى بِثلاثُمائة آلف آقچة. وبِهذا، فقدت الإمبراطوريَّة البيزنطيَّة جميع الفوائد التي جنتها بعد كارثة أنقرة التي كبحت نُمُوّ الدولة العُثمانيَّة زمنًا طويلًا.

### حرب البُندُقيَّة: حصار سالونيك
كان لِلإمبراطور البيزنطي الجديد يُوحنَّا الثامن أربعة إخوان: منهم تُيُودور أمير المورة، وأندرونيقوس أمير سالونيك، وقُسطنطين ودمتريوس. ويُروى أنَّ أمير سالونيك أندرونيقوس كان إنسانًا بطيئًا، كسلًا لِلغاية، ولم يكن لِسُكَّان المدينة ثقة به، لكنَّ النجاح العُثماني الأخير في إرغام الإمبراطور على التنازل عن جميع القلاع الباقية تحت السيطرة البيزنطيَّة على سواحل الروملِّي، وفتحهم مدينة مودونة، كما أُسلف، جعل السُكَّان يُدركون أنَّ لا قِبَل لهم بِالوُقُوف في وجه القُوَّات العُثمانيَّة، فسلَّموا مدينتهم لِلبنادقة كي يُدافعوا عنها. ويتفرَّد المُؤرِّخ الرومي «مقار (مقاريوس) ميليسينوس» الذي عاش خلال القرن السادس عشر الميلاديّ، بِذكر روايةً مفادها أنَّ أندرونيقوس عامل المدينة مُعاملةً تجاريَّةً غريبة، حيثُ باعها لِلبُندُقيَّة لقاء 50,000 دوقيَّة، رُغمَّ أنَّ جميع المصادر الأُخرى، بما فيها وثائق المُفاوضات بين الأمير الرومي والبنادقة، لا تأتي على ذِكر هذا الأمر ممَّا يجعله أمرًا مُستبعدًا. ويُذكر أنَّ البنادقة كانوا يتحدثون عن قيامهم بِالدفاع عن الميناء التجاري ضدَّ العثمانيين من جهة، ويقومون في الوقت عينه بِتحويله إلى «بُندُقيَّةٍ أُخرى» من خِلال إعماره، من جهةٍ أُخرى.
عدَّ مراد الثاني هذا التصرُّف من جانب السُكَّان وأميرهم تحديًا له، لِأنَّ البنادقة كانوا من ألدِّ أعدائه، فأعدَّ جيشًا لِفتح سالونيك وحاصرها، وقد أدَّى قرار تولِّي الدفاع عن المدينة إلى تفاقم وضع البُندُقيَّة. حاول البنادقة استرضاء السلطان العُثماني والحُصُول على اعترافه بِسيطرتهم على المدينة، فتلقَّى منهم العديد من العُرُوض السياسيَّة، لكنَّهُ كان من المُستحيل عليه أن يقبل بِالأمر الواقع، وواصل حصاره لِسالونيك. ولمَّا أصرَّ البنادقة على الحُصُول على اعتراف السُلطان، وأرسلوا له مبعوثًا دبلوماسيًّا لِيُفاوضه، ألقى القبض عليه وزجَّه في السجن، وأرسل إلى البنادقة يُعلمهم أنَّ وُجودهم في المدينة غير شرعي كونها من حق المُسلمين الذين فتحوها سابقًا وبذلوا دمائهم في سبيل ذلك، وأنَّ قواعد الحرب والغزو - السائدة في العالم آنذاك - تنص على هذا. وبحسب المُؤرِّخ الرومي «دوكاس» فإنَّ مراد الثاني قال في رسالته إلى البنادقة: «هَذِهِ المَدِينَة حّقِّي الذِي وَرَثتُه عن آبَائِي، فِإنَّ جَدِّي بَايَزِيد فَتَحَهَا بِسَيفِ الظَّفرِ وَأَخَذَهَا مِنَ الرُّومِ...وإِنَّكُم لَاتِينيين طِليَان، فَمَا الَذِي جَاءَ بِكُم إِلَى هَذِهِ البِلَاد؟ فالتَنسَحِبُوا بِإِرَادَتِكُم، وَإِن لَم تَفعَلُوا فَإِنِّي قَادِمٌ إِلَيكُم عَلَى وَجهِ السُّرعَةِ». وقام الأُسطُول العُثماني بِعمليَّات تدميرٍ في أرخبيل المورة ضدَّ مُمتلكات البُندُقيَّة، وبِخاصَّةٍ في أوبييه، ما شلَّ مُناورات الأُسطُول البُندُقي قبالة قلِّيبُلِي. وحدث آنذاك ما خفَّف الضغط العُثماني عن سالونيك، إذ نشب النزاع بين العثمانيين والمجريين حول الصرب والأفلاق، ما أعطى البُندُقيَّة فُرصةً لِإعادة تحصين المدينة.

### الحملات على الأفلاق والأرناؤوط والصرب والتوسُّع في المورة

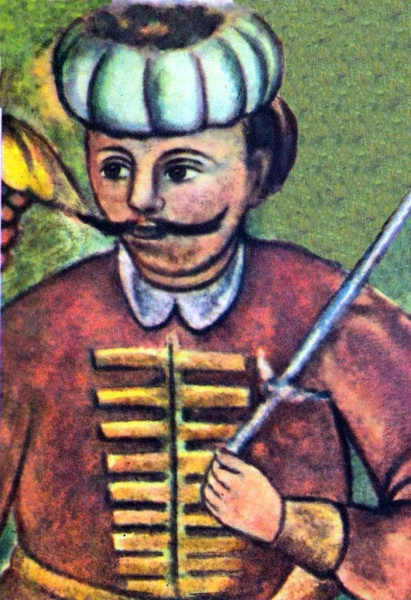
أمير الأفلاق ڤلاد بن ميرݘه، الشهير بِڤلاد دراكول أو ڤلاد الثاني دراكول.

أزعج التوسُّع الإسلامي في البلقان سيگيسموند اللوكسمبورغي، ملك المجر وألمانيا ثُمَّ إمبراطور الرومانيَّة المُقدَّسة، وكان قد فشل في الحيلولة دون تمدُّد العثمانيين في عهد السُلطانين بايزيد ومُحمَّد، فسعى إلى تحريض الأُمراء والحُكَّام المسيحيين المُجاورين على عدوِّهم المُشترك. وفي تلك الفترة، كان حُكمُ بلاد الأفلاق قد آل إلى ڤلاد بن ميرݘه، المشهور بِـ«ڤلاد دراكول»، بعد أن انقلب على الأمير دان، حاكم تلك البلاد. ولقب «دراكول» الذي لُقِّب به هذا الأمير، يعني التنين، وقد خلعهُ عليه سيگيسموند سالِف الذِكر بعد أن انضمَّ إلى طائفة فُرسان التنين التي أسسها سيگيسموند لِلدفاع عن المسيحيَّة في وجه تقدُّم الإسلام، المُمثَّل بِالدولة العُثمانيَّة، في أوروپَّا. وكان ڤلاد المذكور كثير الخُرُوج في حملاتٍ عسكريَّةٍ لِلإغارة على الأراضي العُثمانيَّة، وفي أثناء الحصار العُثماني لِسالونيك، حرَّض الملك المجري جاره الأفلاقي لِيُغير على الأراضي العُثمانيَّة، فما كان منه إلَّا أن عبر إلى سيلسترة وتعرَّض لِبلاد المُسلمين، فأرسل السلطان مراد إلى حامي تلك الثُغُور فيروز بك، وأمره بِأن يجمع عسكر تلك الحُدُود ويُغير معهم على الأفلاق، فسار فيروز بك وغزا تلك البلاد وقتل كثيرًا من مُقاتلتها وعاد منها مُحمَّلًا بِالغنائم والأسرى والسبايا. أثارت غزوات فيروز بك الخوف في نفس دراكول، فندم على فعله وأدرك أنَّه غير قادر على مُقارعة الدولة العُثمانيَّة، ولم يعد لديه شك في وخامة عاقبة فعله، وفهم أنَّ عليه مُهادنة السلطان مُراد، فرتَّب هدايا جليلة وأموالًا عظيمة، ثُمَّ سار مع ولديه إلى السلطان بِأدرنة، فطلب العفو والأمان، وسلَّم خِراج سنتين، واعترف بِسيادة الدولة العُثمانيَّة عليه، فعفى عنه السلطان وأقرَّهُ على بلاده، وأعاده حاملًا فرمان التولية الرسميّ. وهُناك رواية تُفيد أنَّهُ ترك ولديه رهينة لدى العُثمانيين. لكن لم يكن هذا الخُضُوع إلَّا ظاهريًّا كما تبيَّن بعد بضع سنين.

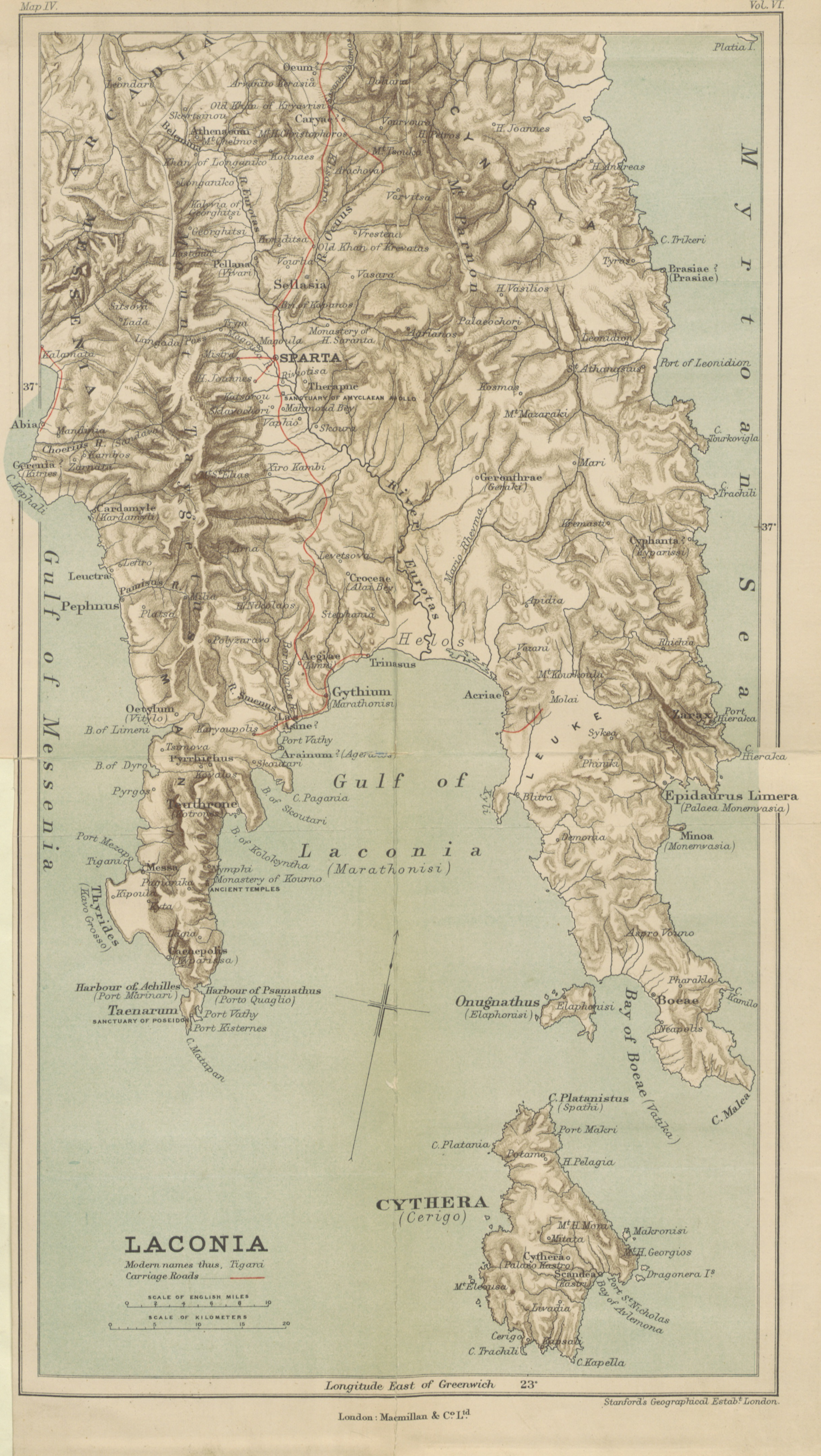
منطقة لاكونيا في طرف المورة، التي سيطر عليها عيسى بك بعد حملاته في الأرناؤوط.

ما كاد مراد الثاني يُعيد ترتيب أوضاع الأفلاق لِصالح الدولة العُثمانيَّة، حتَّى أتاه خبر نقض قيصر الصرب، أسطفان بن لازار، حلفه مع العثمانيين مدفوعًا من سيگيسموند، وكان هذا الحلف قائمًا مُنذُ أوائل عهد السلطان بايزيد الأوَّل. فقبض (أي أسطفان) على أمير الثُغُور المُجاورة علي باشا بن إسحٰق، الشهير بِـ«دلو باشا»، وحبسه. لِذلك، أرسل السلطان إلى بكلربك الروملِّي سِنان باشا كي يسير مع العسكر إلى ديار الصرب ويُغير عليها، فسار سنان باشا وفتح قاعدة تلك الديار ودار مُلكها آلاجة حصار، ثُمَّ سخَّر أكثر تلك البلاد، وحوَّل عدَّة كنائس من كنائسها إلى مساجد. ثُمَّ أرسل السلطان إلى أُمراء الروملِّي بِأن ينضمُّوا إلى البكلربك المذكور ويُغيروا على الصرب ويأخذوا ما بيد قيصرها من بلاد، فسار الأُمراء بِجُنُودهم وسيطروا على ولاية «جان أواسي» وفتحوا قلعة «گورجنيلك» وغيرها. كان من نتيجة تلك الغزوات أن خضع أسطفان بن لازار لِلدولة العُثمانيَّة مُجددًا، فأرسل إلى عتبة السلطان أموالًا عظيمة وهدايا، والتمس العفو، وأرسل أيضًا هدايا إلى الوُزراء والأُمراء فشفعوا إلى السلطان فيه، فعفا عنه، وأبرم معه صُلحًا في جُمادى الأولى 829هـ المُوافق فيه آذار (مارس) 1426م، تنازل فيه أسطفان عن قسم من أراضيه حتَّى آلاجة حصار، أي حتَّى الشمال الغربي من مدينة نيش في وسط بلاد الصرب. بعد ذلك حوَّل السلطان مراد أنظاره ناحية بلاد الأرناؤوط لِمُعاقبة حاكم الإمارة الكستريوتيَّة، يُوحنَّا كستريو، الذي خلع طاعة العثمانيين أثناء حصارهم سالونيك، وراسل البنادقة يطلب منهم الصفح عنه وعن ابنه جرجس (إسكندر بك) الذي اعتنق الإسلام وحارب في صف المُسلمين، طالبًا منهم السماح له ولِولده أن يعودا تحت حُكم جُمهُوريَّة البُندُقيَّة، تمامًا كما كان الحال قبل فتح العثمانيين لِبلادهم. وفي سبيل إظهار حُسن نيَّته لِلبنادقة، أرسل يُوحنَّا كستريو جميع الفرمانات التي بعثها إليه السلطان مراد إلى مجلس الشُيُوخ البُندُقي، وكان يأمره فيها بِمُهاجمة مُستعمرات ومُمتلكات البُندُقيَّة في الأرناؤوط، وطلب كستريو من البنادقة أن يؤمنوا له الحماية والدعم العسكري فيما لو هاجمه العُثمانيُّون. ولمَّا علم السلطان بِأمر هذه الخيانة، أرسل الأمير عيسى بك بن أفرنوس إلى الأرناؤوط وتحت إمرته قُوَّة كبيرة، فتقدَّم حتَّى سواحل البحر الأدرياتيكي وهزم يُوحنَّا كستريو وأخضعهُ مُجددًا، وألزمه على تسليم أولاده الأربعة رهائن لِضمان التزامه بِمُسالمة المُسلمين. توجَّه عيسى بك بعد ذلك إلى الجنوب، فهدم سور كورنثة الذي بناه الروم، بِغية منع الفُتُوحات العُثمانيَّة من التقدُّم إلى الأمام، ودخل المورة في يوم السبت 20 جُمادى الأولى 829هـ المُوافق فيه 1 أيَّار (مايو) 1426م، وفتح منطقة لاكونيا. ثُمَّ حدث أن تُوفي قيصر الصرب أسطفان بن لازار يوم 24 رمضان 830هـ المُوافق فيه 19 تمُّوز (يوليو) 1427م، فضمَّ مراد الثاني ما كان قد فتحهُ إلى أملاكه مُتذرِّعًا بِحق الإرث، بِفعل المُصاهرة القديمة بين البيتان العُثماني والصربي، حينما تزوَّج السلطان بايزيد بِالأميرة أوليڤيرة دسپينة، الأُخت الصُغرى لِأسطفان، مُنازعًا حُقُوق جُريج برانكُڤيچ، ابن أخ أسطفان، الذي ادَّعى وراثة الحُكم.

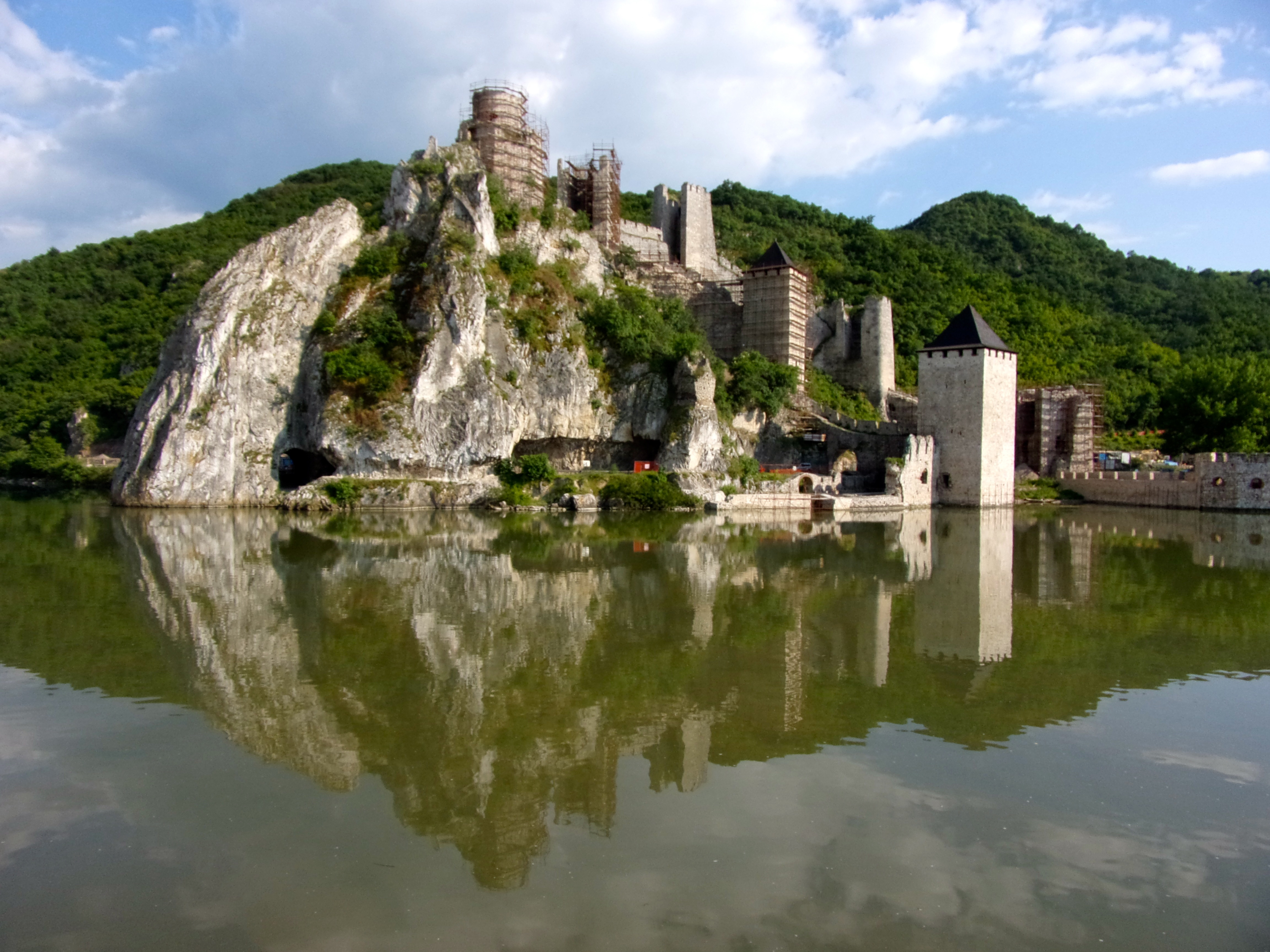
قلعة گورجنيلك.

استغلَّ ملك المجر سيگيسموند اللوكسمبورغي وفاة القيصر الصربي لِيضُمَّ إليه بعض بلاده، فزحف باتجاه الصرب واحتلَّ مدينة بلغراد مُتحججًا بِتبعيَّة القيصر الراحل لِلمجر، واعترف بِجُريج برانكُڤيچ حاكمًا على النصف الجنوبي من إقليم «ماچوا» بما فيه ڤاليڤو وكروپانية وزياچة. فردَّ مراد الثاني بِضم آلاجة حصار ونيش، وحاصر القلعة البيضاء، واتَّخذ من المدينة الأولى قاعدة انطلاقٍ وحماية، وكذلك من قلعة گورجنيلك، الذي وقف قائد حاميتها «إرميا» في صف العثمانيين ضدَّ أبناء جلدته. دارت بين العثمانيين والمجريين مُحاربة شديدة تمثَّلت بِعدَّة معارك كانت نتيجتها افتتاح مدينة «كولمباز» الواقعة على شاطئ نهر الطونة (الدانوب) الأيمن، ولمَّا اشتدَّ الضغط العُثماني على المجريين اضطرَّ سيگيسموند إلى عقد هدنة مع السلطان في سنة 831هـ المُوافقة لِسنة 1428م مُدَّتُها ثلاث سنوات، قضت عليه بِالتخلِّي عمَّا يكون لهُ من البلاد على شاطئ الطونة (الدانوب) الأيمن بِحيثُ يكون هذا النهر فاصلًا بين أملاك الدولة العُثمانيَّة ومملكة المجر. ولمَّا رأى قيصر الصرب الجديد جُريج برانكُڤيچ أنَّهُ لا يقوى على مُقاومة الدولة العُثمانيَّة، قبِل أن يدفع جزية سنويَّة قدرُهما خمسون ألف دوقيَّة ذهبًا، ويُقدِّم لِلسلطان فرقة من جُنُوده لِلمُساعدة وقت الحرب، وأن يُزوِّجه ابنته مارا، وأن يقطع علاقاته مع ملك المجر وأن يتنازل لِلدولة العُثمانيَّة عن مدينة آلاجة حصار لِتجعلها حصنًا منيعًا تأوي إليه جُنُودها منعًا لِحُصُول الفتن.

### إلحاق الإمارة الكرميانيَّة بِالدولة العُثمانيَّة
تُوفي يعقوب بك بن سُليمان، آخر أُمراء بني كرميان، سنة 831هـ المُوافقة لِسنة 1428م، عن غير عقب، فأوصى أن تؤول إمارته إلى السلطان مُراد، نظرًا لِصلة القرابة بينهما، إذا كان مراد الثاني حفيد أُخت الأمير الكرمياني، وكان يكُنّ له احترامًا وتقديرًا كبيرًا رُغم المُشكلات التي وقعت بين الدولة العُثمانيَّة والإمارة الكرميانيَّة في السابق، ولعلَّ سبب ذلك هو كِبَر سن يعقوب بك ووقاره، إذ كان شيخًا تجاوز الثمانين من العُمر يوم وفاته. ومع أنَّهُ كان لهُ أخوان هُما إلياس وخضر، وأبناؤهما، فإنَّهُ رجَّح حفيد أخته، مراد الثاني، لِيخلفه. ويبدو أنَّ تأثير عدم وُجُود المُقاومة لِلحُكم العُثماني لديه، كان كبيرًا على هذا الترجيح. وبِذلك، استعاد مراد الثاني جميع ما كان قد فصله تيمورلنك من أقاليم عن الدولة العُثمانيَّة، وانمحت في سنوات حُكمه الأولى كُلٌ من إمارات آيدين وتكة ومنتشة وكرميان، وأضحى بِإمكانه التفرُّغ لِمُشكلاته الأوروپيَّة.

### حرب البُندُقيَّة: استرداد سالونيك

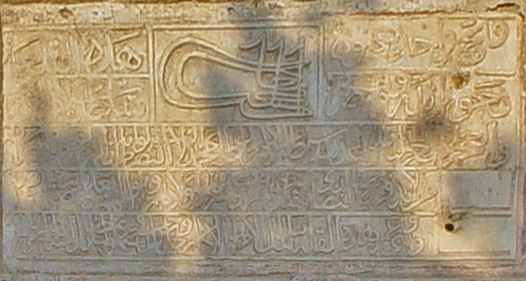
نقش لِطغراء السلطان مراد الثاني على إحدى أسوار حصن «يدي قلعة»، الذي شُرع في بنائه سنة 1431م في القسم الشمالي الشرقي من سالونيك، تأريخًا لِفتح المدينة ودُخُولها في حوزة المُسلمين.

تفرَّغ مراد الثاني، بعد تأمين الجبهة الصربيَّة - المجريَّة، لِحصار سالونيك، فحشد حولها قُوَّاتٍ كثيفة مُزوَّدة بِالمدافع، كما ساهم الأُسطُول العُثماني في تضييق الخناق عليها بحرًا. وفي تلك الفترة، كانت المدينة قد تحوَّلت إلى مسرحٍ لِلأحداث الطائفيَّة والعرقيَّة، بين السُكَّان الأصليين الروم الأرثوذكس والبنادقة اللاتين الكاثوليك، بحيث لم يعد بِالإمكان العيش فيها بِسلام. وقد عامل البنادقة أروام سالونيك مُعاملةً سيِّئة، بل إنَّهم قاموا بِطرد بعضهم وإحلال مُهاجرين لاتين محلَّهم، وقد نقم الناس على أميرهم الذي استعان بِالبنادقة، وحمَّلوه مسؤوليَّة ما حلَّ بهم. أدَّت هذه الأسباب مُجتمعةً بِأهالي سالونيك إلى الميل إلى العُثمانيين، ضدَّ البنادقة، الذين حاولوا توسيط الإمبراطور البيزنطي يُوحنَّا الثامن بينهم وبين العُثمانيين، لِحل المسألة سلميًّا، لكنَّ مراد الثاني لم يقبل ذلك، وشدَّد الحصار على المدينة. أمام هذا الوقع، أرسلت البُندُقيَّة أُسطُولًا بِقيادة أمير البحار «أندريا موكينيگو» لِنجدة المدينة، فاشتبك مع الأُسطُول العُثماني في معبر قلِّيبُلِي، وانهزم شرَّ هزيمة، بل إنَّ العثمانيين تمكَّنوا من شطر سفينة أمير البحار المذكور إلى قسمين وأغرقوها، فانتقموا بِذلك لِلهزيمة التي تعرَّض لها الأُسطُول العُثماني قبل أربعة عشر عامًا، في أوَّل معركةٍ بحريَّةٍ مع البنادقة. ويُذكر أنَّ الانتصار البحري هذا رفع معنويَّات الجيش المشغول بِالحصار في سالونيك، وأعطى الجُنُود أملًا في النجاح بِفتح المدينة. ويُقال أنَّ السلطان مراد كان - على الرُغم من ذلك - مُتكدِّرًا من امتداد أيَّام الحصار، فاستشار الأُمراء في ذلك، فأشار علي بك بن أفرنوس أن يُنادي السلطان بِالتنفيل واليغما،ب[›] أي أن يُجعل لِلجُند ما يغنموه في الغزوة، لِإعطائهم سبب إضافي يدفعهم إلى القتال، فنُودي بِذلك بين العسكر، فهجموا على الأسوار وصعدوا إليها بِالسلالم، ولم ينظروا في القتل والجرح والضرب طمعًا في المال والغنيمة، ففُتحت المدينة عنوةً بعد ثلاثة أيَّامٍ من الهُجُوم المُتواصل، في 4 رجب 833هـ المُوافق فيه 29 آذار (مارس) 1430م، ودخلتها القُوَّات العُثمانيَّة، وفرَّت منها الحامية البُندُقيَّة، وقتل الجُنُود العُثمانيُّون كُل من شهر السلاح من الروم، وأصابوا سبيًا كثيرًا، واغتنموا أموالًا عظيمة. وفي اليوم الرابع، دخل السلطان مراد المدينة وأمر بِرفع الآذان في كنيسة مريم العذراء، وهي كنيسة المدينة المركزيَّة، وصلَّى فيها إيذانًا بِجعلها مسجدًا جامعًا لِلمُسلمين، فأصبحت أولى مساجد المُسلمين في المدينة، بعد ذلك أعطى السلطان الأمن والأمان لِجميع السُكَّان، وأمر الجُنُود بِترك البيوت لِأهلها وعدم إخراجهم منها، وافتدى العديد من الأسرى والسبايا من ماله الخاص وأعادهم إلى ديارهم، كما أعاد توطين بعض الأُسر في الأناضول، ونقل عددٌ آخر من الأُسر المُسلمة والمسيحيَّة من مقدونية وأسكنها في المدينة، وخصَّص القسم المُرتفع منها لِإسكان المُسلمين لِسُهُولة الدفاع عنه. وحتَّى تُحافظ البُندُقيَّة على ما تبقَّى من ثُغُورها البحريَّة في اليونان والأرناؤوط، عقدت مُعاهدة صُلحٍ مع مراد الثاني في 15 ذي الحجَّة المُوافق فيه 4 أيلول (سپتمبر) اعترفت بِموجبها بِسيطرة العثمانيين على سالونيك وبِحُريَّة التجارة في جُزر الأرخبيل.

### فتح يانية

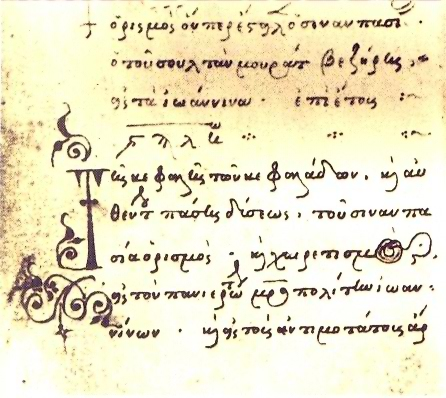
«صُلح سنان باشا»، وهو فرمان الأمن والأمان الذي أعطاه السلطان مراد لِأهل يانية، وقد كُتب بِالروميَّة، أي اليونانيَّة القروسطيَّة.

رغب السلطان مُراد، بعد فتح سالونيك، أن يفتح ما بقي من بلاد الصرب والأرناؤوط والأفلاق قبل أن يُعيد الكرَّة على القُسطنطينيَّة حتَّى لا يكون لها من هذه البلاد نصير. فوجَّه اهتمامه أولًا إلى بلاد الأرناؤوط، وتحديدًا إمارة إپيروس البيزنطيَّة التي كانت تحكمها في تلك الفترة أسرة «توكو» الإيطاليَّة. وكان أمير البلاد «كارلو بن ليوناردو» الشهير بِـ«كارلو توكو الأوَّل» قد تُوفي سنة 833هـ المُوافقة لِسنة 1430م، فحلَّ محلُّه ابن أخيه «كارلو توكو الثاني»، غير أنَّ أولاد كارلو الأوَّل غير الشرعيين، بدأوا بِالنزاع فيما بينهم على التركة. ويُذكر أنَّ الشعب ضاق ذرعًا بِتلك المُنازعات، وأصبح لا يُبالي بِالأُسرة الإيطاليَّة. وبناءً على ذلك، فقد أرسل أهل يانية مُمثلين لهم إلى مراد الثاني، وسلَّموا له مفاتيح المدينة، مُشترطين عدم التعرُّض لهم في دينهم ولا عوائدهم وحُقُوقهم الشخصيَّة، فوافق السلطان على ذلك، وأرسل البكلربك سنان باشا إلى المدينة، فتسلَّمها يوم الثُلاثاء 1 صفر 834هـ المُوافق فيه 9 تشرين الأوَّل (أكتوبر) 1430م، كما يُروى، وسلَّم الأهالي فرمانًا سُلطانيًّا يمنحهم الأمن والأمان على أنفسهم وأموالهم وأولادهم ودينهم وكنائسهم، وبِذلك افتُتحت المدينة صُلحًا ودخلت في حوزة المُسلمين. ويعتبر بعض الباحثين أنَّ هذا الحدث يدُل على مدى التأثير الإيجابي الذي تركته الإدارة العُثمانيَّة وعدلها في البلقان. لكن على الرُغم من ذلك، بدأت في الأرناؤوط حركات المُقاومة ضدَّ العُثمانيين، بِسبب المصالح الخاصَّة لِبعض الأُسر الحاكمة، بِدعمٍ وتشجيعٍ من البنادقة، وقد توسَّعت بعض تلك الحركات إلى أن اتخذت صفةً شعبيَّةً عامَّة في بعض المناطق، وأصبحت مُشكلة كبيرة وعارمة في وجه العُثمانيين، استمرَّت حتَّى نهاية عهد السلطان مُحمَّد الفاتح. ويُذكر أنَّ الأميران الأرناؤوطيَّان «جرجي أرانيتي» و«أندريس طوبيا دوقاقين» وغيرهما من أُمراء المناطق المُمتدَّة بين أفلونية وإشقودرة حاولوا استمالة إسكندر بك بن يُوحنَّا كستريو لِينضم إليهم في الثورة ضدَّ العُثمانيين، لكنَّ الأخير رفض وبقي على ولائه لِلسلطان مُراد.

### حرب المجر

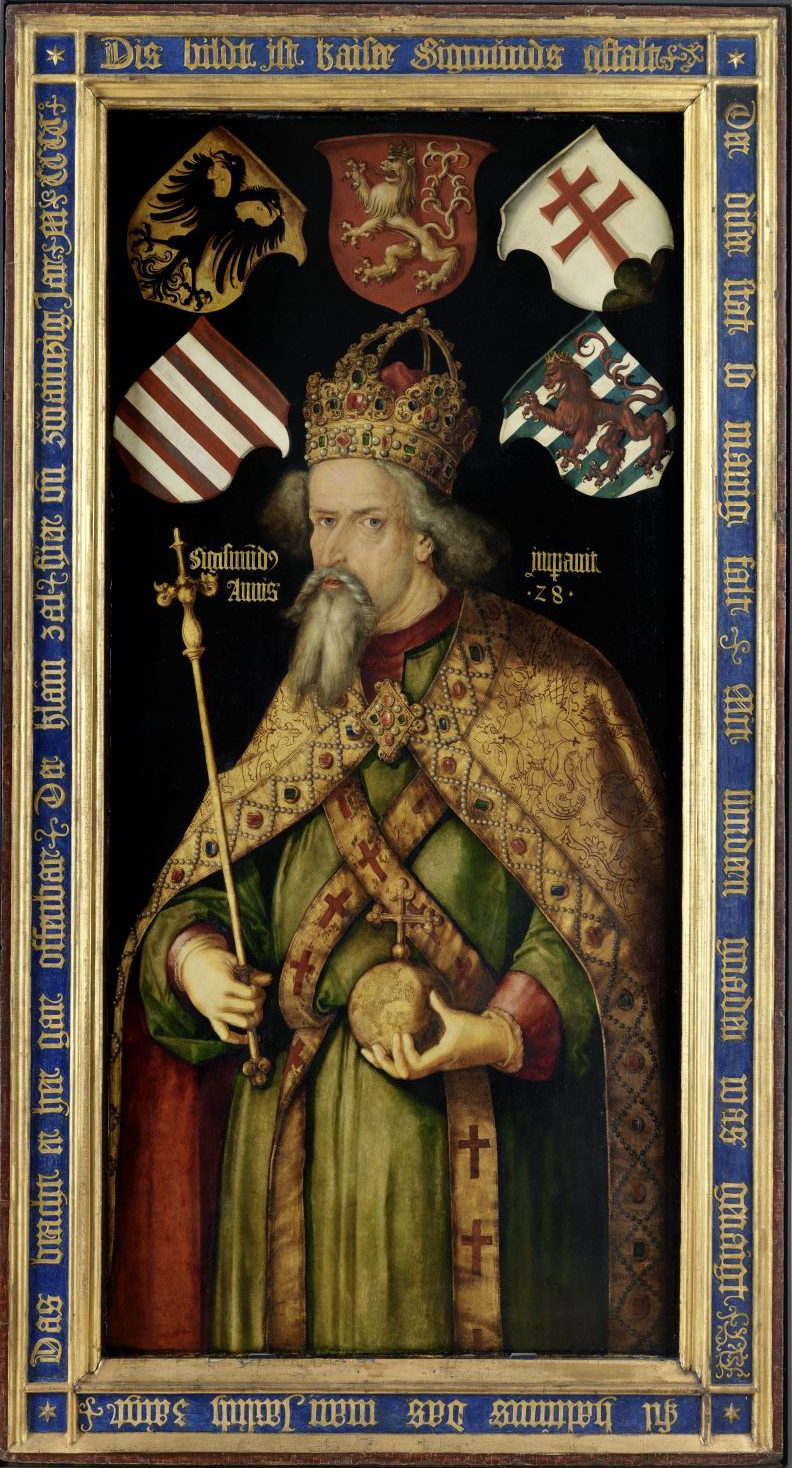
لوحة تُصوِّرُ ملك المجر وإمبراطور الرومانيَّة المُقدَّسة سيگيسموند اللوكسمبورغي في أواخر حياته، بِريشة الرسَّام الألماني ألبرت دورر.

عادت البابويَّة إلى تخوِّفها من المد الإسلامي في القارة الأوروپيَّة لمَّا تبيَّن أنَّ الدولة العُثمانيَّة رجعت إلى قُوَّتها السابقة على نكسة أنقرة، فقرَّر البابا إيجين الرابع استغلال الثورات القائمة في بلاد الأرناؤوط ليُحاول حشد حلفٍ مسيحيٍّ جديدٍ ضدَّ العُثمانيين، فاستجاب لهُ الملك سيگيسموند، الذي كان ينزلُ بِضيافته آنذاك في مدينة رومة، بعد أن تقلَّد تاج لومبارديا الحديدي وأصبح ملكًا على إيطاليا إلى جانب البلاد الكثيرة التي كان يحكمها، وكان ما يزال يُملي نفسه بِإخراج المُسلمين من أوروپَّا، أو تحجيم النُفُوذ العُثماني على الأقل. لِذلك، عاد إلى تحريض قيصر الصرب وأمير الأفلاق على الدولة العُثمانيَّة، كما راسل أمير القرمان إبراهيم بك بن مُحمَّد وعقد معهُ اتفاقًا سريًّا بأن يُهاجم العثمانيين في الأناضول في الوقت الذي يُهاجمهم فيه المجريُّون والصربيُّون والأفلاقيُّون في الروملِّي. ويُمكنُ تعليل قُبُول الأمير القرماني الدُخُول في اتفاقٍ من هذا القبيل بِرغبته في إعادة الإمارة القرمانيَّة إلى وضعها السابق، حيثُ لم يبقَ لها استقلالٌ فعليّ، بل اضطرَّت إلى التخلِّي عن بعض الأراضي لِلعُثمانيين والخُضُوع لهم. وفي سنة 835هـ المُوافقة لِسنة 1431م، أرسل السلطان بكلربك الروملِّي سنان باشا مع طائفة الآقنجيَّة إلى بلاد الأرناؤوط لِقمع الثائرين بها، فأغاروا على الإمارات العاصية وأصابوا فيها غنائم وسبي كثير، ثُمَّ عادوا إلى خدمة السلطان في أدرنة. وفي ذات السنة تُوفي يُوحنَّا كستريو والد إسكندر بك، فضمَّ السلطان أملاكه إليه، وأرسل إسكندر المذكور واليًا إلى تلك البلاد مكان أبيه، ومعه 5,000 فارس، فعمل إسكندر بك على المُحافظة على العلاقات التي كانت قائمة سابقًا بين والده وجُمهُوريَّتا رجوسة والبُندُقيَّة، ولكن تحت الراية العُثمانيَّة، وبِذلك هدأت أوضاع بعض بلاد الأرناؤوط، والتفت مراد الثاني إلى ملك المجر وحُلفائه. استشار السلطان الأُمراء والساسة في الجهاد على المجر قبل أن يستفحل خطرها أكثر من هذا، فاتفقت الكلمة على أن يُرسل أولًا أحدًا من الأُمراء مع طائفةٍ من العساكر لِيستعلم المداخل والمخارج، فعُيِّن لِذلك علي بك بن أفرنوس، وسار في عسكر الروملِّي حتَّى دخل حُدُود بلاد المجر، فلم يظهر المجريُّون لِقتاله ممَّا حمل قسمٌ كبيرٌ من العسكر على التفرُّق لِلنهب والسبي، ولم يبقَ مع علي بك سوى جمعٌ قليلٌ من الجُنُود، فغافلهم سيگيسموند وكبسهم في جمعٍ كبير، ووقعت بين الطرفين معركة قصيرة انكسر فيها العُثمانيُّون، واضطرَّ علي بك إلى الهرب والخلاص، فنجا في جمعٍ قليل، وقتل المجريُّون أكثر من كان معه، وأسروا المُتفرِّقين.
أمضى السلطان شتاء تلك السنة في أدرنة، وشرع في جمع جيشٍ لِلانتقام من سيگيسموند، وبينما هو مشغولٌ بِذلك حتَّى بلغه هُجُوم إبراهيم بك القرماني على الأراضي العُثمانيَّة بِحُجَّة سرقة حصان. وذلك أنَّ ابن أمير ذي القدريَّة سُليمان بك كان قد هيَّأ فرسًا جيِّدًا من السُلالة التُركمانيَّة المعروفة بِالأصالة والنجابة والحيويَّة وقُوَّة الاحتمال، لِلإهداء إلى السلطان مُراد، فطلبهُ منهُ الأمير القرماني كي يختصَّهُ لِنفسه، فاعتذر سُليمان بك بِأنَّهُ قد أعدَّهُ لِلإهداء إلى السلطان العُثماني، فرأى إبراهيم بك الفُرصة سانحة لِفتح باب الحرب بينه وبين العُثمانيين، وأرسل جمعًا من السُرَّاق فسرقوا الحصان، وعلم سُليمان بك بِذلك فأعلم السلطان مراد به، فأرسل السلطان إلى الأمير القرماني يطلب منه إرجاع الحصان، لكنَّ الأمير رفض وأغلظ في الجواب، ثُمَّ أعلن العصيان وسار واستولى على إقليم الحميد، وأسر الوالي إلياس بك الشرابدار، وبلغت هذه الأحداث مسامع السلطان وهو مُتجهِّز لِلمسير إلى جهاد المجريين. وفي أثناء ذلك بلغه أيضًا أنَّ قيصر الصرب عاد وعصى وانضمَّ إلى سيگيسموند وتوجَّها إلى الأراضي العُثمانيَّة وعاثا فيها، وحاصرا قلعة گورجنيلك، فأرسل السلطان البكلربك سنان باشا إلى دفع المُهاجمين، وأرسل معهُ جميع أُمراء الروملِّي والآقنجيَّة وأصحاب التيمارات والزعامات. أدرك سنان باشا الجيش المجري - الصربي وقد ضرب الحصار على قلعة گورجنيلك سالِفة الذِكر، فانقضَّ عليهم وقاتلهم قتالًا شديدًا حتَّى كسرهم وأجبرهم على الفرار عبر نهر الطونة (الدانوب)، فغرق منهم الكثير من الجُنُود، ولم يتمكَّن سيگيسموند من عُبُور النهر إلَّا بِمشقَّةٍ عظيمة، فهرب في جمعٍ قليل من قُوَّاته، واغتنم المُسلمون بِغنائم كثيرة.
بعد دفع الصربيين والمجريين، توجَّه السلطان في سنة 838هـ المُوافقة لِسنة 1435م إلى الأناضول، وتجهَّز لِلمسير إلى مُعاقبة إبراهيم بك القرماني على عصيانه وتحالفه مع القوى المسيحيَّة المُعادية لِلعُثمانيين، فأعدَّ جيشًا عرمرمًا واتحد مع أُمراء ذي القدر، وتوجَّه إلى بلاد القرمانيين. وكان السبب الذي أدَّى إلى اتحاد بني ذي القدر مع العثمانيين في هذه الحملة، كون القرمانيين قد قاموا، قبل فترةٍ وجيزةٍ، بِالاستيلاء على مدينة قيصريَّة التابعة لِبني ذي القدر، ويُروى أنَّ أمير ذي القدريَّة، ناصر الدين مُحمَّد بك، أرسل ابنه سُليمان سالِف الذِكر، إلى السلطان مراد الثاني، وعقد اتفاقًا معهُ على السير سويًّا على القرمانيين. تختلف المصادر في تحديد النتائج المُترتبة على هذه الحملة، فتذكر المصادر العُثمانيَّة بِشكلٍ عام، أنَّ السلطان مراد أخذ جميع بلاد إبراهيم بك القرماني بما فيها عاصمته قونية التي أقام بها واتخذها مركزًا لِلعمليَّات العسكريَّة، فهرب إبراهيم بك واحتمى في هضبة «طاش إيلي» في قيليقية، فأتبعهُ السلطان بِجمعٍ لِتسهيل الطُرق إلى الهضبة المذكورة وإلقاء القبض عليه، إلَّا أنَّهُ بِالنظر إلى تشفُّع زوجة إبراهيم بك، إلعالدة خاتون، التي هي أُخت مراد الثاني، في الموضوع، أُعيد الأمير القرماني إلى بلاده لِقاء تسليم ابنه لِيُقيم في البلاط العُثماني، والتزامه بِدفع بعض التعويضات. وقيل أيضًا أنَّ إبراهيم بك خاف أن يقع في يد العساكر العثمانيين الذين يتتبعونه، فأرسل العالم المُتصوِّف «أولو عارف أفندي»، وهو من أحفاد المُلَّا جلال الدين الرومي، إلى حُضُور السلطان شفيعًا، فقبل السلطان شفاعته، وردَّ مُلك ابن قرمان إليه؛ بعد استرداد ما أخذه من بلاد الحميد. وقيل كان الشفيع المولى نُورُ الدين حمزة بن محمود القرماني. وبجميع الأحوال، أرسل مراد الثاني كتاب العهد والأمان إلى إبراهيم بك بِيد المُؤرِّخ شُكر الله بن أحمد بن زين الدين زكي، ثُمَّ عاد إلى بورصة بعد استقرار الصُلح، وأقرَّ إلياس بك الشرابدار على إقليم الحميد. وبناءً على إحدى الروايات فإنَّ مراد الثاني استرجع مدينة قيصريَّة لِبني ذي القدر خِلال هذه الحملة، لكن على الرُغم من ذلك، يُروى أنَّهُ مع عقد الصُلح بين مراد الثاني وإبراهيم بك، وجلاء القُوَّات العُثمانيَّة عن وسط الأناضول، فإنَّ سُليمان بن مُحمَّد ذو القدر قد اشتغل فترةً طويلةً بِحصار قيصريَّة، إلَّا أنَّهُ لم يُوفَّق في استرجاعها. ويُذكر أنَّ منطقة آق شهر، التي كانت تتبع الإمارة القرمانيَّة، أُلحقت بِالدولة العُثمانيَّة في هذه الحملة.

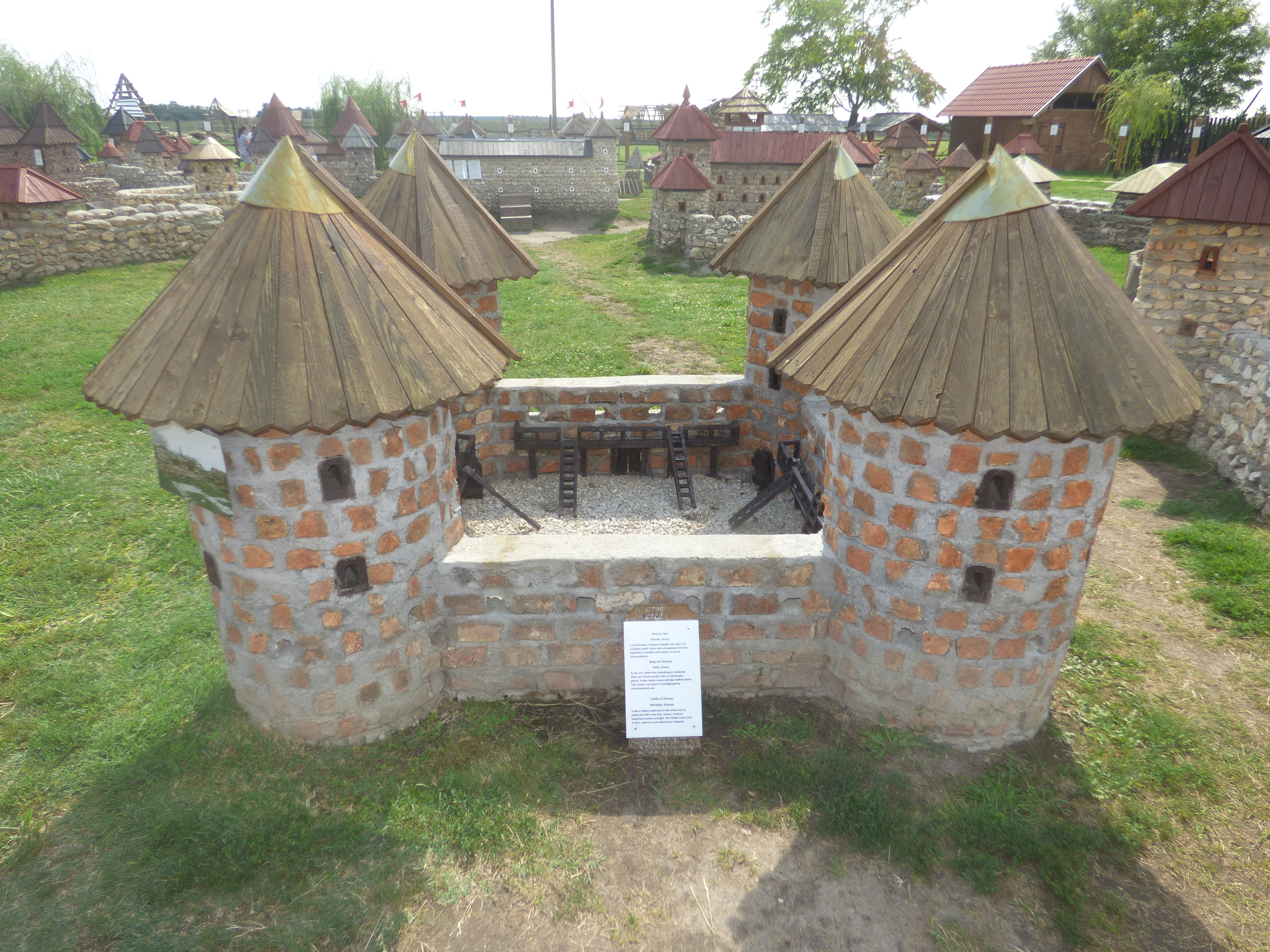
مُجسَّم لِما كان عليه حصن زملين في العُصُور الوُسطى، عندما اتخذهُ السلطان مراد الثاني مُنطلقًا لِلإغارة على مُمتلكات المجر عقابًا لِسيگيسموند على تحريضه المُلُوك المُجاورين على العُثمانيين.

تحرَّك مراد الثاني، بعد انتصاره على القرمانيين، إلى الصرب للانتقام من قيصرها جُريج برانكُڤيچ لِنقض عهده واتفاقه مع المُخالفين. ولمَّت تيقَّن برانكُڤيچ أنَّهُ لا قِبلَ لهُ في مُقاومة العُثمانيين، أرسل أموالًا عظيمة وهدايا جليلة إلى الأُمراء، فشفعوا فيه، وتنازل لِلسلطان عن المزيد من الأراضي وأعلن خُضُوعه التام مُجددًا. كذلك، عاود أمير الأفلاق ڤلاد دراكول إعلان خُضُوعه وتبعيَّته لِلدولة العُثمانيَّة، وتعهَّد بِالخدمة مع جيشه في الحملات العُثمانيَّة. وبِتلك الصُورة جُرِّدت مملكة المجر من حُلفائها في الأناضول والروملِّي، وبقيت وحيدة. بعد ما قام مراد الثاني بِتأديب المُتحالفين مع الملك المجري سيگيسموند، وأعادهم إلى الطاعة، قرَّر الانتقام من هذا الملك الذي أصبح وحيدًا، لا سيَّما وأنَّهُ أغار على أطرف آلاجة حصار عند اشتغال السلطان بِالقرمانيين. لِذلك أرسل السلطان علي بك بن أفرنوس على رأس عسكر الروملِّي إلى بلاد المجر، والتحق به كُلٌ من جُريج برانكُڤيچ وڤلاد دراكول، وعبروا نهر الطونة (الدانوب) في سنة 840هـ المُوافقة لِسنة 1436م، فوصلوا إلى طمشوار، وأغاروا على إقليم الأردل (ترانسلڤانيا) وغنموا منها غنائم عظيمة، وقتلوا مُقاتلة أهلها، وسبوا الكثيرين منهم، وحاصروا مدينة هرمنستاد وأغاروا على مدينتيّ «مدياش» و«شوسبورغ»، ثُمَّ عاد علي بك إلى أدرنة، بعد خمسةٍ وأربعين يومًا قضاها في الغزو، وهوَّن أمر فتح تلك البلاد عند السُلطان، فأمر الأخير باجتماع العسكر، وسار معهم في شهر ربيع الأوَّل سنة 841هـ المُوافق فيه شهر أيلول (سپتمبر) سنة 1437م، إلى جهاد المجريين، وحضر معه في هذه الغزوة قيصر الصرب وأمير الأفلاق مع عساكر بلادهما، فوصل هذا الجمع إلى حصن زملين المنيع، المُواجه لِمدينة بلغراد، واتخذهُ السلطان قاعدةً انطلقت منها الحملات العسكريَّة وفتحت ست قلاع مجريَّة، ولم يقدر سيگيسموند على الظُهُور والمُقاومة كونه كان مريضًا يحتضر. ورجع السلطان بعد ذلك إلى أدرنة عن طريق الأفلاق، وقيل أنَّ تلك الحملات على المجر تمحَّضت بِسبعين ألف أسير.

### فتح سمندريَّة

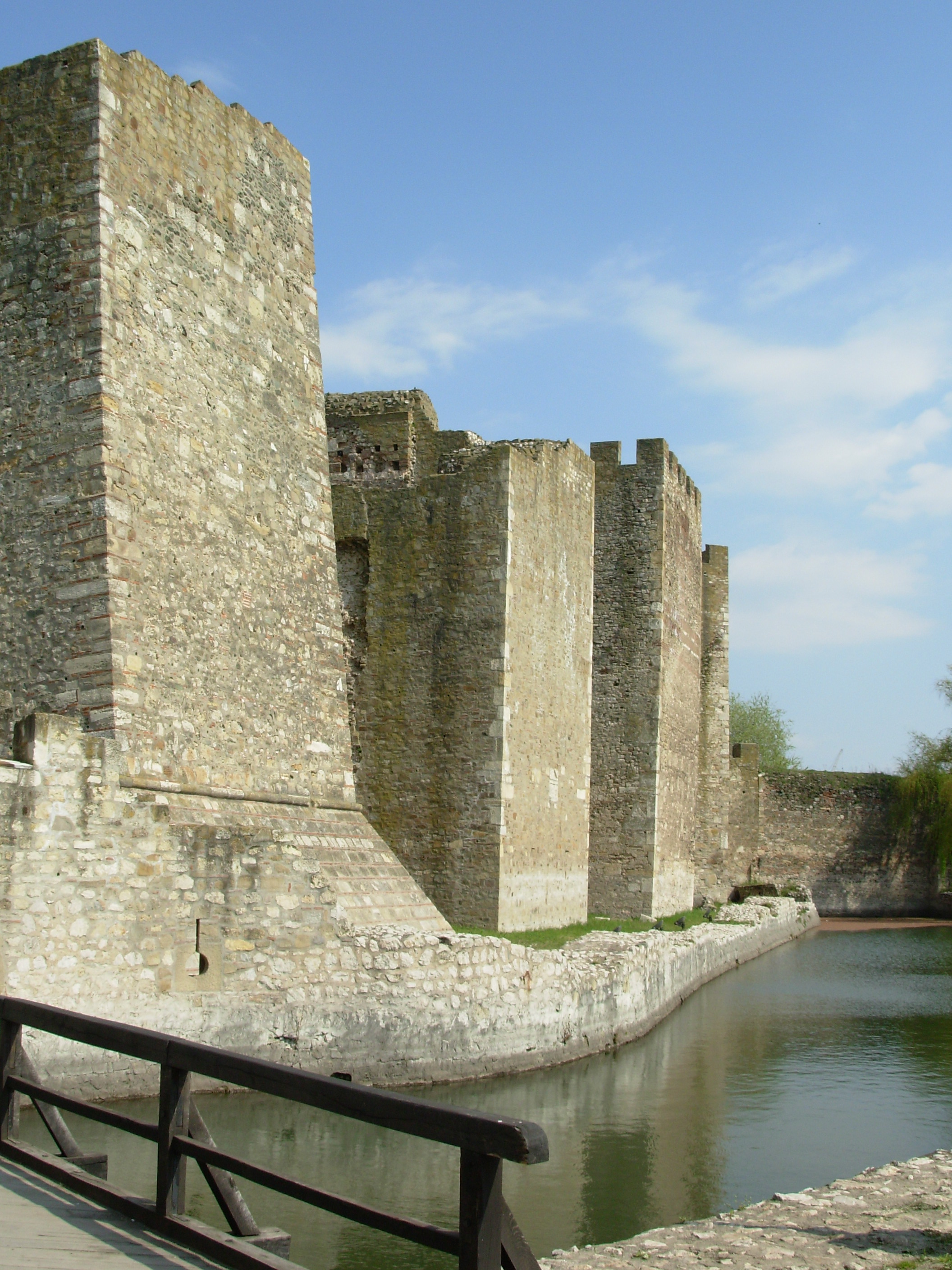
الأسوار الخارجيَّة لِقلعة سمندريَّة، التي انتزعها مراد الثاني من قيصر الصرب بعد عصيانه.

الواقع أنَّ مراد الثاني كان، حتَّى ذلك الحين، يسعى إلى تدعيم سُلطته بِقمع الثورات الداخليَّة، وتقوية مناطق الحُدُود أكثر ممَّا كان يسعى إلى التوسُّع، بِشكلٍ ملحوظ، وذلك بِفعل الظُرُوف الدُوليَّة السائدة آنذاك. فهو مُحاط بِالإعداء من كُل جانب: جُمهُوريَّة البُندُقيَّة ومملكة المجر والإمارة القرمانيَّة والدولة التيموريَّة، كما وُجد اتجاهٌ عُثمانيّ، من جانب بعض القادة والسياسيين، وعلى رأسهم الوزير الثاني «صاروجة باشا»، مُعادٍ لِسياسة التوسُّع بعد فشل سياسة بايزيد الأوَّل التي أثَّرت سلبًا على الدولة والمُجتمع العُثماني. غير أنَّ الظُرُوف تبدَّلت في سنة 841هـ المُوافقة لِسنة 1437م، فقد ركنت البُندُقيَّة إلى الهُدُوء بعد أن أرهقها صراعٌ دام سبع سنوات، وحرصت على المُحافظة على مصالحها التجاريَّة وتمسَّكت بِالسِّلم. وفي 10 جُمادى الآخرة 841هـ المُوافق فيه 9 كانون الأوَّل (ديسمبر) 1437م، تُوفي سيگيسموند ملك المجر وإمبراطور الرومانيَّة المُقدَّسة، فبدا موته كأنَّهُ أضعف المجر في لحظةٍ حرجة، وكان مراد الثاني قد أخضع الإمارة القرمانيَّة. أمَّا شاهرُخ بن تيمورلنك، أمير الدولة التيموريَّة، فقد رحل باتجاه الشرق تاركًا آسيا الصُغرى، فتعزَّز الاتجاه التوسُّعي بين القادة والسياسيين. استغلَّ مراد الثاني الظُرُوف السياسيَّة، المُشار إليها، وقرَّر التوسُّع باتجاه الشمال، فقاد حملةً في سنة 841 - 842هـ المُوافقة لِسنة 1438م ضدَّ إمارة الأردل (ترانسلڤانيا) ومملكة المجر، وسانده جُريج برانكُڤيچ الصربي وڤلاد دراكول أمير الأفلاق، فتصدَّت لهُ القُوَّات المجريَّة بِقيادة قائدٍ صلب العود هو يُوحنَّا هونياد أمير الأردل، لكنَّ مراد الثاني استطاع التغلُّب عليه، وشجعَّتهُ هشاشة المُقاومة المجريَّة على التوغُّل في بلاد المجر. وفي تلك الفترة، انتُخب ألبرت الثاني ملك ألمانيا ملكًا على المجر، وقام هذا الخلف بِالتعجيل في سياسة سلفه سيگيسموند، التي كانت تستهدف العمل ضدَّ العُثمانيين، فاتصل بِكُلٍ من جُريج برانكُڤيچ وڤلاد دراكول وبدأ التمهيد لِعقد تحالُفٍ مجريٍّ - صربيٍّ - أفلاقيٍّ، ضدَّ العُثمانيين. وبلغت أخبار هذه المُؤامرة مسامع السلطان مراد عن طريق إسحٰق بك بن فيروز، أمير سنجق إسكوپية الحُدُودي، الذي عرفها بِدوره عن طريق الجواسيس، فأرسل إلى السلطان يقول: «مَا لَم تُفتَح قَلعَةُ سَمَندَرَيَّة، ويُقتَل مَنبَع الفَسَاد وُيلُق أُوغلِي، وَدَرَاقُولَا لَم يِتَيَسَّر الظَّفر بِبِلَادِ أَنگرُوس».ت[›] بناءً على هذا، أرسل مراد الثاني إلى القيصر الصربي والأمير الأفلاقي يدعوهما إلى الطاعة والخدمة، وطلب من برانكُڤيچ أن يُسلِّمه مفاتيح مدينة سمندريَّة التي اتخذها عاصمةً له بعد تنازله عن آلاجة حصار كما أُسلف، فرفض القيصر الصربي وثار في وجه الدولة العُثمانيَّة، وحصَّن مدينته بِالميرة والرجال، ما دفع السلطان إلى التوجُّه إلى الصرب لِإخضاعه، فما كان من برانكُڤيچ إلَّا أن فرَّ من أمام الزحف العُثماني، وترك الدفاع عن عاصمته لِإبنه الكبير «جرجير»، والتجأ إلى الملك المجري ألبرت الثاني. ولمَّا وصل السلطان بِجيشه ضرب الحصار حول سمندريَّة طيلة ثلاثة أشهر ثُمَّ فتحها يوم الخميس 16 ربيع الأوَّل 842هـ المُوافق فيه 5 أيلول (سپتمبر) 1438م، وقبض على جرجير المذكور وعدد من الأُمراء الصربيين وفقء أعينهم دون أن يقتلهم، وأرسلهم أسرى إلى قلعة توقاد أو ديموتيقة، وزجَّ بهم في السجن. أمَّا أمير الأفلاق ڤلاد دراكول، فنظرًا إلى تيقُّنه بِعدم مقدرته على الصُمُود بِوجه القُوَّات العُثمانيَّة، لم يجد ملاذًا من أن يتقدَّم إلى الجيش العُثماني، ويلجأ، مع ولديه، إلى مراد الثاني دخيلًا لِلشفقة عليه، فعفا عنه مُجددًا ولم يقتله، لكنَّهُ أمر بسجنه عقابًا له على التواصل مع ملك المجر، فسُجن هو في قلعة قلِّيبُلِي وولداه في قلعة أغريبوز.

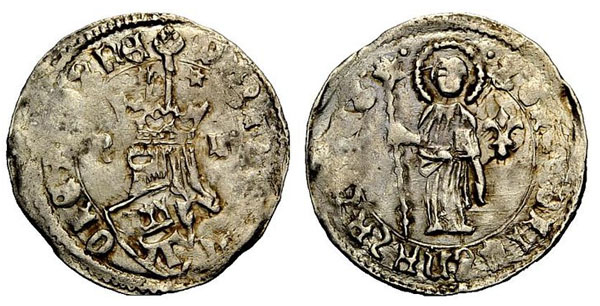
مسكوكة بُشناقيَّة تعود لِأسطفان تڤرتكو، ملك البُشناق الخاضع لِلدولة العُثمانيَّة.

ولمَّا وصل خبر سُقُوط سمندريَّة بِيد المُسلمين، قام ألبرت الثاني على رأس جيشٍ وسار لِتخليص المدينة وطرد العثمانيين منها، فتصدَّى لهُ إسحٰق بك بن فيروز وعُثمان چلبي بن أمور بن تيمورطاش، المُكلَّفان بِالحملة على المجر، ودارت بين الطرفين معركة شديدة عُرفت بِـ«وقعة تكَّة دوبري»، انهزم فيها الجيش المجري هزيمةً نكراء، وهرب ألبرت الثاني ناجيًا من موتٍ مُحقق، ووقع الكثير من الأسرى بِيد العُثمانيين، واغتنموا بِغنائم عظيمة، وكان المُؤرِّخ درويش أحمد عاشقي الشهير بِعاشق باشا زاده من جُملة المُقاتلين في الجيش العُثماني في هذه المعركة، وصوَّر هذا الانتصار ومقدار الغنائم بِقوله: «أَسَرتُ أَنَا خَمسَةَ رِجَالٍ مِنَ الكُفَّارِ غَيرَ مَن قَتَلتُهُ فِي المَعرَكَةِ، فِبِعْتُ الخَمْسَةَ بَعدَ العَودَةِ إِلَى إِسكُوپِيَة بِتِسعُمَائَةِ دِرهَمٍ». بعد تمام النصر، حوَّل السلطان مراد الأراضي الصربيَّة المفتوحة إلى سُنجُقٍ مركزه سمندريَّة، وعُرف باسمها، مما يعني أنَّ القيصريَّة الصربيَّة أُزيلت من الوُجُود، وكان من نتيجة هذا الانتصار أيضًا أن تخوَّف ملك البُشناق «أسطفان تڤرتكو» من مُجاورة العثمانيين لِبلاده واحتمال أن يُقدموا على فتحها أيضًا، فاضطرَّ أن يقترح رفع الجزية التي كان يدفعها سنويًّا إلى العثمانيين بِغية تخليص وضعه، فرفع المبلغ من عشرين ألف دوقيَّة إلى خمسةٍ وعشرين ألفًا.

### حصار بلغراد

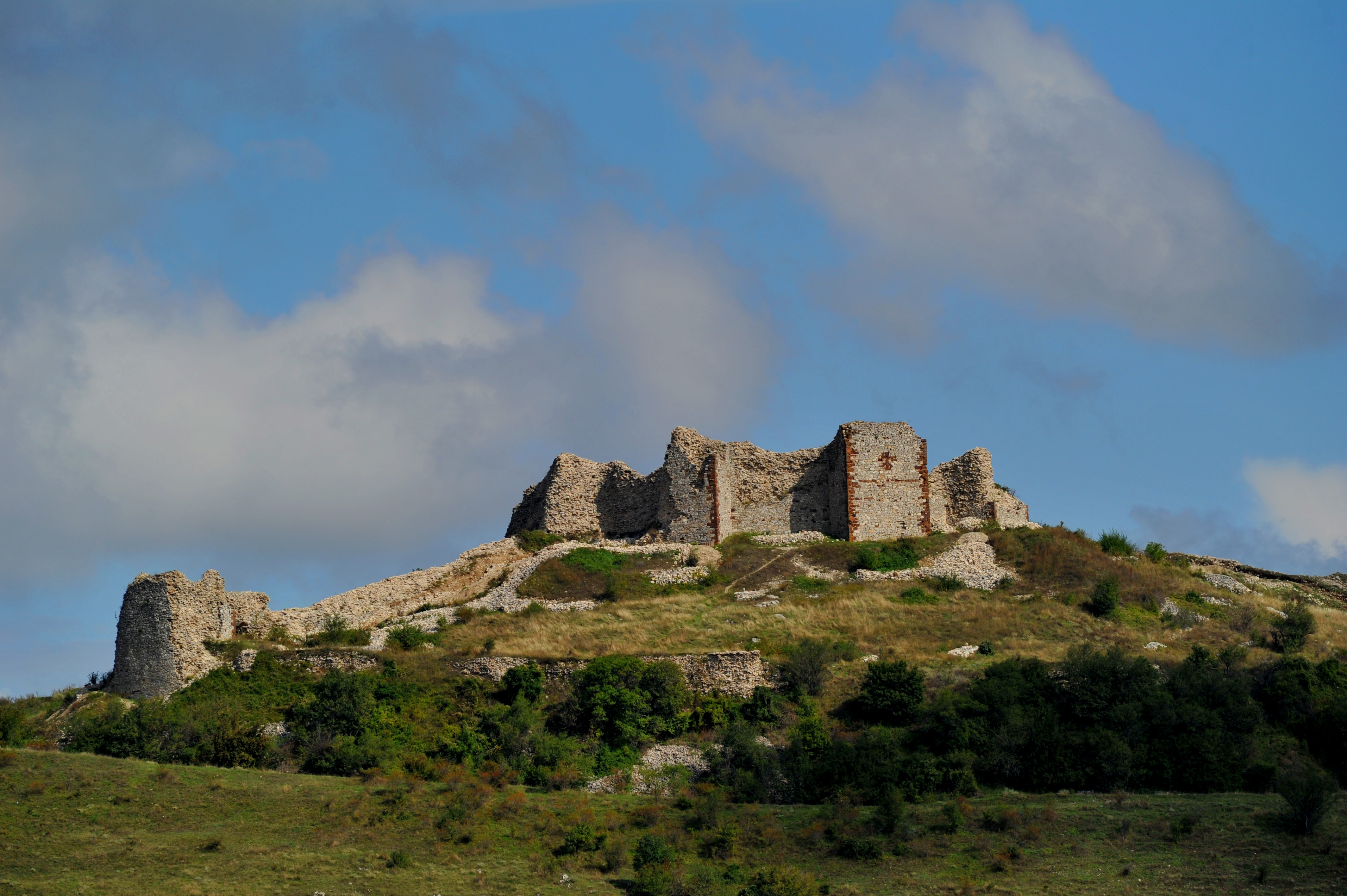
أطلال قلعة قلعة نوابرده كما تبدو اليوم. فتح مراد الثاني هذه القلعة بعد فشله أمام بلغراد وخلال غزوات ما وراء نهر صوه.

تُوفي ألبرت الثاني ملك ألمانيا والمجر في يوم الثُلاثاء 18 جُمادى الأولى 843هـ المُوافق فيه 27 تشرين الأوَّل (أكتوبر) 1439م؛ بِسبب مرض الصفراء الذي انتقل إليه من الجيش. فحصل، بناءً على ذلك، أزمة على الحُكم في المجر استمرَّت سنتين. ومن المعروف أنَّ ألبرت الثاني كان نسيب سيگيسموند، فلمَّا تُوفي، وأُعلنت ملكيَّة ابنه، الذي وُلد من زوجته أليصابت اللوكسمبورغيَّة، وأُطلق عليه اسم «لاديسلاس»، قام في وجهه الملك البولوني ڤلاديسلاڤ الثالث، مُدعيًا أنَّ الحُكم له، حيثُ استند إلى بعض المُؤيِّدين له. استغلَّ مراد الثاني هذا التنازُع القائم في المجر وهاجم مدينة بلغراد، الموقع الأمامي لِلمجريين، وضرب عليها حصارًا مُركَّزًا بِجيشٍ قوامه 35,000 مُقاتل، وذلك خِلال شهر نيسان (أبريل) 1440م. نصب العُثمانيُّون مناجيقهم ومدافعهم على المدينة، بما فيها المدافع التي غنموها من سمندريَّة، وقصفوها قصفًا شديدًا. تولَّى الدفاع عن المدينة راهبٌ راگوزي يُدعى يُوحنَّا، وسانده في ذلك حوالي 500 رجل من الحامية، بِالإضافةٍ لِعددٍ من المُرتزقة الكرواتيين والطليان والبوهيميين، واستخدموا المدافع التي كان القيصر الصربي جُريج برانكُڤيچ قد نصبها في القلعة بِالإضافة إلى البنادق، لِلرد على القصف العُثماني. وعلى الرُغم من نجاح العثمانيين في الدُخُول إلى المدينة، في أحد الأوقات، فإنَّ المُدافعين عنها ردُّوهم. دام الحصار العُثماني لِلمدينة ستَّة أشهر لم يتمكَّن السلطان خِلالها من اقتحامها، ولمَّا تيقَّن أنَّ فتحها يحتاج إلى زمانٍ مديد، رفع الحصار عنها وسيَّر السرايا إلى وراء نهر صوه (ساڤا) وأغاروا على تلك البلاد وعادوا منها بِالغنائم، وعند عودتهم فتح السلطان قلعة نوابرده، وكان إقليمها غنيّ بِالحديد والفضَّة، ممَّا أعطى لِهذه الغزوة أهميَّة اقتصاديَّة كبيرة، وكان اغتنام العسكر فيها بِحيثُ لم يتيسَّر لهم مثله في أحدٍ من الغزوات.

### الحملة الصليبيَّة الطويلةووقف التقدُّم العُثماني

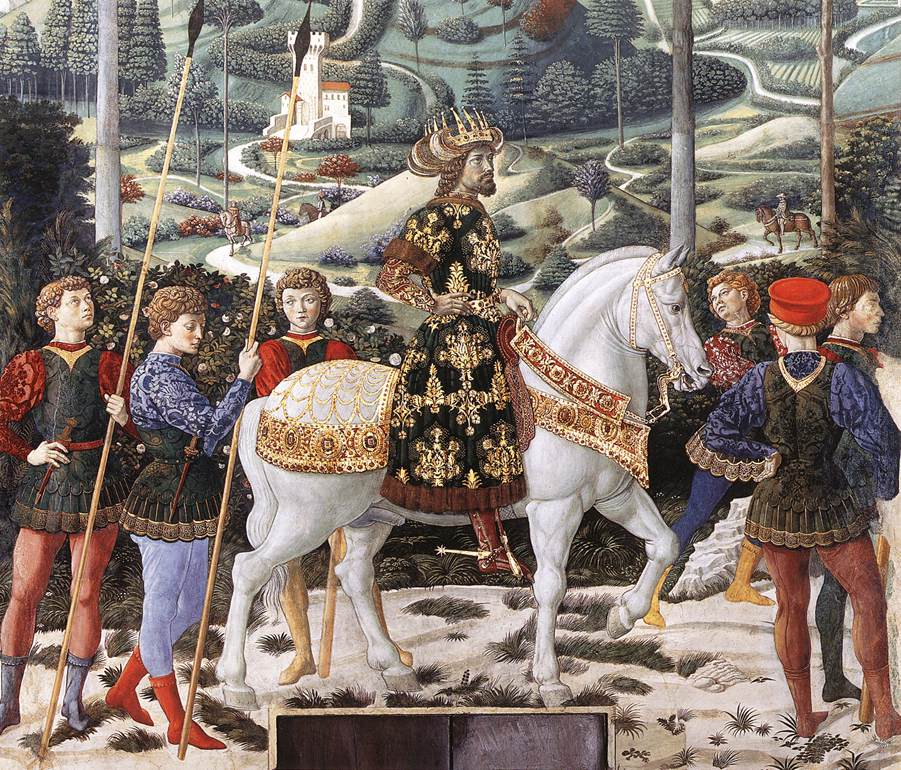
رسمٌ لاتيني لِإمبراطور الروم، القيصر يُوحنَّا الثامن، أثناء توجهه لِحُضُور مجمع فلورنسة.

لوحة من القرن السابع عشر الميلاديّ تُصوِّر يُوحنَّا هونياد أمير الأردل وقائد عُمُوم جُيُوش المجر في الحملة الصليبيَّة الطويلة ضدَّ العُثمانيين.

الواقع أنَّ فشل العثمانيين أمام بلغراد يرمز إلى بداية تراجُع الاندفاع العُثماني، إذ شجَّع ذلك الإمبراطور البيزنطي يُوحنَّا الثامن على طلب المُساعدة من الغرب الأوروپي لِمُواجهة المد الإسلامي. لقد عظُم عليه سُقُوط سالونيك في أيدي العُثمانيين، وأفزعهُ تقدُّم مراد الثاني وانتصاراته في البلقان، وهاله تخاصم الجنويين والبنادقة في هذا الظرف الحرج، لِذلك توجَّه نحو البابا والغرب الأوروپي لِلتباحث في كيفيَّة التعاون بين النصارى لِلصُمُود في وجه المُسلمين. وكتب يُوحنَّا الثامن إلى البابا يعرض عليه توحيد الكنيستين الشرقيَّة والغربيَّة لِقاء التعاون العسكري لِلدفاع عن القُسطنطينيَّة وأوروپَّا الشرقيَّة، فقبِل البابا ذلك ووعد الإمبراطور بِأن يُنجده بِالقُوَّات والعساكر لِتخليص بلاده من خطر المُهاجمين عليها، وأرسل لهُ مراكب ونفقة لِلطريق. ولمَّا رجع الجواب استدعى الإمبراطور رؤساء الكهنة والعُلماء والفلاسفة وبطارقة دمشق وبيت المقدس وأنطاكية، ولمَّا اجتمعوا في القُسطنطينيَّة سافر الإمبراطور والبطريق المسكوني «يُواصف الثاني» وباقي رُؤساء الكهنة والعُلماء والفلاسفة ما ينوف عن الثلاثُمائة بحرًا إلى البُندُقيَّة، حيثُ اجتمعوا بِالبابا وأبدوا استعدادهم لِقُبُول توحيد الكنيستين وفقًا لِرغبته. والواقع أنَّ الدعوة كانت قويَّة، آنذاك، في الدوائر الدينيَّة والسياسيَّة في أوروپَّا نحو اتحاد الكنيستين الشرقيَّة والغربيَّة، ولِهذا اتجهت الأنظار نحو عقد مجمع أساقفة في مدينة فرارة في سنة 842هـ المُوافقة لِسنة 1438م، ثُمَّ انتقل المجمع إلى مدينة فلورنسة في السنة التالية، حيثُ وعد البابا إيجين الرابع بِدعوة مُلُوك أوروپَّا لِإنقاذ القُسطنطينيَّة بعد أن عجزت الإمبراطوريَّة البيزنطيَّة عن مُقاومة العُثمانيين.
وافق الجميع، في هذا المُؤتمر، على مبدأ إرسال حملةٍ صليبيَّةٍ أُخرى لِإخراج المُسلمين من الأراضي الأوروپيَّة وتخليص القُسطنطينيَّة من أخطارهم، وشاع في أوروپَّا أنَّ حملةً صليبيَّةً جديدة، تُساهم فيها الدُول الأوروپيَّة، يُمكن أن تُحقق هذا الهدف، لِذلك اتسمت الحُرُوب بين الدولة العُثمانيَّة ودُول أوروپَّا في هذه المرحلة بِالصليبيَّة. وفعلًا، دعا البابا مُلُوك وأُمراء أوروپَّا لِلمُساهمة في هذه الحملة، فاستجاب لِدعوته ألفونسو الخامس ملك أراغون والنبلطان (ناپولي)، وهو أقوى شخصيَّة أوروپيَّة في حوض البحر المُتوسِّط، وڤلاديسلاڤ الثالث ملك المجر وبولونيا، ويُوحنَّا هونياد أمير الأردل (ترانسلڤانيا)، وانضمَّت إلى الحملة قُوَّاتٌ سكسونيَّة وألمانيَّة وبوهيميَّة ولاتينيَّة وفرنسيَّة وبُشناقيَّة وأفلاقيَّة. وسارت هذه القُوَّات لِقتال العُثمانيين، فيما سُمي بِـ«الحملة الطويلة»، وأرسل البابا الكردينال يُليان سيزاريني إلى المجر لِإعطاء دفع معنوي إلى الحملة.
وكان يُوحنَّا هونياد سالف الذِكر قائدًا شُجاعًا باسلًا، شديد التعصُّب لِلمذهب الكاثوليكي، وأخذ على عاتقه إخراج المُسلمين من البلقان، وجعل هذا هدفه الوحيد في الحياة، ودرس تكتيكات الحرب العُثمانيَّة بِصُورةٍ جيِّدة، ونظرًا لِلشجاعة التي أبرزها في المعارك السابقة، فإنَّ الملك المجري ڤلاديسلاڤ الثالث أقرَّهُ على إمارة الأردل، وجعلهُ قائدًا عامًّا لِلقُوَّات المجريَّة في الوقت عينه.

#### الهزائم العُثمانيَّة في الأفلاق
وفي الحقيقة، أظهر أهل الأفلاق الانقياد لِملك المجر وعامله يُوحنَّا هونياد، بعد أن أصبحوا بلا حاكمٍ بعد أن حبس السلطان مراد أميرهم ڤلاد دراكول، كما أُسلف، فأرسل إليهم الملك المجري حاكمًا من قِبله، ولمَّا علِم السلطان بِذلك أرسل سريَّةً من الآقنجيَّة مع أمير الإسطبلات يزيد بك إلى بلاد الأفلاق، فسار يزيد بك وكسر المُخالفين وفرَّق جمعهم، وألقى الحصار على مدينة هرمنستاد، لكنَّهُ لم يُراعِ الحزم والاحتياط، فترك قسمٌ من جيشه يُغير على الأطراف وبقي هو في جمعٍ قليل يُحاصر المدينة المذكورة، وكان يُوحنَّا هونياد آنذاك مُتحصنًا بِالجبال مُترصدًا لِلفُرصة، فوصل إليه في هذه الأثناء مددٌ من الملك المجري، وبلغهُ أيضًا خبر غفلة يزيد بك وتفرُّق أصحابه، فانتهز الفُرصة وسارع إلى مُلاقاة الجيش العُثماني لِفك الحصار عن المدينة، فبُوغت يزيد بك على حين غفلة، وانقضَّ المجريُّون على العثمانيين وانتصروا عليهم وقتلوا منهم ما يقرب من عشرين ألف جُندي بِحسب بعض المصادر (على أنَّ هذا الرقم قد يكون مُبالغًا فيه)، وكان يزيد بك نفسه من بين القتلى، ولم ينجُ من المُتفرِّقين إلَّا من كان قريبًا من حُدُود ديار الإسلام، فلاحقهم هونياد حتَّى طردهم إلى ما وراء نهر الطونة (الدانوب)، ثُمَّ أمر بِإعدام الأسرى العثمانيين الواحد تلو الآخر على مرأى منه وهو جالسٌ إلى مائدته. بعد ذلك، عبر هونياد إلى الأفلاق وأحرق ضفَّتي نهر الطونة ثُمَّ رجع إلى بلاده. ويُذكر أنَّ هونياد اكتسب لقب «المُخلِّص لِلوطن» في هذا الانتصار الأوَّل الذي حقَّقه ضدَّ المُسلمين، كما أنَّ قيصر الصرب جُريج برانكُڤيچ أدلى بِدلوه وساعد هونياد مُساعدةً فعَّالة، فأرسل لهُ هذا الأخير رأس القائد العُثماني هديَّة.
ولمَّا علم مراد الثاني بِما أصاب جيشه، أرسل جيشًا آخر تعداده ثمانين ألف جُندي بِقيادة شهاب الدين شاهين باشا الخادم، ومعهُ أُمراء الروملِّي وعساكرها، وضمَّ إليه ستَّة من أُمراء سناجق الأناضول أيضًا مع عساكرهم، وسار إلى الأفلاق حيثُ اصطدام بِالجيش الصليبي عند بلدةٍ يُقال لها «واساغ»، فدارت بين الطرفين موقعة هائلة انهزم فيها العُثمانيُّون مرَّة أُخرى ووقع القائد شهاب الدين باشا في الأسر، وقُتل العديد من الأُمراء والقادة أبرزهم: عُثمان چلبي بن أمور بن تيمورطاش، وفيروز بك بن يعقوب، ويعقوب بك بن دورمزق، وخُضر بك، وعُمر بك وغيرهم. كانت النتيجة النفسيَّة لِهذا الانتصار واضحة، فقد بدا أنَّ الأمل في تجديد الحرب الصليبيَّة وطرد المُسلمين من الأراضي الأوروپيَّة، أقل حماقة، لِذلك، حشد الحُلفاء جيشًا كثيفًا قاده يُوحنَّا هونياد، الذي عمَّت شُهرته العالم المسيحي وعُدَّ أكبر مُدافعٍ عن المسيحيَّة ضدَّ الإسلام، ورافقهُ الملك ڤلاديسلاڤ الثالث، وانضمَّ إليه جُريج برانكُڤيچ رغبةً باستعادة إمارته الصربيَّة التي أزالها مراد الثاني.

#### عصيان إبراهيم بك القرماني مُجددًا

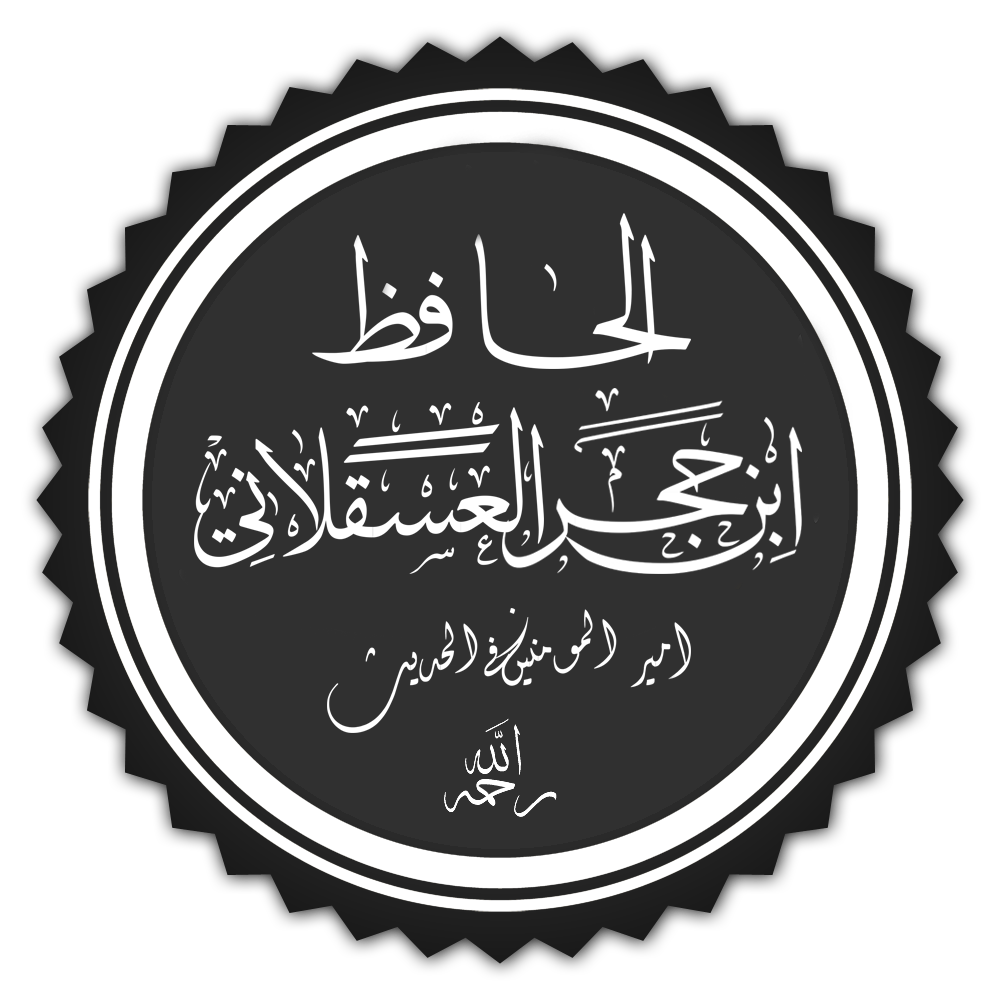
تخطيط اسم شيخ الإسلام ابن حجر العسقلاني، الذي أفتى بِوُجوب قتل الأمير إبراهيم بك القرماني لِطعنه العثمانيين من الخلف أثناء جهادهم أعداء المُسلمين.

بينما كان الوضع مُتأزمًا إلى درجةٍ لم يسبق لها مثيل في الروملِّي، بدأت في الأناضول تحرُّكات مُضادَّة لِلعُثمانيين. إذ لمَّا شاع خبر انكسار الجُيُوش العُثمانيَّة أمام المجريين، عاود الأمل إبراهيم بك القرماني بالاستقلال والتوسُّع، فأرسل إلى الملك ڤلاديسلاڤ الثالث يُحرِّكه على العثمانيين ويقولُ له: «أَنتَ مِن تِلكَ الجِهَة، وَأَنَا مِن هَذِهِ الجِهَةِ، فَنَرفَعُ العُثمَانِيَّةِ مِنَ البَينِ، فَلَكَ جَمِيعُ رُوم إِيلِي، وَيَكفِينَا أَنَاطُولِي»،ث[›] وهذا يعني أنَّ إبراهيم بك دخل لِلمرَّة الثانية في حلفٍ مع القوى المسيحيَّة المُناهضة لِلعُثمانيين. وسُرعان ما أرسل الأمير القرماني صهره حسن بك بن درغوث في جمعٍ من الأوباش فأغاروا على نواحي بولوادين، وبُيُوت جبل عُمر، وبك بازاري، واستولى على آق حصار وآق شهر وبك شهر وغيرها من البلدات العُثمانيَّة. ولمَّا وصل الخبر إلى السلطان عبر إلى الأناضول في سنة 846هـ المُوافقة لِسنة 1442م، فتوجَّه إلى بلاد قرمان، وأذن لِلعسكر في الإغارة على تلك البلاد ونهبها وتدميرها وُصُولًا إلى قونية، ولم يكن قد صدر من العثمانيين حتَّى هذا الوقت أي غارة مُدمِّرة على بلاد الإسلام، لكنَّ حركة إبراهيم بك وطعنه المُتكرِّر بِالمُسلمين أبناء ملَّته أثارت غضب السلطان مراد وجعلته يعقد العزم على الانتقام منه وتأديبه. وما أن وصل السلطان إلى قونية حتَّى تبيَّن له أنَّ الأمير القرماني غادرها وهرب إلى هضبة «طاش إيلي» على عادته. وعندما انتشر خبر غدر إبراهيم بك في الأمصار، أفتى شيخ الإسلام في الدولة المملوكيَّة ابن حجر العسقلاني وقاضي قُضاة الحنفيَّة بِالقاهرة سعد الدين بن مُحمَّد الديري، بِوُجُوب قتل الأمير القرماني إن لم يتُب ويستغفر بِسبب ضربه العثمانيين من الخلف أثناء جهادهم أعداء الإسلام والمُسلمين. اضطرَّ إبراهيم بك تحت وطأة الضغط المعنوي إلى الجُنُوح إلى الصُلح، فأرسل وزيره سُرور بك ومُفتيه صاري يعقوب، وسيَّر معهم زوجته إلعالدة خاتون أُخت السلطان مُراد، لِلشفاعة والاستعفاء، فقبل السلطان شفاعة شقيقته وعفا عن زوجها في هذه المرَّة أيضًا، ولكن تحت طائلةٍ من الشُرُوط القاسية، أهمها إعادة الأراضي العُثمانيَّة التي استولى عليها، ودفع تعويضاتٍ عن ما خرَّبه من بلاد، وقُبُول التبعيَّة العُثمانيَّة. كما حلف يمينًا على أن لا يعود إلى مُحاربة السلطان مُراد، الذي قفل وعاد إلى بورصة.

#### معركتا نيش ويالواچ

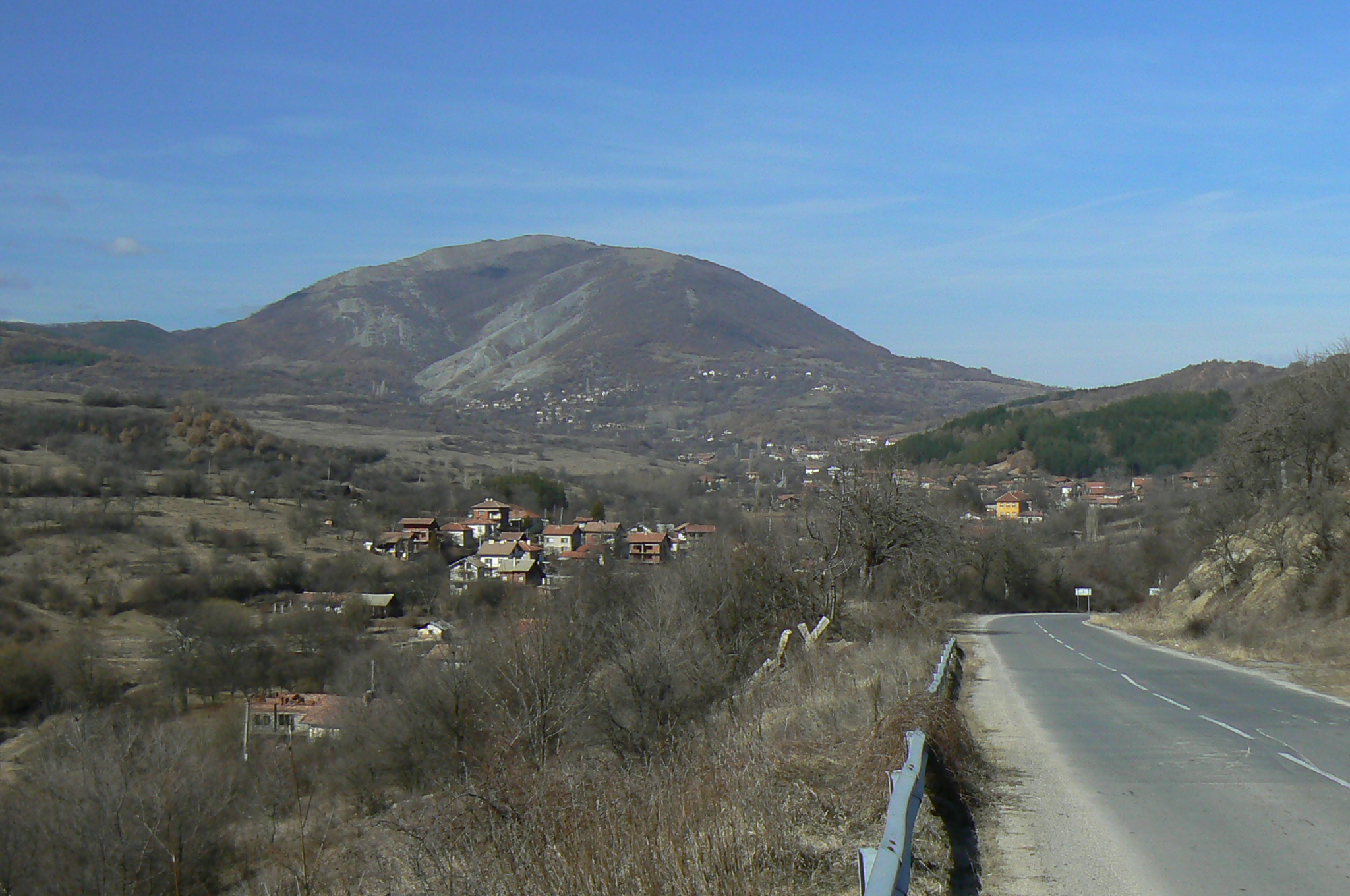
جبل كانوفيجة الواقع في مُقاطعة كيوستنديل بِبُلغاريا، وقعت معركة يالواچ بين العثمانيين والصليبيين في نطاقه.

أثناء انشغال السلطان مراد بِمُلاحقة وقتال الأمير القرماني، تحرَّكت الجحافل الصليبيَّة وسارت في شهر شوَّال 846هـ المُوافق لِشهر شُباط (فبراير) 1443م باتجاه الأراضي العُثمانيَّة، فاجتازت الطونة عند سمندريَّة وبدأت بِالتقدُّم في البلاد الصربيَّة، وكان جُريج برانكُڤيچ دليلًا لِلعسكر، فساروا وخرَّبوا أولًا نواحي آلاجة حصار، ونيش، وشهر كوي، وأسروا أهلها، ثُمَّ توجَّهوا إلى صوفية، وأرادوا أن يعبروا من ممر «دربند إزلادي» إلى جانب مدينة فيلپَّة، ثُمَّ إلى أدرنة، فيُسخِّروا جميع بلاد الإسلام. ولمَّا بلغ ذلك السلطان بادر إلى جانب صوفية فيمن وُجد عنده من العسكر، وكان في جيشه مجموعة من نُخبة القادة، أبرزهم: بكلربك الروملِّي قاسم باشا الأرناؤوطي، ومحمود باشا الجندرلي، أخا الصدر الأعظم خليل باشا، وطُرخان بك، وإسحٰق بك بن فيروز، وعلي بك بن تيمورطاش، وعيسى بك بن أفرنوس، وحاكم توقاد بلبان باشا، وإسكندر بك. وصل العُثمانيُّون إلى دربند إزلادي قبل عُبُور الصليبيين، وحتَّى تُمنع قُوَّات العدُوِّ من الانتقال إلى هذا الطرف من الجبل، وُضعت الاستحكامات اللَّازمة على الممر، وأٌغلق بِصُخُورٍ كبيرة، ثُمَّ أمر السلطان بِتحويل مسار المياه إلى المعابر والمسالك، فتجمَّدت ليلًا من شدَّة البرد، إذ كان الوقت شتاءً، فانسد المعبر وأصبح هُناك جدارًا ثلجيًّا بِوجه الصليبيين، فلم يقدروا على العُبُور واضطرُّوا إلى الرُجُوع لِقلَّة الزاد، ولمَّا رجعوا أرسل السلطان في عقبهم عسكرًا مع كُلٍ من البكلربك قاسم باشا وبلبان باشا ومحمود باشا. وكان يُوحنَّا هونياد لمَّا رأى عدم إمكانيَّة اجتياز المعبر سالِف الذِكر توجَّه إلى آخر هو معبر «دربند نيش» نظرًا لِكونه أوسع من سابقه، وكمن لِلعُثمانيين فيه، فغفل هؤلاء عنه وأسرعوا السير في عقب الصليبيين إلى أن وصلوا إلى دربند نيش، فخرج الكمين عليهم، وأحاط الصليبيُّون بهم، وجرت في هذا الموقع معركة شديدة في يوم الثُلاثاء 2 رمضان 847هـ المُوافق فيه 24 كانون الأوَّل (ديسمبر) 1443م انتصر فيها الصليبيُّون ولم يُفلت من المُسلمين إلَّا جمعٌ قليل، ووقع آخرون في الأسر بما فيهم محمود باشا الجندرلي، الذي كان زوج حفصة خاتون، أُخت السلطان مُراد.
تقدَّم الصليبيُّون بعد انتصارهم وسيطروا على بُلغاريا وسُهُول تراقية واحتلُّوا مدينة صوفية، وحدث أن واصل يُوحنَّا هونياد تقدُّمه، فعبر جبال البلقان واقتفى أثر العثمانيين حتَّى لقيهم في يالواچ ما بين صوفية وفيلپَّة، حيثُ دارت المعركة الأخيرة في الحملة الطويلة، يوم الخميس 11 رمضان 847هـ المُوافق فيه 2 كانون الثاني (يناير) 1443م، وكان النصر فيها حليف الصليبيين أيضًا، وقد استبسل الجيش العُثماني في هذه الموقعة وأبدى مُقاومةً كبيرة، وتمكَّنوا من التغلُّب على قُوَّات قيصر الصرب برانكُڤيچ، لكنَّ الكفَّة مالت لِلحُلفاء في نهاية المطاف بِسبب ثِقل المعدَّات العُثمانيَّة، ووقع قاسم باشا الأرناؤوطي في الأسر، مُنضمًّا إلى محمود باشا الجندرلي. ويُذكر أنَّ هونياد قام بِإعدام مائة وسبعين أسيرًا عُثمانيًّا على الفور، ولم يقتل الباشوان سالِفا الذِكر، فأخذهما معه بغية التشهير بهما في الاستعراض الانتصاري لِلجيش. وبحسب المُؤرِّخ الرومي «لاونيكوس خالكونديلاس»، فإنَّ الهزائم العُثمانيَّة المُتكرِّرة شجعَّت بعض القادة والأُمراء ذوي الأُصُول المسيحيَّة على هجر العثمانيين والتخلِّي عن السلطنة، والعودة إلى بلاد آبائهم، وكان في مُقدِّمة هؤلاء إسكندر بك.

#### صُلح سكدين

خريطة تُصوِّر موقع القيصريَّة الصربيَّة سنة 1422م قبل زوالها على يد السلطان مُراد. أُعيدت هذه الدولة إلى الوُجُود بِمُقتضى صُلح سكدين لِتكون منطقة عازلة بين مملكة المجر والدولة العُثمانيَّة.

بعد الانتصار الصليبي، بدا أنَّ أملاك العثمانيين في أوروپَّا أضحت غنيمة سهلة في يد يُوحنَّا هونياد، وكان من المُتوقَّع أن يُتابع زحفه إلى أدرنة حيثُ بات الطريق إليها مفتوحًا بعد هذه الانتصارات، ولكنَّهُ لم يفعل وتوقَّف عن الزحف، رُبَّما بِسبب صُعُوبة اجتياز المسالك في فصل الشتاء، أو لعلَّهُ كان يخشى من أن يكمن لهُ العُثمانيُّون ويتربَّصوا به بعد اقترابه من مراكزهم الحيويَّة، والرَّاجح أنَّ تعدُّد القيادات في الجيش الصليبي كان يُوحي بِالتروِّي في اتخاذ قراراتٍ خطيرةٍ ضدَّ العُثمانيين. وفي الحقيقة فإنَّ معركتي نيش ويالواچ كانتا نفختا روح الحماس الديني في جميع أنحاء أوروپَّا، واندفع أعداء السلطنة يتحدونها، فاستغلَّ الأمير البيزنطي قُسطنطين، حاكم شبه جزيرة المورة وقسمٌ من إقليم تسالية، استغلَّ انشغال مراد الثاني بِمُحاربة الصليبيين ومن ثُمَّ انكساره، فسيطر على مُجمل شبه جزيرة بلبونس، وأصلح أسوار هيكساميليون، وأجبر حاكم آتيكة، الذي كان يدفع الجزية لِلعُثمانيين، على الاعتراف بِسيادته، كما نسَّق مع اللاتين أعداء العُثمانيين. وفي الوقت نفسه كان إسكندر بك قد أشهر عصيانه ويقوم بِحركةٍ انفصاليَّةٍ تستهدف فصل بلاد الأرناؤوط عن الدولة العُثمانيَّة، وجاءت وفاة وليّ العهد الشاهزاده علاءُ الدين عليّ - خِلال هذه الفترة - لِتُتوِّج المصائب التي ابتُلي بها مراد الثاني، فقد كانت وفاة الشاهزاده اليافع كارثة الكوارث بِالنسبة لِلسُلطان، الذي طلب الصُلح مع الصليبيين بِمُجرَّد دفنه ابنه، فأُجيب إلى طلبه من قِبل المجلس السياسي المجري عند انعقاده في مدينة سكدين. والحقيقة أنَّ عرض مراد الثاني لِلصُلح على القوى الأوروپيَّة جاء بِشُرُوطٍ مُغرية، بعد توسُّط جُريج برانكُڤيچ الذي أمل في استرداد دولته، وفي 24 صفر 848هـ المُوافق فيه 12 حُزيران (يونيو) 1444م أُبرمت مُعاهدة الصُلح بين العثمانيين والصليبيين، وصدَّق عليها مراد الثاني وڤلاديسلاڤ الثالث، وتضمَّنت ما يلي:
- تنازُل السلطان مراد عن سيادته على بلاد الأفلاق، وإعادة تنصيب ڤلاد دراكول أميرًا عليها بعد إخلاء سبيله وولديه، وقُبُول سيادة المجر على الإمارة الأفلاقيَّة.
- تستعيد الصرب والبُشناق استقلالهما الذاتي على أن تستمرَّا في دفع الخِراج المُترتب عليهما إلى الدولة العُثمانيَّة، وإعادة مدائن سمندريَّة وآلاجة حصار إلى قيصر الصرب، والمُصادقة على حُكمه، وإعادة إبناه، الرهينتان لدى العُثمانيين، إليه.
- إيقاف الحملات العسكريَّة العُثمانيَّة شمالي نهر الطونة (الدانوب).
- إخلاء سبيل الأسرى من الجانبين، ودفع سبعين ألف دوقيَّة ذهبًا لِفك أسر محمود باشا الجندرلي وقاسم باشا الأرناؤوطي، وكان الهدف من ذلك إعطاء المجال لِلجيش لِلتنظيم والتنسيق من جديد.
- استمرار الهدنة مُدَّة عشر سنوات.

وبالتصديق على المُعاهدة، أُرسلت نُسخٌ منها إلى أدرنة وبودا، وأقسم الملك المجري على الإنجيل والسلطان مراد على القُرآن على عدم مُخالفتهما شُرُوط هذا الصُلح ما داما على قيد الحياة. وهكذا تأسست القيصريَّة الصربيَّة مُجددًا على أن تكون منطقة عازلة بين الدولة العُثمانيَّة ومملكة المجر.

## تنازُل السلطان عن المُلك وعودته إليه

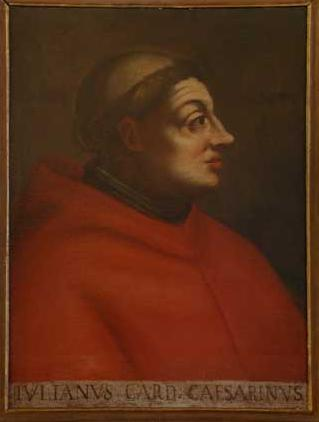
الكردينال يُليان سيزاريني، مُحرِّك المُلُوك الأوروپيين، على نقض مُعاهدة الصُلح مع العُثمانيين.

شعر مراد الثاني بِالتعب، ورُبَّما كانت المُشكلات الداخليَّة والخارجيَّة وموت ابنه علاء الدين عليّ، الذي كان يُعدُّه لِخلافته، قد تركت لديه شُعُورًا حادًا بِالسَّأم، فرأى أن يعتزل السياسة، وتنازل عن العرش لِابنه الفتى مُحمَّد، البالغ أربعة عشر عامًا من العُمر، إذ كان أكبر أولاده الذُكُور وأرشدهم، فأرسل إليه كتابًا يستدعيه إليه، وكان في إقطاعة مغنيسية، فوصل إلى خدمة والده وتسلَّم السلطنة، وكان ذلك بعد حوالي شهرين من توقيع مُعاهدة الصُلح مع الصليبيين. بِهذا، أصبح السلطان مراد أوَّل سُلطانٍ يتخلَّى عن العرش بِمحض إرادته، ثُمَّ سافر إلى جانب مغنيسية لِلإقامة بعيدًا عن هُمُوم الدُنيا وغُمُومها، وسار معهُ جمعٌ من خواصه، منهم إسحٰق بك بن فيروز وحمزة بك الشرابدار، فاعتزل فيها لِلعبادة وانتظم في سلك الدراويش، وبقي في خدمة السلطان الجديد الصدر الأعظم خليل باشا الجندرلي، وشهاب الدين شاهين باشا الخادم، والوزير الثاني صاروجة باشا، وقاضي العسكر المُلَّا خسرو مُحمَّد أفندي.
وكان مراد الثاني ينوي العيش في مغنيسية حتَّى يأتيه الأجل، وبناءً على إحدى الروايات، فإنَّ واردات سناجق آيدين وصاروخان ومنتشة خُصَّ بِهما مراد الثاني لِتكون راتبًا تقاعُديًّا له، وبِمُوجب رواية أُخرى، فإنَّهُ خُصَّ بِواردات سنجق صاروخان فقط.
كان الأثر المُباشر لِقرار اعتزال السلطان مراد يتمثَّل في تجدُّد الحرب، ذلك أنَّ الوضع في العاصمة أدرنة كان مُضطربًا، فقد واجه الصدر الأعظم خليل باشا الجندرلي، الذي كان السلطان يثقُ به، مُعارضة وُزراء آخرين أكثر ميلًا إلى مُحمَّد، كما أنَّ القيادات المسيحيَّة المسؤولة عن شن الحرب الصليبيَّة عادت ونظرت إلى الموقف بِعين المصلحة الخاصَّة، بِغض النظر عن تلك المُعاهدة التي عُقدت بين مراد الثاني وڤلاديسلاڤ الثالث، وتزعَّم هذه الحركة الكردينال يُليان سيزاريني، بِإيعازٍ من البابا الذي عطَّلت هذه المُعاهدة طُمُوحه، وغرَّر الكردينال المذكور بِملك المجر وغيره من المُلُوك الأوروپيين وأفهمهم أنَّ عدم رعاية الذمَّة والعُهُود مع المُسلمين لا تُعدُّ حنثًا ولا نقضًا كونهم كفرة (أي المُسلمين)، ومن ثُمَّ فإنَّ البابا يُبطلُ قسم ملك المجر ويجعلهُ في حلٍّ منه.
كان الاعتقاد السائد في الدوائر الأوروپيَّة المُعادية لِلعُثمانيين، أنَّ موقف هؤلاء أضحى حرجًا لِلغاية بعد اعتزال مراد الثاني وتسلُّم ابنه الفتى مُحمَّد زمام الأُمُور، ولا خبرة لهُ في الشُؤون السياسيَّة، وأنَّ دولتهم أضحت مُنهكة، وباتت أطرافها مُعرَّضة لِلاقتطاع من جانب أُمراء الحُدُود، وفي مُقدِّمتهم الأمير القرماني الذي أرسل إلى ملك المجر يُحرِّكه على السلطان والممالك العُثمانيَّة ويحُثُّه على انتهاز الفُرصة، بِالإضافة إلى ذلك، فقد كانت تُوجد آنذاك قُوَّاتٌ أوروپيَّة مُعسكرة في البلقان يُمكن الاستفادة منها، فضلًا عن أنَّ استمرار العمليَّات العسكريَّة يُمكن أن يُعد حافزًا لِمُلُوك أوروپَّا لِتقديم مُساعدات جديدة وجديَّة.

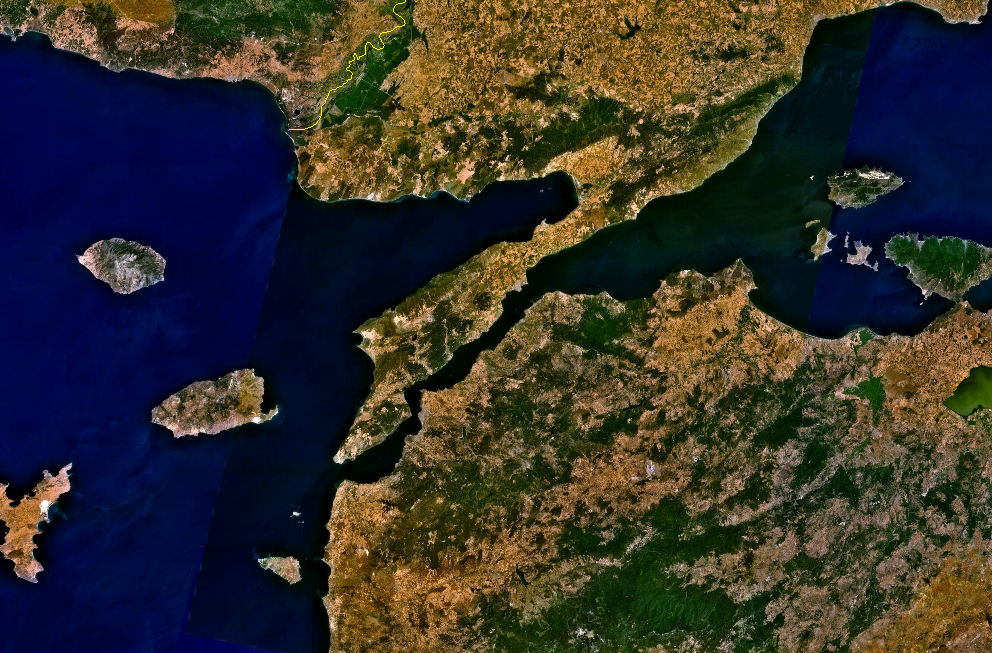
صُورة ساتليَّة لِشبه جزيرة قلِّيبُلِي ومضيقها الذي سيطرت عليه السُفُن الصليبيَّة في سبيل الحيلولة دون انتقال العثمانيين من آسيا إلى أوروپَّا، وعزل السلطان عن قواعده في آسيا الصُغرى.

تدخَّل البابا إيجين الرابع بِنفسه وأخذ يُحرِّض ملك المجر، الذي كان ما يزال حتَّى ذلك الحين مُترددًا في الإخلال بِقسمه الغليظ، على نقض المُعاهدة، فأرسل يقُولُ له: «بِالتَأكِيدِ، إِنَّ النَّصَارَى لَيسُوا مُلزَمِينَ بِالإِيفَاءِ بِوُعُودِهِم مَعَ المُسلِمِين»، وشارك الروم البابويَّة في تحريضها، وقد أملوا في طرد العثمانيين من أوروپَّا واستعادة أملاكهم السابقة؛ ما أدَّى إلى تنكُّر بعض زُعماء ومُلُوك أوروپَّا لِتلك المُعاهدة التي وقَّعها ڤلاديسلاڤ الثالث، مُقتنعين أنَّ المُعاهدة مع الكُفَّار لا قيمة لها، وأنَّ المصلحة المسيحيَّة العُليا هي التي يجب أن توضع فوق كُل اعتبار. اقتنعت القيادات المسيحيَّة المُعسكرة في البلقان بِهذا التفسير، وتحرَّكت مشاعر ملك إنگلترا هنري السادس وملك فرنسا شارل السابع، وحُكُومات البُندُقيَّة وجنوة وفلورنسة، على الرُغم ما بينها من نزاعات؛ لِلمُساهمة في هذه الحرب الصليبيَّة. ويبدو أنَّ بعض الزعامات في البلقان رفضت المُشاركة في هذا التحالف، كما فعل جُريج برانكُڤيچ الذي أبى الحنث بِاليمين المعقود بين المُتحاربين، وشاركه بعض الزُعماء المحليين، بل إنَّ القيصر الصربي منع إسكندر بك من اللِّحاق بِحُلفائه المجريين، في حين تُشير مصادر أُخرى أنَّ برانكُڤيچ كان من جُملة المُشاركين في الحملة. وقضت الخطَّة العسكريَّة أن يُبحر الأُسطُول البُندُقي باتجاه المضائق ويستولي على مدينة قلِّيبُلِي، في الوقت الذي يزحف فيه الجيش البرِّي جنوبًا، ويُؤمِّنُ اتصالًا مع هذا الأُسطُول في المدينة المذكورة التي تُصبح قاعدة الانطلاق باتجاه القُسطنطينيَّة، وبِذلك تكون هذه القُوَّات الصليبيَّة قد حقَّقت هدفين في الوقت نفسه وهُما عزل السلطان عن قواعده في آسيا الصُغرى وفتح طريق القُسطنطينيَّة.

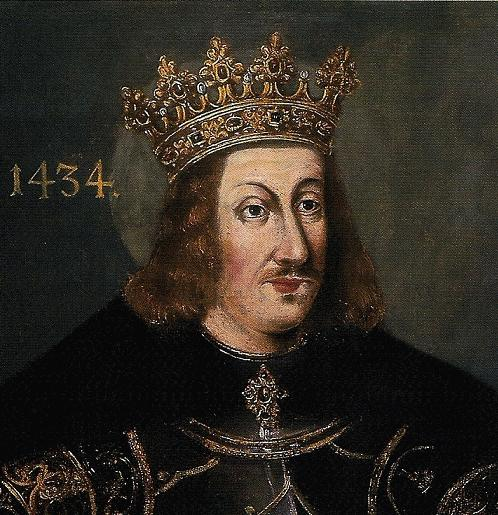
لوحة زيتيَّة تعود لِحوالي القرن السابع عشر الميلاديّ، تُصوِّرُ ڤلاديسلاڤ الثالث، ملك بولونيا والمجر، والقائد الشكلي لِلجُيُوش الصليبيَّة المُتوجِّهة لِقتال العثمانيين في عقر دارهم.

أدَّت كُل هذه المُعطيات والتدخُّلات لدى الملك المجري إلى تخلِّيه عن المُعاهدة، بعد أن مرَّ عليها خمسون يومًا، وهكذا تقدَّمت القُوَّات المُتحالفة، التي يقودها ظاهريًّا ڤلاديسلاڤ الثالث ويُحرِّكُها فعليًّا يُوحنَّا هونياد، باتجاه الأراضي العُثمانيَّة مُتجنبةً مضائق طريق أدرنة الخطرة، وتوجَّهت صوب بحر البنطس (الأسود) عن طريق ڤيدين ونيكوبُلي، وبعد أن انضمَّ إليها ڤلاد دراكول أمير الأفلاق وصلت إلى مدينة وارنة (ڤارنا) الواقعة على شاطئ البحر سالِف الذِكر، في 26 رجب 848هـ المُوافق فيه 9 تشرين الثاني (نوڤمبر) 1444م، وتحرَّك الأُسُطول البُندُقي في الوقت نفسه باتجاه المضائق. كانت العمليَّات العسكريَّة الأولى تُشيرُ إلى نجاحٍ مُتوقَّعٍ لِقُوَّات التحالف، وبِخاصَّةً أنَّ سُفُن البُندُقيَّة تمكَّنت من السيطرة على المضائق مانعةً القُوَّات العُثمانيَّة، في آسيا الصُغرى، من العُبُور إلى الجانب الأوروپي لِلمُشاركة في الحرب. وكان جمعٌ من الصليبيين قد أغار على نواحي نيكوبُلي فخرَّبها، وكان واليها مُحمَّد بك بن فيروز من القادة المشهود لهم بِحُسن الانضباط والكفاءة القتاليَّة، فعقب الصليبيين في جمعٍ من الآقنجيَّة وأسر كثيرًا منهم، وأرسل الأسرى مع خبر وُصُول جُيُوش الأعداء إلى السلطان مُحمَّد. كان الخطر أكبر من قُدُرات السلطان الفتى، وأدرك وُزراؤه وقادته أنَّ المعركة هي معركة مصير، فاتخذوا قرارًا في اجتماعٍ لِمجلس شورى السلطنة أبلغهُ الصدر الأعظم إلى مُحمَّدٍ بن مُراد، ونصُّه: «لَا يُمكِنُنَا الرَّدُ عَلَى مُقَاوَمَةِ العَدُوِّ، اَلَّلَهُمَّ إِلَّا إِذَا اعتَلَى وَالِدُكَ السُّلطَانُ مَكَانَك. أَرسِلُوا وَالِدَكُم لِيُجَابِهَ العَدُوِّ وَتَمَتَّعُوا بِرَاحَتِكُم. تَعُودُ السَّلطَنَةُ إِلَيكُم بَعدَ إِتمَامِ هَذِهِ المُهِمَّةِ». بناءً على هذا، أرسل السلطان مُحمَّد في دعوة والده، فذهب وفدٌ من الساسة إلى مراد الثاني، في عزلته في مغنيسية، وطلبوا منه أن يعود إلى الحُكم ويقودهم، إنقاذًا لِلدولةِ من خطرٍ كبيرٍ مُحدقٍ بها. غير أنَّ مُرادًا - تحاشيًا لِكسر سلطان ابنه - رفض وأبلغهُ أنَّ الدفاع عن دولته من واجبات ذاته السُلطانيَّة، فكتب إليه مُحمَّد ثانيةً بِأن لا بُدَّ من القُدُوم، فقال: «إِن كُنتَ سُلطَانًا فَظَاهِر أَنَّ عَلَيكَ مُحَافَظَةُ البِلَادِ وَالعِبَادِ، وَإِن لَم تَكُن سُلطَانًا فَيَجِب عَلَيكَ طَاعَةُ السُّلطَانِ وَامتِثَالُ أَمرِه». أمام هذا الأمر، اضطرَّ مراد الثاني إلى القُدُوم، ولمَّا كانت سُفُن البنادقة قد سدَّت معبر قلِّيبُلِي، فقد توجَّه إلى معبر قلعة أناضولي حصار حيثُ استقبلهُ الصدر الأعظم في جمعٍ من العساكر لِدفع المانعين من العُبُور، فعبر السلطان وانضمَّ إلى الجُنُود العثمانيين الذين فرحوا بِقُدُومه، وترك ابنه مُحمَّد في أدرنة لِمُحافظتها، وتوجَّه في العسكر إلى قتال الصليبيين.

## سلطنته الثانية

### الحملة الصليبيَّة الخامسة ضدَّ العثمانيين وواقعة وارنة (ڤارنا)

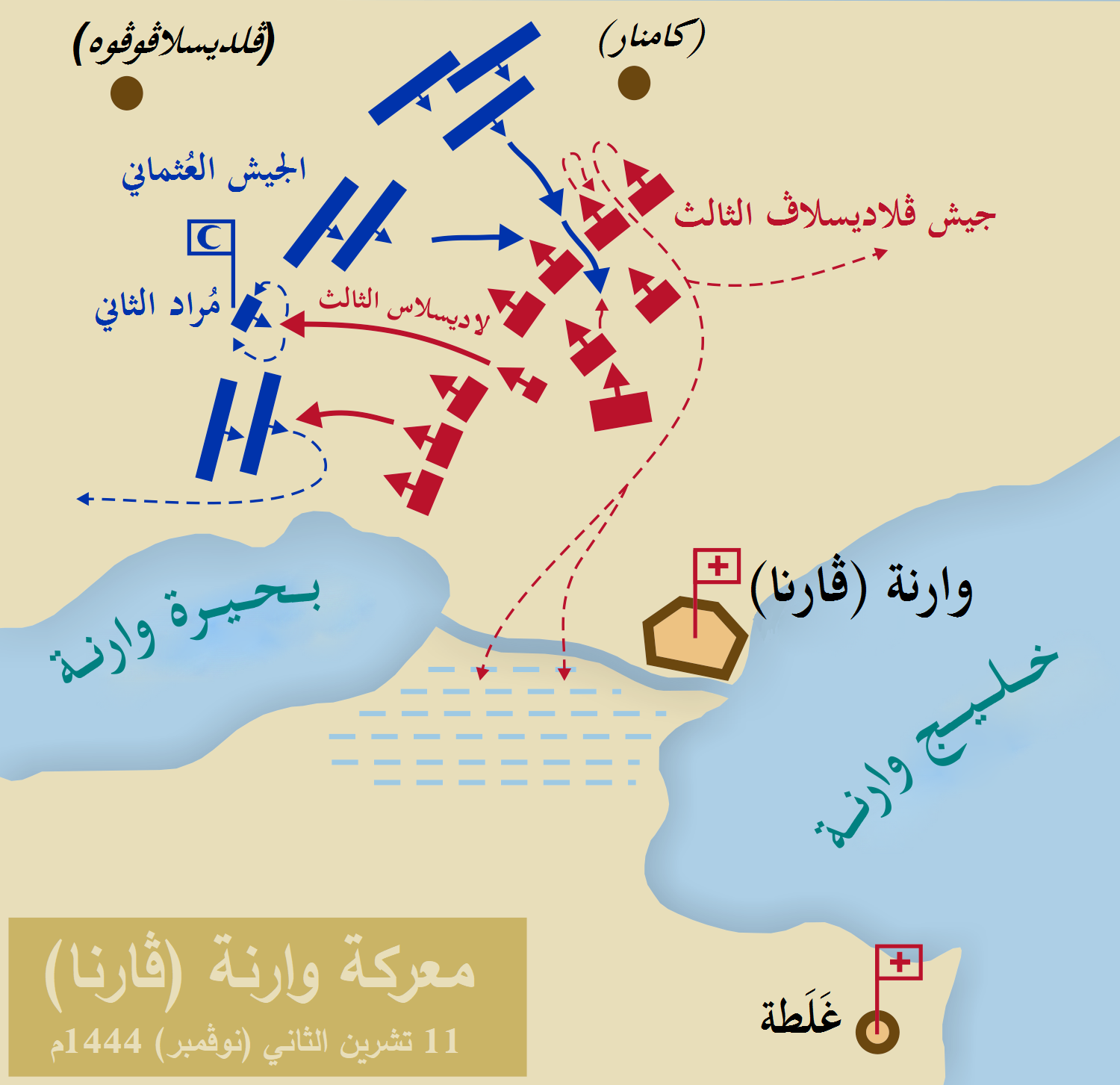
مُخطط معركة وارنة يُظهرُ تموضُع وتحرُّكات الجيشان العُثماني والصليبي.

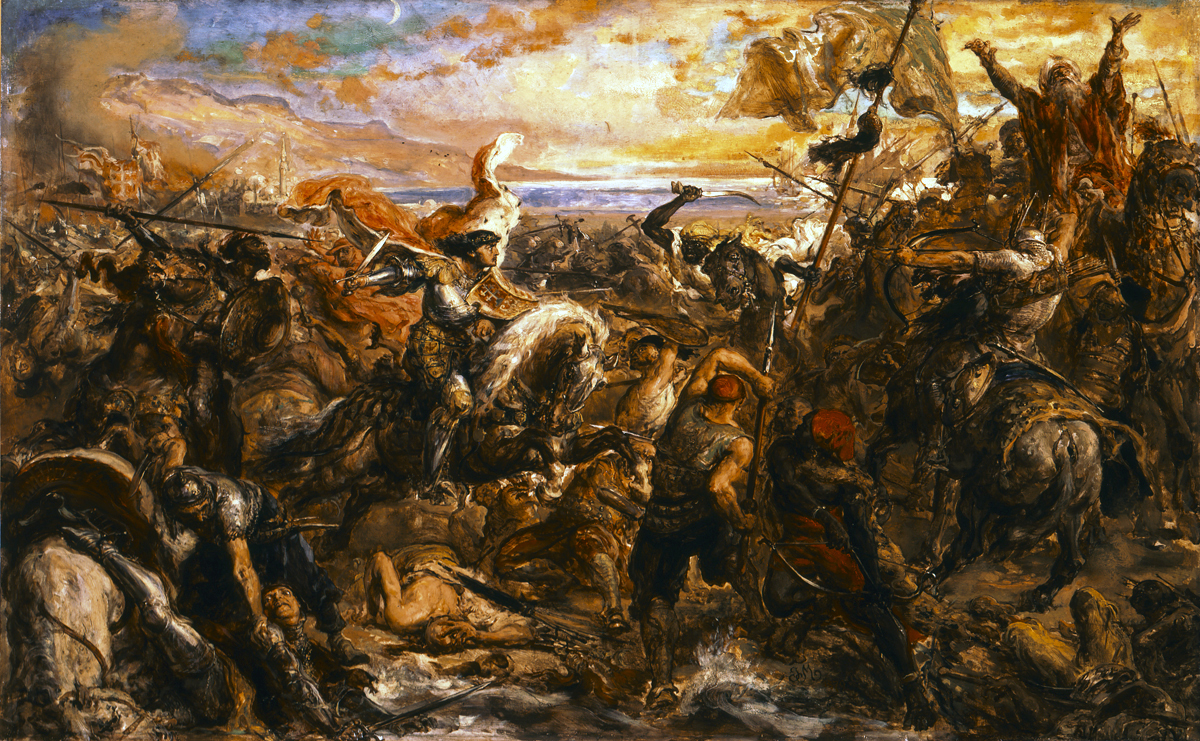
لوحة زيتيَّة بِريشة الرسَّام البولوني يان ماتيكو تُصوِّرُ معركة وارنة بين العثمانيين والصليبيين، ويبدو ملك بولونيا والمجر ڤلاديسلاڤ الثالث في وسط الصُورة وهو يقود هُجُوم الخيَّالة، بعد أن فتح لهُ العُثمانيُّون ثغرةً لِيتقدَّم منها ويقع في الفخ الذي نُصب له، ويلقى حتفه على يد أحد آغوات الإنكشاريَّة، وهو «خوجة قراجة خضر آغا».

جهَّز مراد الثاني جيشًا ضخمًا من أحسن الجُنُود، وصل تعداد أفراده إلى حوالي 60,000 جُندي، منهم ما بين 30,000 و40,000 مُقاتل من الأناضول، وحوالي 7,000 مُقاتل من الروملِّي، وزحف به بِاتجاه العدُو. واعتقد الأوروپيُّون، وهم يزحفون بِاتجاه الجنوب، أنَّهم سيجدون أنفُسهم في أرضٍ مُسالِمةٍ بين شعبٍ مُسالم، لكنَّ هذا الجيش الائتلافي قضى على هذه الميزة عندما أنزل العقاب بِالقُرى المسيحيَّة التي قاومته، واعتقد الكردينال سيزاريني بِأنَّ نصارى البلقان الأرثوذكس هراطقة، بِالإضافة إلى ذلك كانت الخِلافات بين قيادات الجُيُوش تزداد عُمقًا يومًا بعد يوم، بِسبب الخطَّة التي يجب أن تُنفَّذ ضدَّ العُثمانيين. التقى الجمعان بِخارج وارنة يوم الثُلاثاء 28 رجب 848هـ المُوافق فيه 11 تشرين الثاني (نوڤمبر) 1444م، وبدأت المعركة بِهُجُوم يُوحنَّا هونياد على ميسرة الجيش حيثُ تخفقُ راية السُلطان، فهزمها وقتل بكلربك الأناضول قراجة باشا، فتفرَّق من بقي من العسكر في تلك الجهة، ولم يبقَ مع السلطان سوى فرقة القپوقوليَّة، وجمعٌ من قُدماء الأُمراء، ثُمَّ هجم البوهيميُّون على جناح الميمنة، إلَّا أنَّهم رُدُّوا على أعقابهم، ولمَّا رأى ملك المجر أنَّ السلطان بقي في جمعٍ قليل، تهوَّر وسلَّ سيفه، وانقضَّ على المركز حتَّى واجه مُرادًا وناداه بِالتُرَّهات، فأمر السلطان عسكره بِالثبات وفتح ثغرة ينفذ منها الأعداء عند الهُجُوم عليهم. وهكذا، تُرك ڤلاديسلاڤ الثالث يتوغَّل إلى عُمق صُفُوف العثمانيين حتَّى اقترب إلى صوب الطوغ والراية السُلطانيَّة، ثُمَّ أُعطي أمر الهُجُوم، فلم يُدرك ڤلاديسلاڤ إلَّا وقد طُوِّق بِالجُنُود العثمانيين من كُلِّ صوب، فأخذ يُقاتلهم بنفسه مع حرسه الملكي، الذين قُتل منهم 50 رجلًا، ثُمَّ رماه أحد قُدامى آغاوات الإنكشاريَّة، واسمه «خوجة قراجة خضر آغا»، بِبلطته، فأصاب ساق حصانه، وسقط ڤلاديسلاڤ أرضًا، فانقضَّ عليه الآغا سالِف الذِكر وقطع رأسه، وحمله إلى ركاب السُلطان، فأمر الأخير أن يُنصب الرأس على رُمح ويُضرب طبل البِشارة وتُرفع راية الغلبة والظفر.

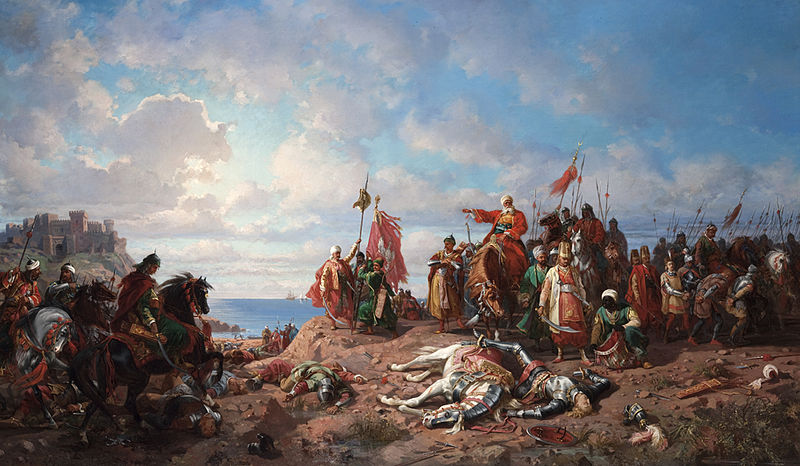
العُثمانيُّون يتفقُّدون القتلى في ساحة المعركة، ويقتادون الأسرى.

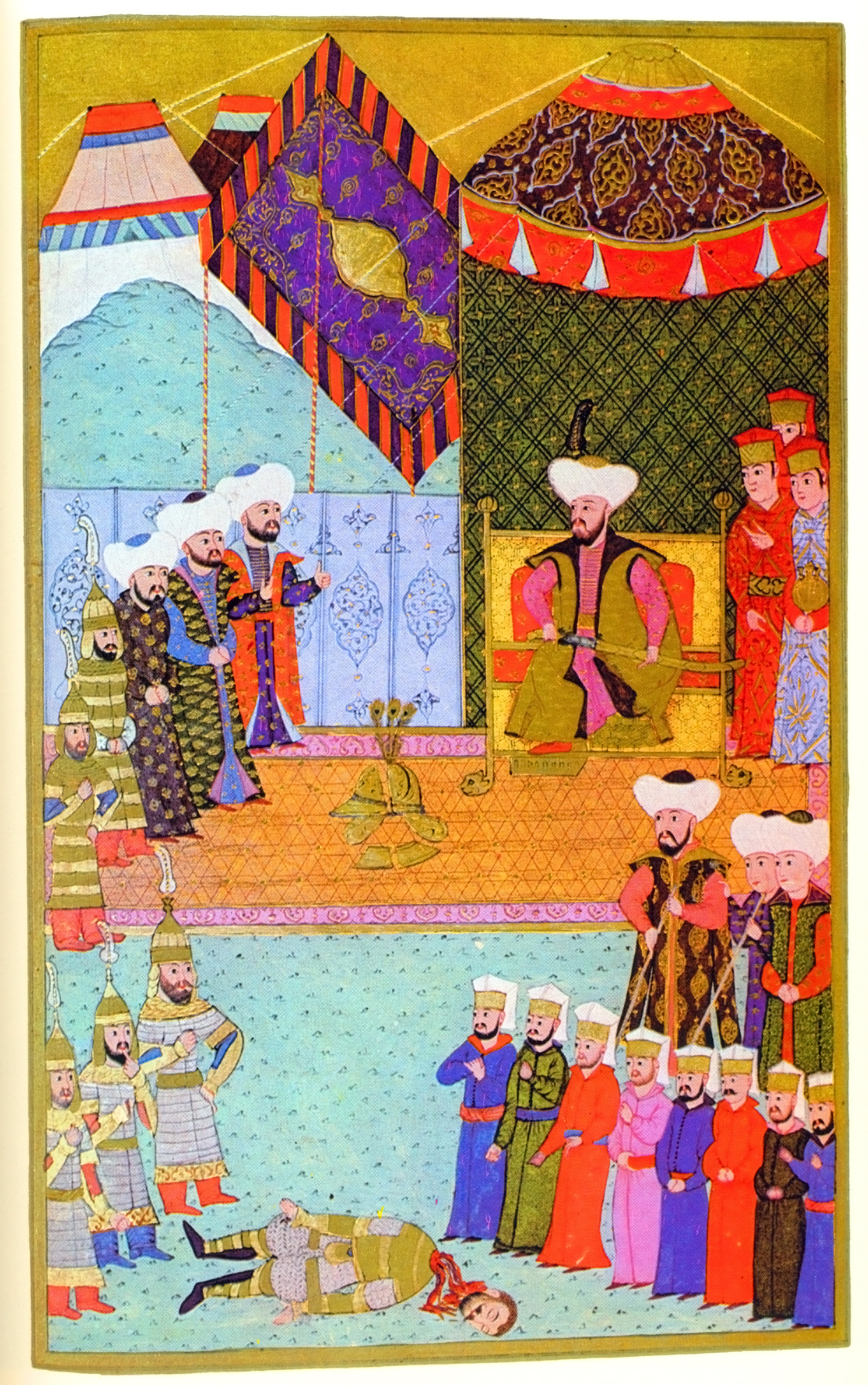
مُنمنمة عُثمانيَّة تُصوِّرُ جُثَّة الملك المجري قطيعة الرأس.

أُصيب الصليبيُّون بِالهلع والفزع لمَّا شاهدوا رأس الملك مرفوعًا على رمح، فأخذ المجريُّون منهم يفرُّون من ساحة المعركة، فاستفاد مراد الثاني من هذه الفُرصة ونادى بِالهُجُوم العام، فانقضَّ العُثمانيُّون على الفرقة البوهيميَّة وفتَّتوا صُفُوفها وهزموها شرَّ هزيمة، وفرَّ من بقي من عساكر العدوِّ إلى مُعسكراتهم، وجدَّ هونياد على تثبيتهم وتقريرهم لكنَّهُ لم يتمكَّن من ذلك، فجمع ما استطاع من قُوَّاته ولاذ بِالفرار إلى المجر، فتعقَّبته فرقة عُثمانيَّة بِقيادة داود باشا إلى أن عبر نهر الطونة بِرجاله. وفي اليوم التالي من المعركة، أي الأربعاء 29 رجب المُوافق فيه 12 تشرين الثاني (نوڤمبر)، استولى العُثمانيُّون على مُعسكر الجيش الصليبي، وحاول الكردينال سيزاريني أن يُدافع عنه لكنَّهُ هُزم بِسُهُولة وقُتل بِدوره، فقُطع رأسه ونُصب على رُمحٍ أيضًا، كما رُفعت مُعاهدة سكدين على رُمحٍ آخر وشُهرت على الكتائب العُثمانيَّة المُظفَّرة، ثُمَّ أمر السلطان بِإرسال الرأسين والمُعاهدة لِيُشهَّر بها في أدرنة وبورصة على مرأى من الناس، وأن تُزيِّن كِلتا المدينتين. وبِالإجمال، لم يُفلت من هذه المعركة الكُبرى سوى شرذمة قليلة من الصليبيين، ووقع الآلاف منهم في الأسر، وغنم المُسلمون أموالًا عظيمة، منها مائتان وخمسون عربة مملوءة بِالأموال والأمتعة النفيسة وأواني الذهب والفضَّة. ولمَّا تمَّ الأمر وعاد الهاربون من الجيش العُثماني، أمر السلطان بِقتل بعضهم وتشهير آخرين بِثياب النساء وزيِّهن، ثُمَّ شفع فيهم الوُزراء والأُمراء الثابتون المُقرَّبون، فعفا عنهم السلطان شُكرًا لله الذي نصر العُثمانيين.
أرسل مراد الثاني مُبشِّرين إلى السلاطين والأُمراء المُسلمين يُعلمهم بانتصاره الأخير، فعمَّت الاحتفالات أرجاء العالم الإسلامي، وكان المُبشِّر المُرسل إلى السلطان المملوكي سيف الدين جقمق هو «عزب بك» من خواص السلطان مُراد، وأرسل معهُ خمسة وعشرين أسيرًا صليبيًّا، فسُرَّ السلطان المملوكي سُرُورًا عظيمًا، وأمر في الجُمُعة الأولى من وُصُول الخبر إلى القاهرة بِذكر اسم السلطان مراد - مُجاملةً - بعد اسم الخليفة العبَّاسي أبو الربيع سُليمان المُستكفي بِالله، في الخِطبة، وبِالدُعاء لِأرواح العثمانيين الذين قضوا نحبهم، في كافَّة الأقطار المملوكيَّة، وأُقيمت الاحتفالات في مصر.
وكان من نتيجة المعركة أن عادت بلاد البلقان مرَّة أُخرى إلى الحُكم العُثماني، وخُطَّ مصير الإمبراطوريَّة البيزنطيَّة، إذ لم يبقَ لها بدايةً من هذا التاريخ سوى تسع سنواتٍ من العُمر، وأصبح من المُؤكَّد أنَّ العثمانيين لا يُمكن قلعهم من أوروپَّا الشرقيَّة، كما كان موت ڤلاديسلاڤ الثالث دون وارث أحد أهم وقائع التاريخ الأوروپي، فقد انفصلت إثر ذلك مملكتا بولونيا والمجر عن بعضهما وحرصتا، مُنذُ ذلك التاريخ، على عدم الظُهُور أمام الدولة العُثمانيَّة كدولةٍ واحدة، كما أُخرجت بلاد المجر لِعشر سنواتٍ على الأقل من عِداد الدُول التي تستطيع النُهُوض بِعمليَّاتٍ حربيَّةٍ هُجُوميَّةٍ ضدَّ العُثمانيين.

### تمرُّد الإنكشارية

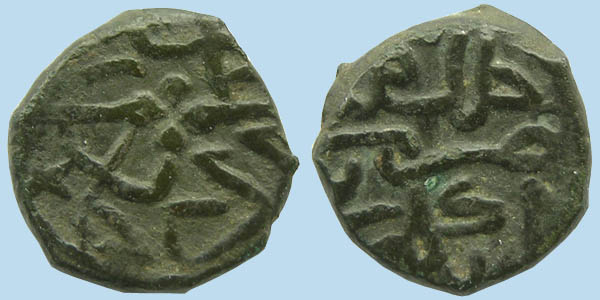
سكَّة نقديَّة ضُربت باسم السلطان مُحمَّد بن مُراد. يُروى أنَّ تخفيض السلطان زنة الآقچة كانت سببًا في تمرُّد الإنكشارية على حُكمه.

استُقبل السلطان مراد استقبال الفاتحين بِمُجرَّد عودته إلى أدرنة، لكنَّهُ لم يلبث فيها طويلًا، ورجع إلى عُزلته في مغنيسية وفق أكثر الروايات شُيُوعًا، دون أن يستثمر انتصاره الكبير، لكنَّ الأحداث السياسيَّة المُستجدَّة حتَّمت عليه العودة إلى العمل السياسي مرَّة أُخرى، ويبدو أنَّ لِذلك علاقة - وفق إحدى الروايات - بِالمدى الذي وصلت إليه العلاقة بين السلطان مُحمَّد الثاني والصدر الأعظم خليل باشا الجندرلي من توتُّر، بِالإضافة لِتجدُّد الأخطار الأوروپيَّة، أو بِسبب خطأ وقع من السلطان الفتى وأثار غضب الإنكشاريَّة. تقول إحدى الروايات أنَّ العلاقة بين الصدر الأعظم والسلطان مُحمَّد تفجَّرت على الأرض، في ظل الخِلاف الذي نشب بين الشيخ درويش الحُرُوفي، أحد زُعماء الطائفة الحُرُوفيَّة الشيعيَّة الذي تقرَّب من السلطان اليافع وحاول استمالته إلى مذهبه فشُمل بِحمايته، وبين كُلٍ من المُفتي فخر الدين العجمي والصدر الأعظم. وممَّا زاد العلاقة تأجُجًا، الاختلاف في وجهات النظر بِشأن الصُلح الذي عقدته الدولة العُثمانيَّة مع جُمهُوريَّة البُندُقيَّة والمُماثل في بُنُوده لِلصُلح الذي عُقد في سنة 833هـ المُوافقة لِسنة 1430م، ما دفع الصدر الأعظم إلى تحريك تمرُّدٍ من جانب الإنكشارية المُناوئين لِلسُلطان، ثُمَّ استُدعي مراد الثاني لِلعودة مُجددًا لِتولِّي السُلطة. وبِحسب الرواية الأُخرى فإنَّ السلطان مُحمَّد لمَّا أمسك بِزِمام أُمُور الدولة ضرب السكَّة الجديدة باسمه، وخفَّض زنة الآقچة من 5.75 إلى 5.25، ما أضرَّ بِالجُند وأثَّر بِالسُوق. واتفق أنَّهُ وقع حريقٌ هائل بِأدرنة في تلك الأيَّام، فاحترق قسمٌ مُهمٌّ من المدينة والأسواق، فقام الإنكشاريَّة، الذين لم يكونوا راضين عن وضع الآقچة، بِالتمرُّد، فهجموا على سراي شهاب الدين شاهين باشا الخادم ونهبوها، فهرب هو بِمشقَّةٍ إلى السراي السُلطانيَّة ونجا. واجتمعت الإنكشارية في تلَّة «بُجُق دپَّه» مُقابل السراي المذكورة، وطلبوا زيادة مُرتَّباتهم، فأُجيبوا إلى ذلك، وضُمَّ إلى مُرتَّب كُل واحدٍ منهم نصف آقچة، فسكنت فتنتهم.
رُغم ذلك، أبدى الإنكشاريُّون ازدراءً بِسُلطانهم الصغير، ومالوا إلى أبيه، فاقتنع أركان الدولة، وعلى رأسهم الصدر الأعظم خليل باشا الجندرلي، بِألَّا حل لِلمسألة سوى ارتقاء مراد الثاني لِلعرش مرَّةً أُخرى كي لا تستمر هذه الأزمة، فأرسل وغيره من الوُزراء دعوةً إلى مراد الثاني لِلحُضُور وترجُّوه رجاءً حتَّى قبل أن يعود بعد تردُّدٍ طويل، وخدع خليل باشا السلطان مُحمَّد عندما اقترح عليه أن يعرض السلطنة على والده تطييبًا لِقلبه وخاطره، وأكَّد عليه أنَّ الأخير لن يقبلها وأنَّهُ سيُفضِّل البقاء في عُزلته، وأنَّ ذلك سيكون سببًا لازدياد حُبِّ الوالد لِابنه وتقديره إيَّاه، فصدَّق الفتى هذا الكلام ورتَّب مجلسًا عاليًا محفوفًا بِالوُزراء والوُكلاء والأُمراء، واستقبل فيه والده ما أن وصل، فقبَّل يده والتمس منه أن يجلس على تخت المُلك ويقبل بِالسلطنة ويعود هو إلى إقطاعه مغنيسية، فلم يتردَّد مراد في القُبُول، ودعا لِولده وأعاده إلى مغنيسية، وعيَّن صاروجة باشا وزيرًا له، فلم يجد السلطان مُحمَّد بدًّا من الامتثال لِأمر أبيه، وعلم أنَّ هذا من سعي وتدبير خليل باشا، فأسرَّها في نفسه حتَّى حين. ويُقال أنَّ مُرادًا الثاني لمَّا قدم - في أوائل سنة 1445م - ودخل العاصمة، نزل بِتلَّة «بُجُق دپَّه» حيثُ اجتمع عليه الإنكشارية وبايعوه على السمع والطاعة، وأعادوه إلى السلطنة، فأجابهم في سبيل إخماد فتنتهم وإعادة الهُدُوء إلى أدرنة. ومن الجدير بِالذِكر أنَّ هذه الحركة كانت أوَّل فتنةٍ يُشعلها الإنكشارية في الدولة العُثمانيَّة.

### مُحاولة فتح المورة

خريطة برزخ كورنثة، ويظهر فيها سد كرمه حصار أو أسوار هيكساميليون.

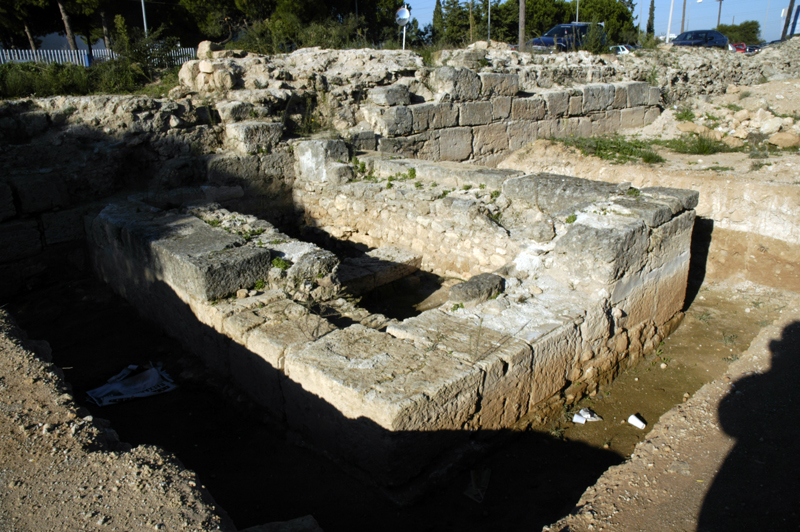
أطلال إحدى أبراج سد كرمه حصار.

أمضى السلطان مراد شتاء سنة 850هـ المُوافقة لِسنة 1446م في أدرنة، وعقد العزم على التوجُّه في الربيع لِلتصدِّي لِأولئك الذين تحدُّوا السُلطة العُثمانيَّة، لِفرض هيبة الدولة من جهة ولِإشغال الإنكشارية بِالحرب كي لا يرجعوا إلى إقلاق راحة الدولة من جهةٍ أُخرى. وكان الأمير الرومي قُسطنطين بن عمانوئيل، الذي وقف ضدَّ العثمانيين في بلاد اليونان، المُستهدف الأوَّل. وكان الأمير المذكور قد استغلَّ انشغال العثمانيين بِالحُرُوب البلقانيَّة، فاستولى على المُدن الموريَّة التي كانت لِلسلطنة، ولم يكتفِ بِذلك، بل استمرَّ في التوجُّه إلى شمال اليونان حيثُ استولى على بعض الأماكن في تسالية. بل تذكر إحدى الروايات أنَّهُ تجاوز حُدوده إلى درجة أنَّهُ قام بِمُطالبة مراد الثاني بِالتخلِّي عن الأراضي الواقعة في شمال برزخ كورنثة. وكان قد أصلح أسوار هيكساميليون، كما أُسلف، التي امتدَّت على طول برزخ كورنثة وشكَّلت سدًا كبيرًا حال دون فتح المُسلمين لِلمورة. وهذا السد، الذي سمَّاه العُثمانيُّون «كرمه حصار»، كان قد استُحكم بِالعديد من الأبراج والقلاع المنيعة، كما حُفر على أطرافه خندقٌ عميق، ووقعت مدينة كورنثة خلفه، لِذلك كان فتح المورة موقوفًا على فتح تلك الأبراج والقلاع. أضف إلى ذلك، تمكَّن قُسطنطين وأخاه توما من استرداد بضعة مُدنٍ موريَّة كانت تحت إدارة اللاتين، باستثناء مدينتيّ كورونة ومودونة، الواقعتين في الجنوب، واللتان بقيتا في حُكم المُستعمرات البُندُقيَّة، ويُذكر أنَّ البنادقة طلبوا منهما ترك سد وحُصُون كرمه حصار لهم؛ بِغية الدفاع عنها ضدَّ العثمانيين على وجهٍ أحسن من دفاعهما عنها. ومن جهةٍ أُخرى، فقد طلب أمير آتيكة الفلورنسي «نيرون آچايولي»، الذي أُجبر على الاعتراف بِالسيادة الروميَّة كما أُسلف، حماية الدولة العُثمانيَّة، ودخل تحت تبعيَّتها.
أمام هذه الوقائع، عزم السلطان مراد على فتح المورة وإلحاقها بِالممالك العُثمانيَّة، فدعا طُرخان بك، وكان صاحب خبرة واسعة في تلك الثُغُور من مُدَّةٍ مديدة، ويعلم مداخل تلك البلاد ومخارجها، فسيَّرهُ السلطان على مُقدِّمة الجيش، وسار هو أيضًا مع بقيَّة العسكر في عقبه من طريق سيروز. ولمَّا وصل العُثمانيُّون إلى سد كرمة حصار، سلَّط السلطان مراد مدافعه على الأسوار وأمعن فيها قصفًا حتَّى أحدث فيها ثلمًا دخلت منهُ الجُنُود إلى مدينة كورنثة ففتحتها عنوةً بعد حصارٍ وقتالٍ دام أيَّامًا، وكان هذا الفتح في شهر رمضان من سنة 850هـ المُوافق فيه شهر كانون الأوَّل (ديسمبر) 1446م، واغتنم العسكر بِغنائم لم يُسمع بِمثلها، لِدرجة أنَّ الجارية الحسناء كانت تُباع بِمائة آقچة. تقدَّم العُثمانيُّون بعد ذلك حتَّى فتحوا مدينة باللوبادرة (بتراس)، وأقاموا فيها حامية. ولمَّا تردَّت الأوضاع على هذا النحو، لم يجد أمير المورة قُسطنطين ملاذًا من اللُجوء إلى مراد الثاني، حيثُ أمَّن على كيانه من خلال المُوافقة على الشُرُوط التي فُرضت عليه، ومنها هدم الأماكن السليمة من سد كرمه حصار، وقُبُول الحُكم العُثماني، ودفع خِراج سنوي إلى الخزينة العُثمانيَّة. والحقيقة أنَّ السلطان مراد كان في نيَّته أن يستمر في عمليَّة الفتح لولا ازدياد فتنة إسكندر بك في الأرناؤوط، فاضطرَّ لِلتحوُّل إلى تلك البلاد لِقمع الفتنة، فصالح الأمير البيزنطي على ما ذُكر.

### فتنة إسكندر بك وواقعة قوصوه الثانية

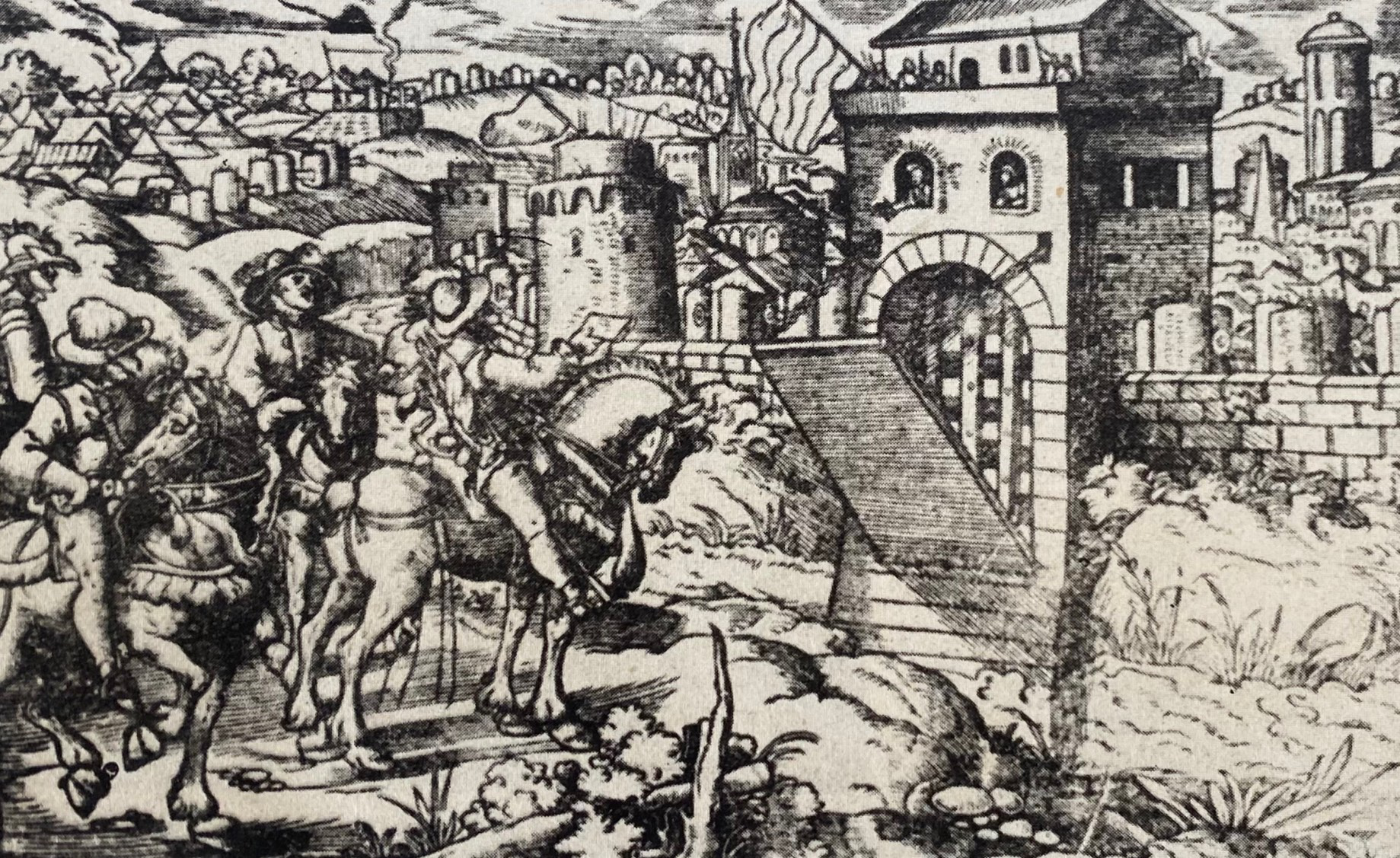
طبعة خشبيَّة تُصوِّرُ وُصُول إسكندر بك إلى مدينة آقچة حصار.

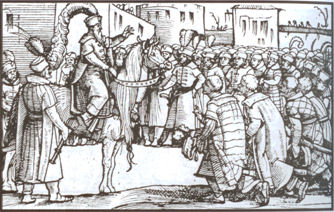
طبعة خشبيَّة تُصوِّر إسكندر بك وهو يخطب في زُعماء قبائل الأرناؤوط ويُحرِّضهم على العُثمانيين.

كان إسكندر بك قد استغلَّ انشغال السلطان مراد بِمُحاربة الصليبيين وانكسار العثمانيين في بضعة وقعات، كما أُسلف، فكشف عن نواياه الحقيقيَّة وأظهر ما ما يكُنُّه صدره، فانسحب مع 300 من جُنُوده الأرناؤوطيين، بُعيد هزيمة العثمانيين في معركة نيش بِأُسبُوعٍ واحد، وقيل قبل نُشُوب المعركة بِفترةٍ وجيزة، واستولى على مدينة آقچة حصار من أعمال الأرناؤوط الشماليَّة، وألزم باشكاتب السلطان على أن يمضي لهُ أمرًا بِتوجيه إدارة المدينة المذكورة إليه، وأخذ هذا الأمر المُزوَّر بعد أن قتل مُمضيه خوفًا من إفشاء سرِّه وسار إلى تلك المدينة ودخلها بعد أن أبرز الوثيقة إلى صاحب القلعة، ثُمَّ قتل كُل المُسلمين فيها، واستدعى إليه رُؤساء قبائل الأرناؤوط، واجتمع بهم في كنيسة القدِّيس نقولا في بلدة ليجه، التي كانت تحت إدارة البنادقة، وأظهر لهم مشروعه وهو استخلاص البلاد من يد العُثمانيين، فوافقه أغلبهم على ذلك وأمدُّوه بِالمال والرجال، فسار معهم وطرد الحاميات العُثمانيَّة من مُعظم أنحاء البلاد، وبسط نُفُوذه على شمالها. بعد ذلك ارتدَّ إسكندر بك عن الإسلام إلى المسيحيَّة، وعاد إلى اسمه السابق أي جرجس كستريو، رُغم أنَّهُ بقي مشهورًا باسمه الإسلامي. وفي يوم الإثنين 12 ربيع الأوَّل 848هـ المُوافق فيه 29 حُزيران (يونيو) 1444م، التقى إسكندر بك بِعلي بك بن أفرنوس في أوَّل معركةٍ له ضدَّ القُوَّات العُثمانيَّة، في قرية «تورفيوللي» بِجوار مدينة دبرة، ومع أنَّهُ خسر في هذه المعركة نحو أربعة آلاف مُقاتل، فإنَّهُ نجا من الموت؛ وعدَّ الأرناؤوطيين هذه النجاة انتصارًا. وفي 9 رجب 849هـ المُوافق فيه 10 تشرين الأوَّل (أكتوبر) 1445م، تقدَّم جيشٌ عُثمانيٌّ آخر تراوح تعداده بين 9,000 و15,000 جُندي بِقيادة فيروز باشا، لِقتال إسكندر بك الذي وسَّع نطاق غاراته حتَّى بلغت أطراف مقدونية، فأدرك الجواسيس الأرناؤوطيين هذا التحرُّك العسكري وأعلموا إسكندر بك، فما كان منه إلَّا أن استدرج العثمانيين إلى وادي يعقوبجه وسدَّ مُعظم معابره، ثُمَّ انقضَّ عليهم بِرجاله فقتل منهم نحو 1,500 رجُل من بينهم فيروز باشا. وفي 7 رجب 850هـ المُوافق فيه 27 أيلول (سپتمبر) 1446م، دفع السلطان بِجيشٍ آخر لِقتال إسكندر بك وإعادته إلى الطاعة، لكنَّه انتصر عليه أيضًا.
ولمَّا فرغ السلطان مراد من المورة، واستتبَّ الأمن في بلاد اليونان، جمع جيشًا جرَّارًا وتوجَّه بِنفسه لِقمع الثائر الأرناؤوطي بعد أن تجاوز الحد في العصيان والتمرُّد، واستصحب معهُ في هذه الغزوة ولده الشاهزاده مُحمَّد، فسار واستردَّ من إسكندر بك بعض المُدن المُهمَّة، مثل «قوجه جق»، ثُمَّ حاصرة قاعدته آقچة حصار شهرين، وقاتل المحصورين أشدَّ قتال، ثُمَّ قطع مياههم، فاشتدَّ الأمر عليهم وطلبوا الأمان من السُلطان، وسلَّموه المدينة سلمًا. ولم يتمكَّن السلطان من القبض على إسكندر بك لِهُروبه واعتصامه في الجبال، كما لم يتعقَّبه أو يسترجع باقي البلاد التي استولى عليها بسبب ما بلغه من عودة الاضطرابات مع بلاد المجر.

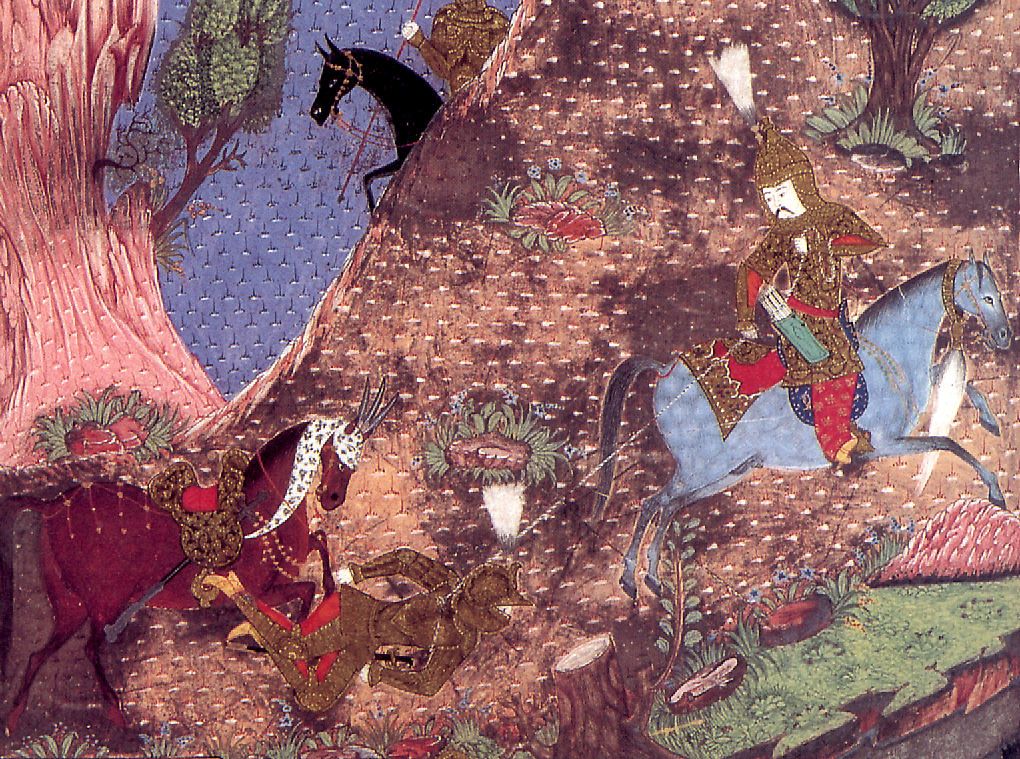
مُنمنمة عُثمانيَّة تُصوِّرُ آقنجيًّا يجُرُّ ورائهُ فارسًا صليبيًّا بعد أن ربطه بِأُنشُوطة خِلال معركة قوصوه.

كان يُوحنَّا هونياد، الذي أصبح وصيًّا على عرش مملكة المجر لِصغر سن ملكها لاديسلاس، قد أغار على بلاد الصرب انتقامًا من العثمانيين لِيُعيد لِنفسه بعض ما فقد من الشرف في واقعة وارنة، وقرَّر توجيه ضربته في ذاك الوقت بِالذات للاستفادة من المُشكلة الأرناؤوطيَّة، فطلب المُساعدة من الأوروپيين ووُفّق في تشكيل قُوَّةٍ من الألمان والإيطاليين والمجريين والبوهيميين والأفلاقيين، كما انضمَّ إليه بعض الأرناؤوطيين، وكان إسكندر بك نفسه قد تعهَّد بِالالتحاق بِالجيش الصليبي الجديد، على رأس قُوَّةٍ، إلَّا أنَّ الحركة السريعة التي قام بها الجيش العُثماني وإجبارهم إسكندر بك على الهُرُوب والالتجاء إلى الجبال، لم تمنح أي فُرصة لِتحقيق ذلك. توغَّل هونياد في بلاد الصرب حتَّى وصل إلى سهل قوصوه (كوسوڤو)، وأمل أثناء توغُّله بِمُساعدة الصربيين له، غير أنَّ جُريج برانكُڤيچ رفض الاستجابة إلى نداء التعاون والمُساعدة الذي وُجِّه إليه، وظلَّ أمينًا على قسمه الذي أعطاه لِمراد الثاني سابقًا، وحذَّره من قيام حلفٍ صليبيٍّ ضدَّه، فارتدَّ السلطان إلى صوب صوفية واستنفر أُمراء الروملِّي، وكذلك أرسل إلى أُمراء الأناضول يأمرهم بإرسال الجُنُود إلى الجانب الأوروپي، ومن الجدير بِالذكر أنَّ الأمير القرماني إبراهيم بك بن مُحمَّد أرسل قُوَّات مُساندة لِلعُثمانيين دون أن يُطلب منه ذلك. وصل عدد أفراد الجيش العُثماني إلى حوالي 60,000 جُندي، بينما تراوح عدد أفراد الجيش الصليبي بين 22,000 و30,000 جُندي، وقضت خطَّة الحاكم المجري التوغُّل بعيدًا في عُمق الأراضي العُثمانيَّة لِتأمين اتصال مع حليفه إسكندر بك كي يتلقَّى مُساعدته، ورُبما لِكي يقطع المُمتلكات العُثمانيَّة في أوروپَّا إلى شطرين، وأرسل إلى أمير الأفلاق ڤلاد دراكول كي يُغير مع عساكره على أطراف نيكوبُلي، فاتفق واليها مُحمَّد بك بن فيروز ومصطفى بك بن حسن وعيسى بك بن أوزغور، فبيَّتوا عسكر الأفلاق (هاجموهم ليلًا) وأكثروا فيهم القتل والأسر، وتفرَّقت بقيَّتهم، فأرسل مُحمَّد بك جماعة من الأسرى مع رؤوس القتلى إلى ركاب السُلطان، فتفائل بِذلك السلطان وفرح، وارتحل من صوفية إلى جانب العدو حتَّى لقيهم في سهل قوصوه. فوجئ هونياد بِالقُوَّات العُثمانيَّة قد وصلت قبل أن تصل قُوَّات إسكندر بك، فاضطرَّ إلى دُخُول المعركة، التي دامت ما بين يومين إلى ثلاثة أيَّام. مرَّ اليوم الأوَّل، الذي صادف الخميس 18 شعبان 852هـ المُوافق فيه 17 تشرين الأوَّل (أكتوبر) 1448م، بِبعض المُصادمات. أمَّا في اليوم الثاني، أي الجُمُعة 19 شعبان المُوافق فيه 18 تشرين الأوَّل (أكتوبر)، فقد وقعت معركة كبيرة بدأت في ضُحوة ذلك اليوم وامتدَّت إلى الغُرُوب ولم تنقطع، فتحارب الفريقين إلى الصباح ثُمَّ إلى نصف النهار، فانكسر الأفلاقيُّون والمجريُّون انكسارًا عظيمًا، ولاذوا بِالفرار في حالةٍ بائسة، ولم يجد يُوحنَّا هونياد أمامه سوى الهرب لِلنجاة بِحياته من موتٍ مُحقق. وفي اليوم الثالث، الذي وافق السبت 20 شعبان المُوافق فيه 19 تشرين الأوَّل (أكتوبر)، دُمِّرت القُوَّات الألمانيَّة التي كانت تستند إلى المدافع، ووقع الكثير من أفرادها في الأسر. وهكذا، قُدِّر لِمراد الثاني أن ينتصر نصرًا مُبينًا على جيشٍ صليبيٍّ في ذات الموقع الذي انتصر فيه جدُّ أبيه مراد الأوَّل على حلفٍ صليبيٍّ آخر قبل 59 سنة. أمَّا هونياد، فقد حاول بعد المعركة أن يشُقَّ طريقه عبر نهر الطونة، فوقع في أيدي الصربيين، واضطرَّ أن يعقد صُلحًا لم يكن في مصلحته. وتجدر الإشارة إلى أنَّ حجم الآمال التي كان يُعلِّقها الصليبيُّون على وارنة أكبر بِكثير من حجم الآمال التي كانوا يُعلِّقونها على قوصوه، ولكنَّهم في كُل الأحوال قاموا بِالمُحاولة السادسة والأخيرة التي أملوا منها إخراج المُسلمين من البلقان، وذلك أنَّهم تحوَّلوا بعدها إلى موقف المُدافع وليس المُهاجم، وقد توقَّفت أوروپَّا بعد واقعة قوصوه الثانية لِعُصُورٍ طويلة عن التفكير في إخراج العثمانيين من جنوب الطونة.

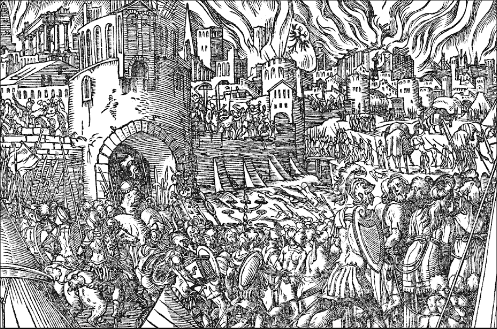
طبعة خشبيَّة تُصوِّرُ حصار العثمانيين لِآقچة حصار سنة 854هـ المُوافقة لِسنة 1450م.

نتج عن انتصار مراد الثاني سيطرته على شبه جزيرة البلقان بِكاملها تقريبًا، وبعد أن فتح مدينة آرتا في سنة 853هـ المُوافقة لِسنة 1449م، لم يبقَ عليه سوى القضاء على إسكندر بك المُتحصِّن في الجبال الغربيَّة مع ثُوَّاره، فعاد لمُحاربته واصطحب معه وليّ عهده مُحمَّد، وحاصرا مدينة آقچة حصار لِلمرَّة الثانية في 2 ربيع الآخر 854هـ المُوافق فيه 14 أيَّار (مايو) 1450م. دام الحصار العُثماني لِلمدينة المذكورة خمسة أشهر، دافعت خلالها حامية المدينة دفاعًا شرسًا عن مواقعها. ويُذكر أنَّهُ بِالإضافة إلى الأرناؤوطيين، كان هُناك مُرتزقةٌ ألمان وفرنسيين وإنگليز وصربيين يُدافعون عن القلعة، وكان معهم ثلاثون مدفعًا تُستخدم بِإدارةٍ فرنسيَّة، وتولَّى قيادتهم قُمَّسًا نبلطانيًّا يُدعى «أورانا». قصف العُثمانيُّون أسوار المدينة بِمدافعهم، التي تزن قذيفتها قنطارين، طيلة الأشهر الخمس، لكنَّهم عجزوا عن فتحها، ولعلَّ سبب ذلك هو: موقع المدينة المُستحكم، إذ كانت تقع على تلَّةٍ مُرتفعة، وضعف الجُيُوش العُثمانيَّة التي أنهكتها الحُرُوب المُتواصلة، وقُرب حُلُول فصل الشتاء، كما وردت أنباء تُفيد باستعداد القُوَّات المجريَّة لِلقيام بِهُجُومٍ جديدٍ على الأراضي العُثمانيَّة. لِذلك، عرض السلطان مراد الصُلح على إسكندر بك مُقابل الاعتراف به أميرًا على بلاد الأرناؤوط لِقاء جزيةٍ سنويَّةٍ يدفعها لِلدولة العُثمانيَّة. لكنَّ إسكندر بك رفض عرض الصُلح، على الرُغم من أنَّهُ كان يُعاني من انفضاض زُعماء القبائل من حوله بِسبب سياسته المركزيَّة، كما لم ينجح في كسب تأييد البنادقة، فاضطرَّ مراد الثاني أن يرفع الحصار في أواخر رمضان المُوافق لِأواخر تشرين الأوَّل (أكتوبر)، وعاد إلى أدرنة عاصمة ممالكه لِيُجهِّز جُيُوشًا جديدة كافية لِقمع هذا الثائر، لكنَّ الأجل كان لهُ بِالمرصاد.

## وفاة مراد الثاني

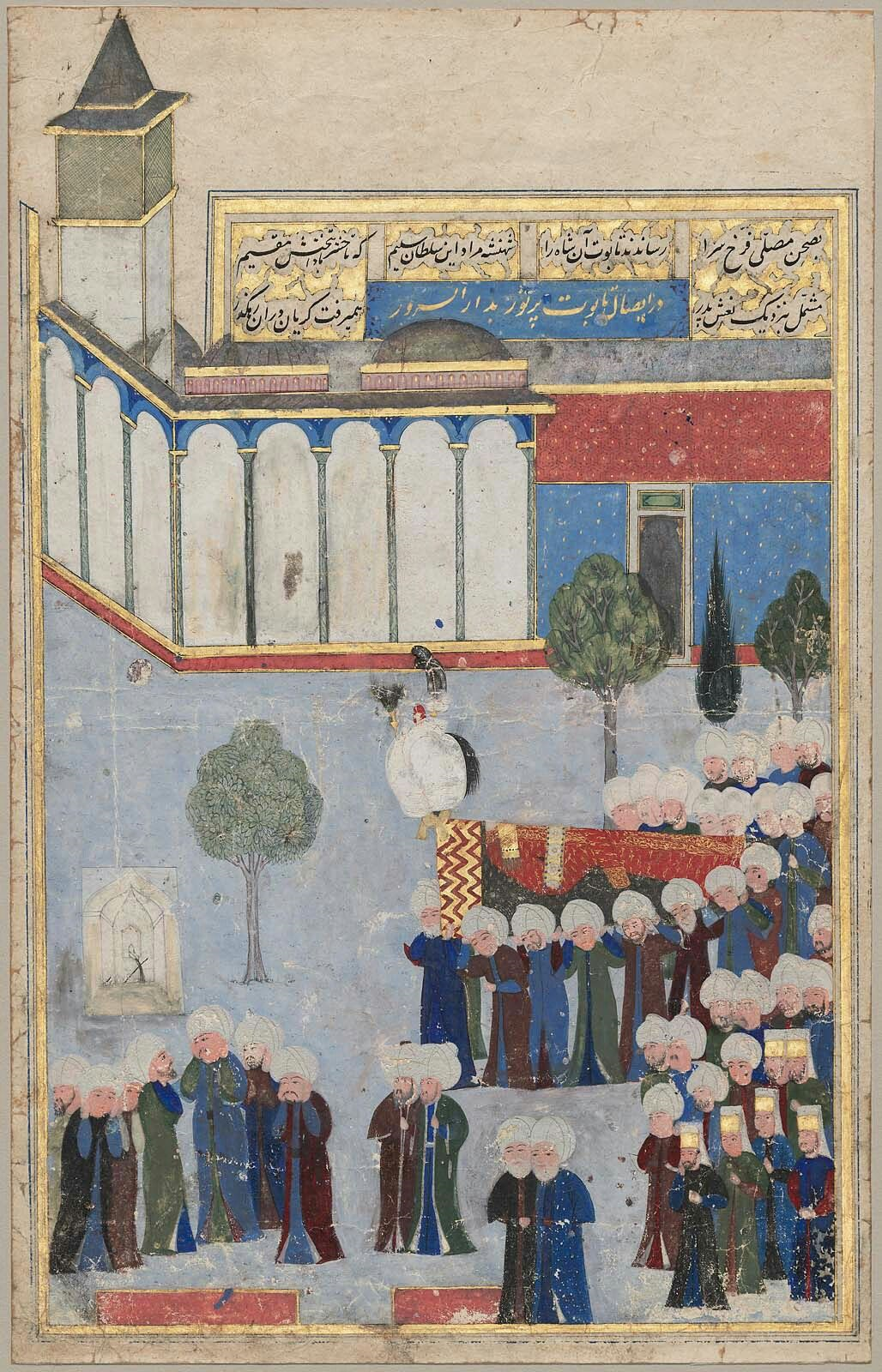
منمنمة عُثمانيَّة تُصوِّرُ تشييع السلطان مراد الثاني إلى مثواه الأخير.

تُوفي مراد الثاني في السراي السُلطانيَّة بِأدرنة، وتختلف الروايات حول تحديد طريقة وفاته؛ فبناءً على إحداها، كان السلطان يتجوَّل في جزيرة «كرشجي» الواقعة على نهر مريچ، وفي أثناء عودته منها راكبًا فرسه، أخذه البرد فمرض. وبِموجب روايةٍ أقوى من السالفة أنَّهُ تُوفي إثر إصابته بِمرض النزلة الوافدة. وهُناك رواية تقول أنَّ السلطان خرج يومًا إلى الغابات والبساتين لِلتفرُّج والتنزُّه، فلمَّا عاد منها صادف على جسر «أدَّه كوي» شيخًا نورانيًّا في زي الصوفيَّة، فنظر إليه (أي إلى السُلطان) وقال له: «أيُّهَا السُلطَانُ قَد تَمَّ أَمرُ الدُّنيَا، فَتَجَهَّز لِلآخِرَةِ وَسَفَرِهَا، وَتُب إِلَى الله وَأَنِب إِلَيهِ». فتأثَّر السلطان من هذا الكلام وبكى، وأشهد وزيريه إسحٰق باشا وصاروجة باشا على توبته وإنابته هُناك - وكانا معاه في النُزهة - ولمَّا دخل أدرنة عرضهُ صُداعٌ مُفرط واشتدَّ به المرض إلى أن تُوفي بعد ثلاثة أيَّام. وإن كان هُناك اتفاقٌ في سنة الوفاة بِشكلٍ عام، فإنَّ هُناك اختلافًا في اليوم والشهر. فبِمُوجب المصادر العُثمانيَّة، تُوفي هذا السلطان في أوَّل أربعاء من شهر مُحرَّم بعد أن وقع طريح الفراش لِمُدَّة ثلاثة أيَّام، حيثُ مات في اليوم الثالث؛ وأوَّل مُحرَّم سنة 855هـ يُصادف يوم الأربعاء الثالث من شُباط (فبراير) 1451م، وقيل تُوفي يوم الجُمُعة 3 مُحرَّم المُوافق فيه 3 شُباط (فبراير)، وقيل غير ذلك. وتذكر بعض المصادر الغربيَّة أنَّ مراد الثاني تُوفي يوم الثُلاثاء 7 مُحرَّم المُوافق فيه 9 شُباط (فبراير)؛ ويبدو أنَّ الأصح هو يوم الأربعاء 1 مُحرَّم المُوافق فيه 3 شُباط (فبراير)، نظرًا لأنَّهُ التاريخ المنقوش على قبر السلطان في بورصة. وبناءً على تواريخ ميلاد مراد الثاني، فإنَّهُ لمَّا تُوفي تراوح عُمره ما بين 47 و49 سنة، وبلغ مجموع سلطنتيه 29 سنة، وإجمالي المُدَّة من جُلُوسه لِحين وفاته: 29 سنة و10 أشهر و26 يومًا.
كتب السلطان مراد وصيَّةً إلى ولده وهو على فراش الموت، وجمع الوُزراء لِيكونوا شُهداء عليها، وأوصاهم بِحُسن الانقياد لِوليِّ عهده مُحمَّد، ومن أبرز ما ذُكر في الوصيَّة: تعيين خليل باشا الجندرلي وصيًّا ومُرشدًا لِلسلطان الجديد، وأن يسعى الأخير لِفتح القُسطنطينيَّة، فإنَّ هذا الهدف هو أهم أساس ينبغي العمل على تحقيقه، وطلب ألَّا تُسدَّد نفقات جنازته ودفنه من خزينة الدولة، وبيع خاتمه المُرصَّع بِحجر الياقوت الأحمر المُثقَّب بِوزن مثقال بِالإضافة لِخاتمه الألماسي، أو رهنهما إذا لم يُباعا لِتسديد نفقات الجنازة. كما طلب أن يكون سقف تُربته وقبره مكشوفًا دون قبَّة، فقال: «لَا تَبنُوا لِي ضَرِيحًا كَمَا يُبنَى لِلسَّلَاطِين العُظَمَاء. لَا تَبنُوا سِوَى جِدَار عَلَى أَربَعَةِ أَطرَافِ قَبرِي. لَا تَسقِفُوا فَوقِي لِكَي يَهطِلَ المَطَرُ رَحمَةُ الله فَوقِي». وبِمُوجب وصيَّتُه تُرك قبره مكشوفًا.
استنادًا إلى المُمارسة سارية المفعول مُنذُ وفاة السلطان مُحمَّد الأوَّل، أخفى الوُزراء خبر موت السلطان مراد عن الجيش بِفعل ما قد يُسببه الإعلان من أخطار انتقال السُلطة من عهدٍ إلى عهد. لِذلك، جرى التكتُّم على هذا الأمر ما بين 12 و13 يومًا، وبِمُوجب رواية أُخرى 16 يومًا، إلى حين وُصُول السلطان مُحمَّد من مغنيسية إلى أدرنة، فأمر بِإرسال جُثمان أبيه إلى بورصة لِيُدفن في التُربة المُعدَّة لِأجله، التي عُرفت فيما بعد بـ«الكُليَّة المُراديَّة»، وبهذا كان مراد الثاني ثاني سُلطانٍ عثماني يُخفى نبأ موته بعد السلطان مُحمَّد الأوَّل، وآخر من دُفن في بورصة من السلاطين العُثمانيين، إذ أنَّ جميع السلاطين الذين تلوه دُفنوا في إستنبول وقليلٌ منهم دُفن في غيرها من مدائن الدولة العُثمانيَّة.

## أهميَّة مراد الثاني

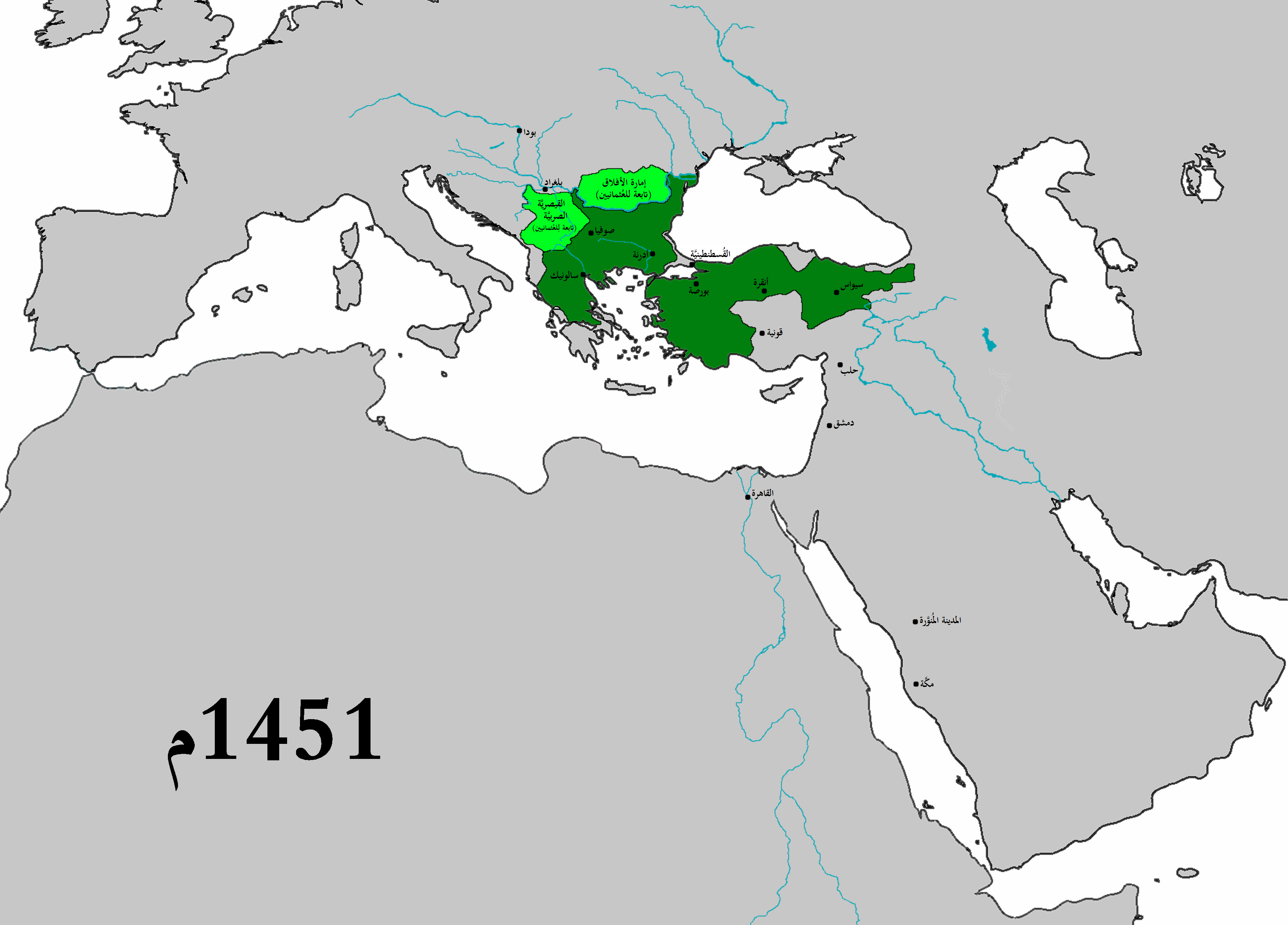
الحُدُود التقريبيَّة لِلدولة العُثمانيَّة عند وفاة السلطان مراد الثاني.

تتجلَّى أهميَّة مراد الثاني في جانبين: الأوَّل هو إعادته الدولة العُثمانيَّة إلى سابق مجدها وقُوَّتها، كما كانت قبل هزيمة أنقرة على يد المغول التيموريين، مما جعله جديرًا بِالاشتراك مع والده مُحمَّد في حمل لقب الباني الثاني لِلدولة العُثمانيَّة. وقد حاول مراد الثاني في البداية أن يتفادى الارتباط القوي بِالمفهوم الإسلامي العالي، ونظام الدولة المركزيَّة، كما فعل جدُّه بايزيد الأوَّل، وذلك بِسبب الوضع في الأناضول. أمَّا أهميَّة مراد الثاني الأُخرى فتتجلَّى بِالجانب الثقافي، إذ سجَّل عهده نهاية الثقافة العُثمانيَّة المُتأثِّرة بِالثقافتين العربيَّة والفارسيَّة، من واقع ظُهُور أولى المُؤلَّفات المُسهبة بِاللُغة التُركيَّة التي أخذت تحل محل لُغتي الأدب العربيَّة والفارسيَّة، بل إنَّهُ أحيا التقليد الغُزِّي القديم في مُواجهة ادعاءات شاهرُخ بن تيمورلنك الذي شاء مُواصلة سياسة والده في الأناضول، فحاول الضرب على وتر تفوُّق عشيرة قايى حتَّى يُحطِّم النُفُوذ التيموري في الأناضول، ولا شكَّ بِأنَّ هذا التمسُّك بِالتقاليد الغُزيَّة التُركمانيَّة الذي انعكس حتَّى على التواريخ العُثمانيَّة في القرنين الخامس عشر والسادس عشر الميلاديين، والسعي إلى تحويل اللُغة التُركيَّة إلى لُغةٍ أدبيَّةٍ مُتقدِّمةٍ، إنَّما كان من ثمرات تلك الجُهُود وحدها.
أمر السلطان مراد بِترجمة العديد من المُؤلَّفات والكُتُب إلى اللُغة التُركيَّة، وكان من أهم تلك المُؤلَّفات التي كُتبت بِأمر هذا السُلطان: كتاب «تواريخ آل سُلجُوق» الذي يحوي تقاليد قبائل الغُز، لِمُؤلِّفه علي أفندي اليازجي؛ وكتاب «دانشمندنامه» الذي يتناول فتح الأناضول في القرن الحادي عشر الميلادي، لِمُؤلِّفه المُلَّا عارف علي؛ وكتاب «خسرو وشيرين» لِمُؤلِّفه «شيخي»؛ وكتاب «قابوسنامه» لِمُؤلِّفه «مرجمك أحمد»؛ وغير ذلك من المصادر القيِّمة، من حيث تاريخ اللُغة التُركيَّة. وكان من أهم تلك الكُتُب أيضًا كتاب «المُحمَّديَّة»، وهو من كُتُب الأدب الديني النادرة، لِمُؤلِّفه مُحمَّد أفندي اليازجي. ومن المعروف أنَّ السلطان مراد كان يطلب أن تكون الترجمة إلى التُركيَّة واضحة، إذ أنَّ كتاب «قابوسنامه» الذي ترجمه «مرجمك أحمد» من اللُغة الفارسيَّة، عهد به السلطان إلى المُترجم المذكور لمَّا رأى أنَّ النُسخ المُترجمة السابقة - التي قام بها آخرون - لم تكن على المُستوى المطلوب من الوُضُوح والبساطة. نتيجة هذه الحركة الثقافية، يعتبر بعض القوميُّون الأتراك والمُستشرقون أنَّ مراد الثاني كان من رُوَّاد التتريك، فيقول «پول ويتك» أنَّ مُرادًا أخذ هذه الآراء «القوميَّة» في شبابه لمَّا كان واليًا على أماسية؛ فمُنذُ عهد الدانشمنديين، كانت هذه المنطقة مُحافظة على التقاليد والعادات التُركيَّة، حيثُ أصبحت أهم عامل في قيام الدولة العُثمانيَّة بعد تجميع أوصالها بِـ«الرُّوح الوطنيَّة»، التي منحتها لِلسلطان مُحمَّد الأوَّل بعد كارثة أنقرة، ثُمَّ لقَّنت ابنه مُرادًا الثاني شُعُورًا وطنيًّا قويًّا بِحيثُ يقوم بِفتح تيَّار التتريك.

## شخصيَّته وصفاته
| «حلمتُ ليلة أمسٍ بِحبيبٍ كالرُّوح رأيتُهُ عليلًا ذاوي البطن فيه أثرُ رُوح أخذتُ شفَّته العليلة بين شفتيّ هذا دواءُ الرُّوح يا طيِّب القُلُوب أدرنة مسكنُ الجميلاتِ يا صديقي ورأيتُ في بورصة فاتناتٌ كثيرات ذبتُ فجأة الليلة في قبلوجة حين رأيتُ فتاةً ممشوقةً تتمايل بِدلالٍ بينما كُنتَ سلطان الآفاق يا مُرادي صرت أسير جميلاتٍ مُكبلًا بِذوائبهن» |
| —غزلٌ منسوبٌ للسلطان مراد الثاني |

وُصف السلطان مراد الثاني بِأنَّهُ مربوع القامة، ومُستدير الوجه، وعريض الصدر، وأشهل العينين، ومُحمرّ اللحية. ولمَّا رآه الرحَّالة البُرغُوني «برتراندون دي لا بروكير» في أدرنة سنة 1432م، صوَّرهُ على النحو الآتي: «كَانَ مُمتَلِئَ الجِسمِ، وَقَصِيرَ القَامَةِ، ومُستَدِيرَ الوَجهِ، تَتَرِيُّ المَلَامِحِ، وَأَسمَرَ البَشَرَةِ، وَصَغِيرَ العَينَينِ قَلِيلًا. عَظمَتَا وَجنَتَيهِ بِارِزَتَانِ، وَلِحيَتِهِ مُدّوَّرَة... كُنتُ أَسمَعُ صَوتَهُ الجَهُورِيُّ وَهُوَ يَتَكَلَّمُ مَعَ مَعِيَّتِهِ». كان مراد الثاني عالمًا وشاعرًا وموسيقيًّا، ومع عهده ظهر النموذج النمطي لِلسلاطين العُثمانيين، فقد كان الاستمتاع بِالمُوسيقى والشعر، ورعاية الفنَّانين - وخاصَّةً المُوسيقيين والشُعراء - من بين الخُصُوصيَّات التي تُميِّزُ هذا النموذج الذي سيستمرُّ قُرُونًا. ومن أبرز الأدلَّة على حُب مراد الثاني لِلمُوسيقى والشعر هو شهادة برتراندون دي لا بروكير سالِف الذِكر، الذي قال بِوُجُود الشُعراء العازفين في السراي السُلطانيَّة بِأدرنة، وأنَّ السلطان كان يُحب الاستماع إلى ملاحم البُطُولة التي يُلقيها الشُعراء العازفون على مسمعه.
اتخذ مراد الثاني اسم «مُرادي» الفنِّي اسمًا مُستعارًا له في قصائده، وبِحسب ما ورد في «مُذكرات لطيفي» فإنَّه نادرًا ما كان يُلقي الشعر، ولكنَّهُ استمع بِتقديرٍ وانتباهٍ لِلقصائد التي كانت تُلقى مرَّتين في الأُسبُوع؛ حيثُ يجتمع الشُعراء والعُلماء، ويُعيِّن مُناقشين يُناقشون موضوعًا كُل أُسبوع. ويقول الدكتور مُحمَّد حرب أنَّ مراد الثاني «وإن كان مُقلًّا وكان ما وصل الباحثين من شعره قليلًا، لكنَّ فضله على الأدب والشعر لا يُجحد، لأنَّ نِعَمَهُ حلَّت على الشُعراء الذين كان يدعوهم إلى مجلسه يومين في كُل أُسبوع لِيقولوا ما عندهم، ويأخذوا بِأطراف الحديث والأسمار بينهم وبين السُلطان، فيستحسن أو يستهجن، ويختار أو يطرح، وكثيرًا ما كان يسُدُّ عوز المعوزين منهم بِنائلة الغمر أو بِإيجاد حرفةٍ لهم تدُرُّ الرزق عليهم حتَّى يُفرِّغوا هُمُوم العيش ويتوفروا على قول الشعر، وقد أنجب عصره كثيرًا من الشُعراء»، ووصل به الأمر أن كان الشُعراء يُرافقونه في جهاده.
توافد المُوسيقيُّون إلى البلاط العُثماني من كُلِّ حدبٍ وصوب طوال فترة حُكم مُراد الثاني، فعلى سبيل المِثال، قدَّم أُستاذ الموسيقى الكبير عبد القادر بن عيني المراغي نسخة من كتاب نظريَّته الموسيقيَّة «مقاصد الألحان في تأليف النغم والأوزان» هديَّةً إلى مراد الثاني، وهي موجودة اليوم في جناج «أريوان» في سراي طوپ قاپي.

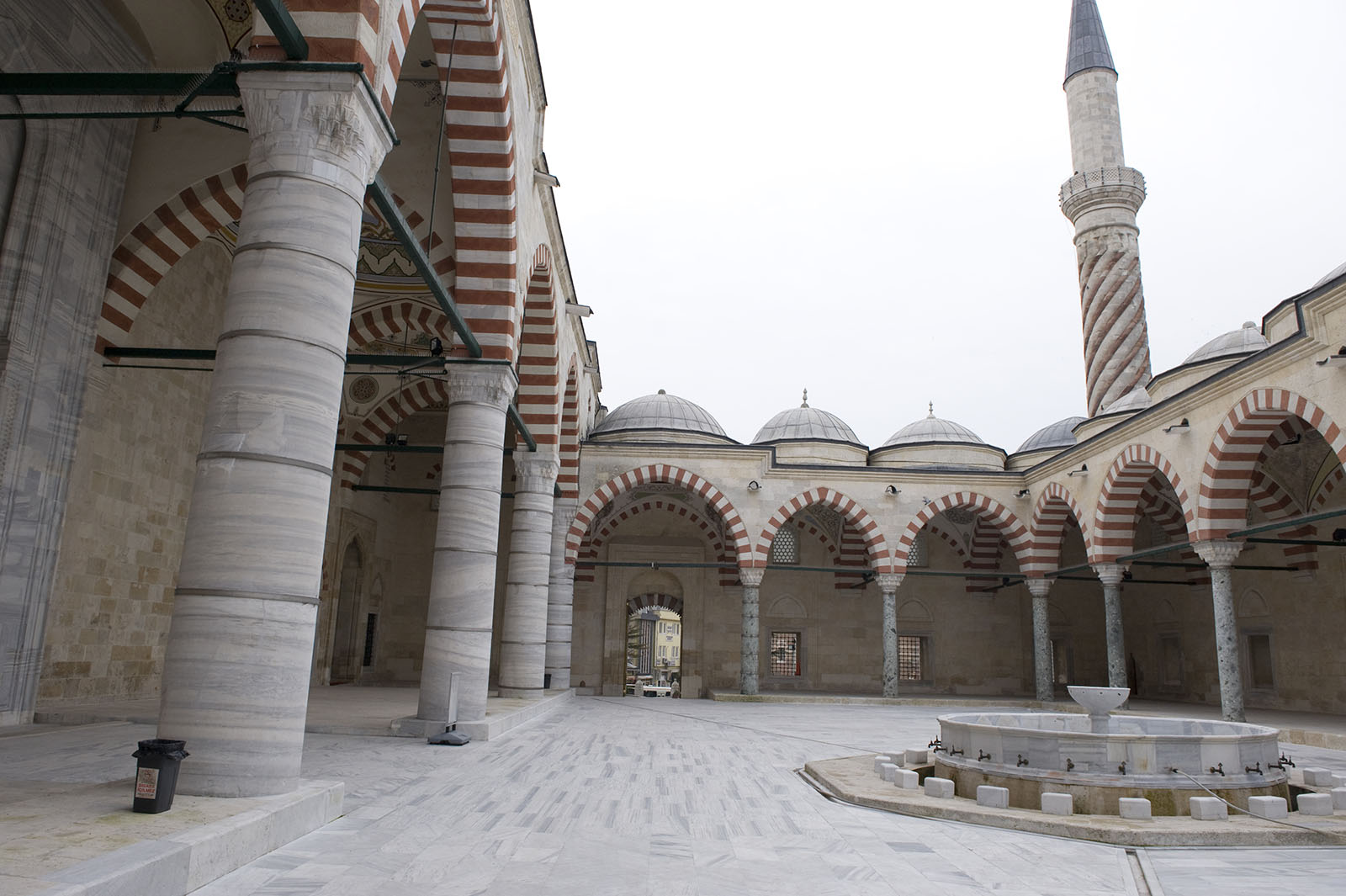
صحن جامع الشُرفات الثلاث في أدرنة.

حوَّل مراد الثاني قصره إلى نوعٍ من الأكاديميَّة العلميَّة، إذ كان تحصيله العلمي مُمتازًا، وكان المُؤرِّخ والأديب والرحَّالة الشهير شهاب الدين ابن عربشاه أحد أساتذته، ويُفهم من بعض المصادر أنَّهُ كان يمتلك مكتبة شخصيَّة، جمع فيها الكثير من الكُتُب القيِّمة المنسوخة، وفي مُقدِّمتها الملاحم القوميَّة والدينيَّة القديمة نظرًا لِدورها السياسي والاجتماعي، كما اهتمَّ بِالكُتب السياسيَّة من كلاسيكيَّات الثقافة الإسلاميَّة. وكان مراد الثاني من أكابر المُهتمين بِالإعمار، فأنشأ عدَّة جوامع وكُليَّات ومدارس في بورصة وأدرنة، ومن أبرز الإنجازات المعماريَّة التي تمَّت في عهده: جامع دار الحديث، ومسجد الشُرُفات الثلاث (بُني ما بين سنتيّ 1438 و1447م) ومدارسه، وجسر أوزون كوبري على نهر أركنة الذي استغرق تشييده 16 سنة وافتُتح سنة 1443م، وكان طوله 392 مترًا. ومن الجدير بِالذِكر أنَّ أغلب مشاريع مراد الثاني المعماريَّة شُيِّدت بِأموال الغنائم التي عادت بها الجُيُوش العُثمانيَّة من حُرُوبها مع الأوروپيين.

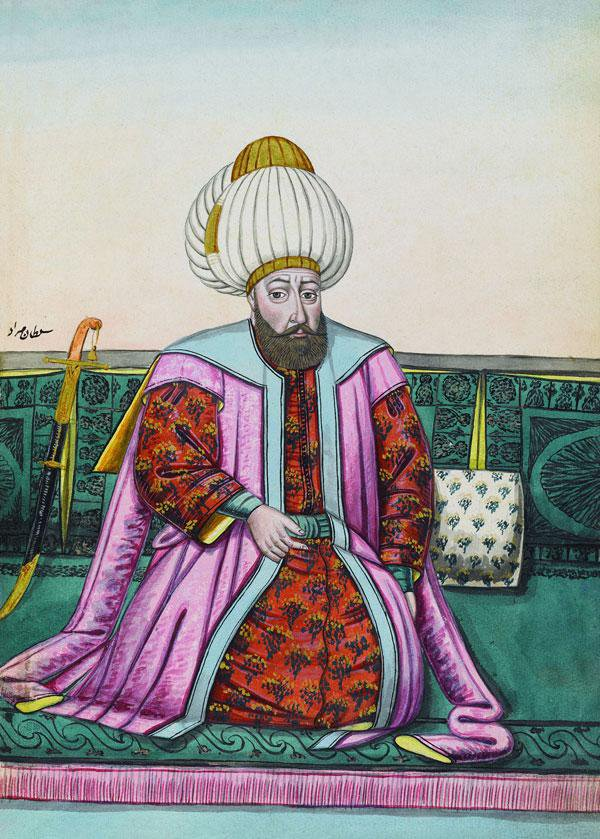
رسمٌ لِمراد الثاني يُصوِّره مُرتديًا سُترةً من المُخمل الأحمر كما وصفه الرحَّالة برتراندون دي لا بروكير.

يقول كبير الفلكيين عن ملابس مراد الثاني أنها كانت مثل أثواب أجداده، مُذكِّرًا بِأنَّهُ لم يُبدِ اهتمامًا بِأن يكون مُختلف الهندام. وكتب الرحَّالة برتراندون دي لا بروكير الذي قابل السلطان مراد عندما كان بِصحَّةٍ جيِّدة أنَّهُ يرتدي فراء وسترة من المُخمل الأحمر، ويعتمر قُبَّعة من الفراء وهو يجلس على فراء عرشه. وقد استمرَّت عادة وضع السلاطين لِقُبَّعات الفراء على رؤوسهم حتَّى عهد السلطان مُحمَّدٍ الفاتح. أمَّا بِالنسبة لِتديُّن مراد الثاني، فمن المعروف أنَّهُ كان تقيًّا مُخلصًا في إسلامه، وعاش طيلة سلطنته حياةً مُستقيمة وجديَّة ونزيهة، وقال عنهُ يُوسُف آصاف: «كَانَ تَقِيًّا صَالِحًا، وَبَطَلًا صِندِيدًا، مُحبًّا لِلخَير، ميَّالًا لِلرَأفَةِ وَالإِحسَانِ»، وكان يُرسل لِأهالي الحرمين الشريفين وبيت المقدس من خاصَّة ماله في كُلِّ عامٍ ثلاثة آلاف وخمسُمائة دينار. رُغم ذلك، يقول ابن تغري بردي أنَّ مُرادًا الثاني انغمس في بعض الملذَّات، لكنَّهُ كان دائم الاستغفار: «...عَلَى أَنَّهُ كَانَ مُنهَمِكًا فِي اللَّذَّاتِ الَتِي تَهوَاهَا النُفُوس، وَلَعلَّ حَالَهُ كَقَولِ بَعضِ الأَخيَارِ - وَقَد سُئِلَ عَن دِينِهِ - فَقَالَ: "أُمَزِّقُهُ بِالمَعَاصِي وَأَرقَعَهُ بِالاستِغفَارِ"، فَهُوَ أَحَقُّ بِعَفوِ الله وَكَرَمِهِ، فَإِنَّ لَهُ المَوَاقِفَ المَشهُورَة، وَلَهُ اليَدُ البَيضَاءَ فِي الإِسلَامِ وَنِكَايَةَ العَدُوِّ حَتَّى قِيلَ عَنهُ: إِنَّهُ كَانَ سِيَاجًا لِلإِسلَامِ وَالمُسلِمِينِ - عَفَا الله عَنهُ - وَعَوَّضَ شَبَابَهُ الجَنَّة، فَلَقَد كَانَ بِوُجُودِهِ غَايَةَ التَّجَمُّل فِي جِنسِ بَنِي آدَمَ، ». تزامن انتشار الطريقة المولويَّة بين العثمانيين إلى جانب الطريقة الزينيَّة في عهده، وقد ساعدت علاقة مراد الثاني القريبة من الحاج بيرم وليّ وإعفاؤه الدراويش البيرميَّة من الضرائب، ساعدت بانتشار الطريقة البيرميَّة في الأناضول. كما ذكر الراهب الدومينيكاني الأب جرجس المجري (بالرومانية: Georgius de Hungaria) الذي كان أسيرًا لدى العثمانيين بين سنتيّ 1435 و1458م، أنَّ لِمراد الثاني علاقة قويَّة بِالدراويش، ومن الأشعار الصوفيَّة المنسوبة لِمراد الثاني، قوله: «تَعَالَوا نَذكُرُ الله لِأًنَّنَا لَسنَا بِدَائِمِينَ فِي الدُّنيَا». ويُروى أنَّ مراد الثاني كان مُقتنعًا بِأنَّ الحاج بيرم وليّ من أولياء الله الصالحين، وأنَّ من أسباب تنحيه عن العرش، بِالإضافة لِإصابته بِالإرهاق والتعب والسأم ورغبته بِالتفرُّغ لِلعبادة والطاعة، رغبته بِأن يشهد فتح القُسطنطينيَّة، إذ أخبرهُ الحاج بيرم المذكور أنَّ شرف هذا الفتح لن يكون من نصيبه، وإنَّما من نصيب ابنه مُحمَّد والشيخ آق شمس الدين، فكان هذا دافعًا إضافيًّا له كي يتخلَّى عن عرشه. أمَّا بِالنسبة لِتعامل مراد الثاني مع غير المُسلمين من أبناء رعيَّته، فقد ذكر المُؤرِّخ الرومي «پرنس دوكاس» الذي عاصره: «كَانَ يَفِيضُ حُبًّا لِلشَّعب، وَكَرَمًا عَلَى المَعُوزِين، وَلَا يُفرِّق فِي هَذا بِينَ مُسلِمٍ أو مَسِيحِيٍّ مِن رَعِيَّتِهِ...»، وقال المُستشرق النمساوي جوزيف ڤون هامر: «...كَانَ عَادِلًا سَلِيمَ النيَّةِ مَعَ رَعِيَّتِهِ دُونَ تَفرِيقٍ بَينَ الأَديَانِ».

### تلقبه بِلقب «خليفة»

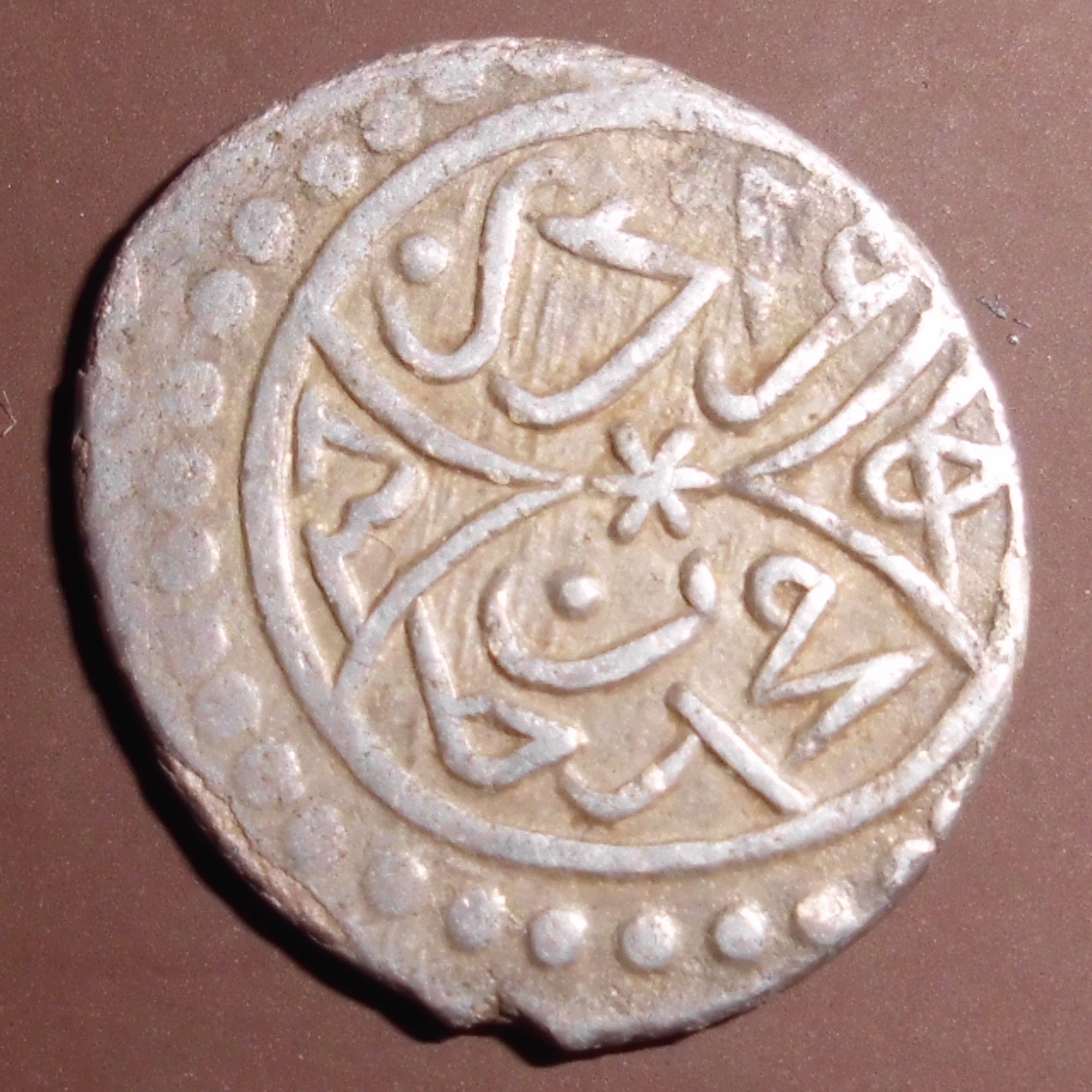
آقچة نُقش عليها اسم السلطان مراد دون إشارة إلى لقب الخليفة.

يقول المُستشرق البريطاني طوماس آرنولد أنَّ السلاطين العثمانيين تسمُّوا بِلقب «خليفة» قبل فتح الشَّام ومصر بِزمنٍ طويل، وسبب تلقبهم بِهذا يرجع إلى أنَّ الكثير من الأُمراء المُسلمين قليلي الأهميَّة في العالم الإسلامي كانوا ينتحلون هذا اللقب الفخم مُنذُ أن سقطت بغداد بِيد المغول وقُتل آخر خُلفاء بني العبَّاس أبو عبد المجيد عبدُ الله المُستعصم بِالله سنة 656هـ المُوافقة لِسنة 1258م، فلا يُستغرب عندها - برأيه - ألَّا يرفض سلاطين آل عُثمان الأقوياء هذا المديح. ويُقال أنَّ أوَّل سُلطانٍ عثماني لقَّب نفسه بِخليفة المُسلمين كان مراد الأوَّل، وأنَّ ابنه بايزيد استعمل هذا اللقب أيضًا، ثُمَّ انتحله ابنه مُحمَّد، واستمرَّ بعده مراد الثاني في التلقُّب بِالخِلافة، فكان الأُمراء يختمون كُتُبهم إليه بِعبارة: «ضاعف الله القدير أيَّام سلطنته وزاد في سنيّ حياته وخِلافته إلى يوم الدين». وكتب شاهرُخ بن تيمورلنك إلى السلطان مراد فسمَّاه «صاحب الجلالة كُرسيّ السلطنة وملجأ الخِلافة»، ولقَّب حاكم ماردين السلطان مراد الثاني بِانَّهُ «سلطان سلاطين الأتراك والعرب والعجم ونجم الخِلافة وظل رحمة الله».
هذا ويجدر بِالذكر أنَّ المسكوكات النقديَّة المضروبة في البلاد العُثمانيَّة زمن هذا السلطان لا يظهر عليها نقش لقب الخليفة، وإنما أسماء مراد وأبيه مُحمَّد وجدِّه بايزيد والدُعاء لهُ بِدوام المُلك. كما أنَّ مُرادًا الثاني كان يُدين بالاحترام والولاء لِلخلافة العبَّاسيَّة في القاهرة، التي حصل منها على لقب «سلطان المُجاهدين» و«سياج الإسلام والمُسلمين»، نتيجة انتصاراته الكبيرة على الصليبيين، ولا يبدو أنَّهُ كان في نيَّته مُنازعة الخليفة العبَّاسي زعامة المُسلمين الروحيَّة.

## زوجاته وأولاده

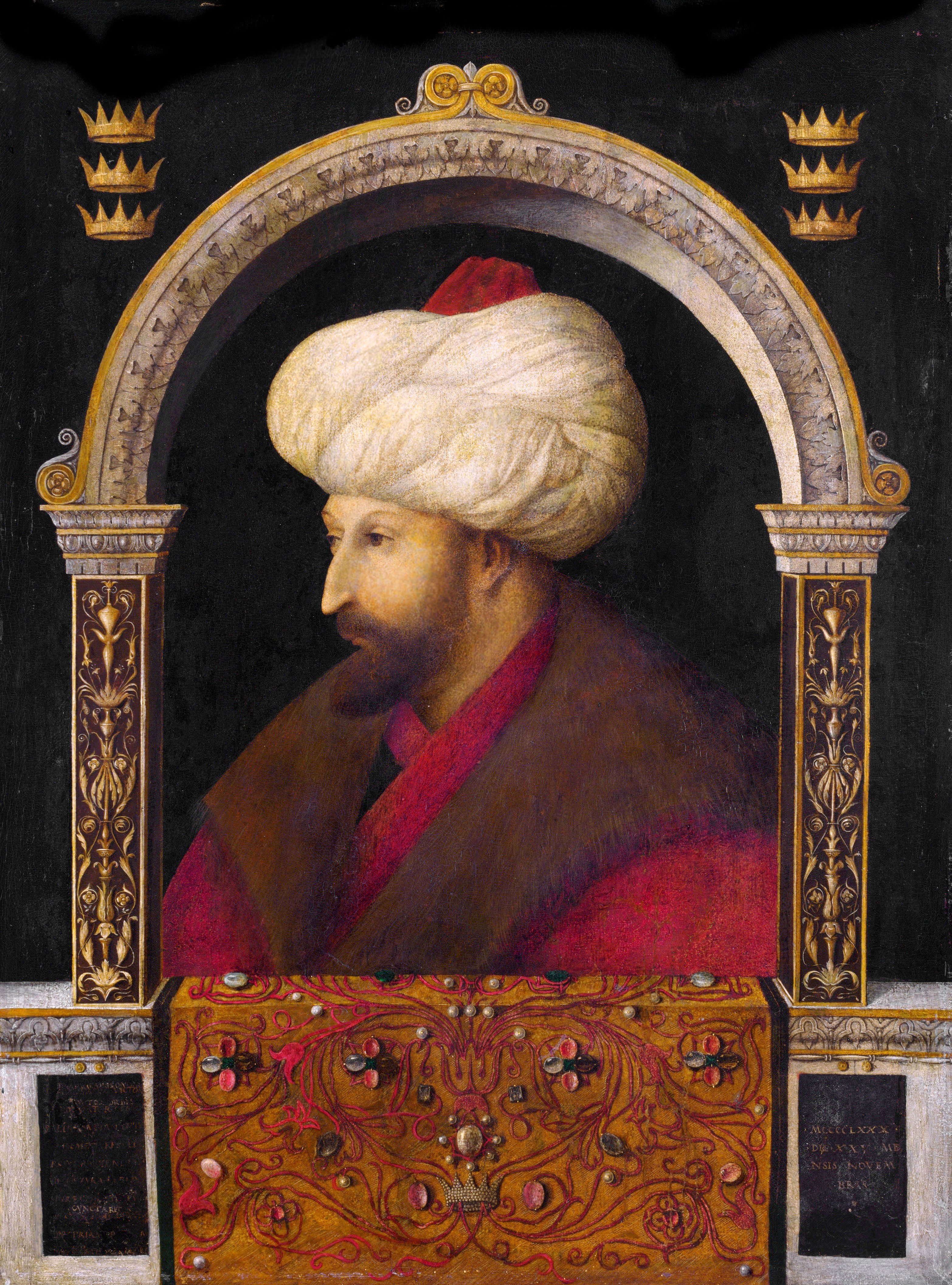
لوحة زيتيَّة لِلسلطان مُحمَّد الثاني بن مُراد، خليفة والده وفاتح القُسطنطينيَّة.

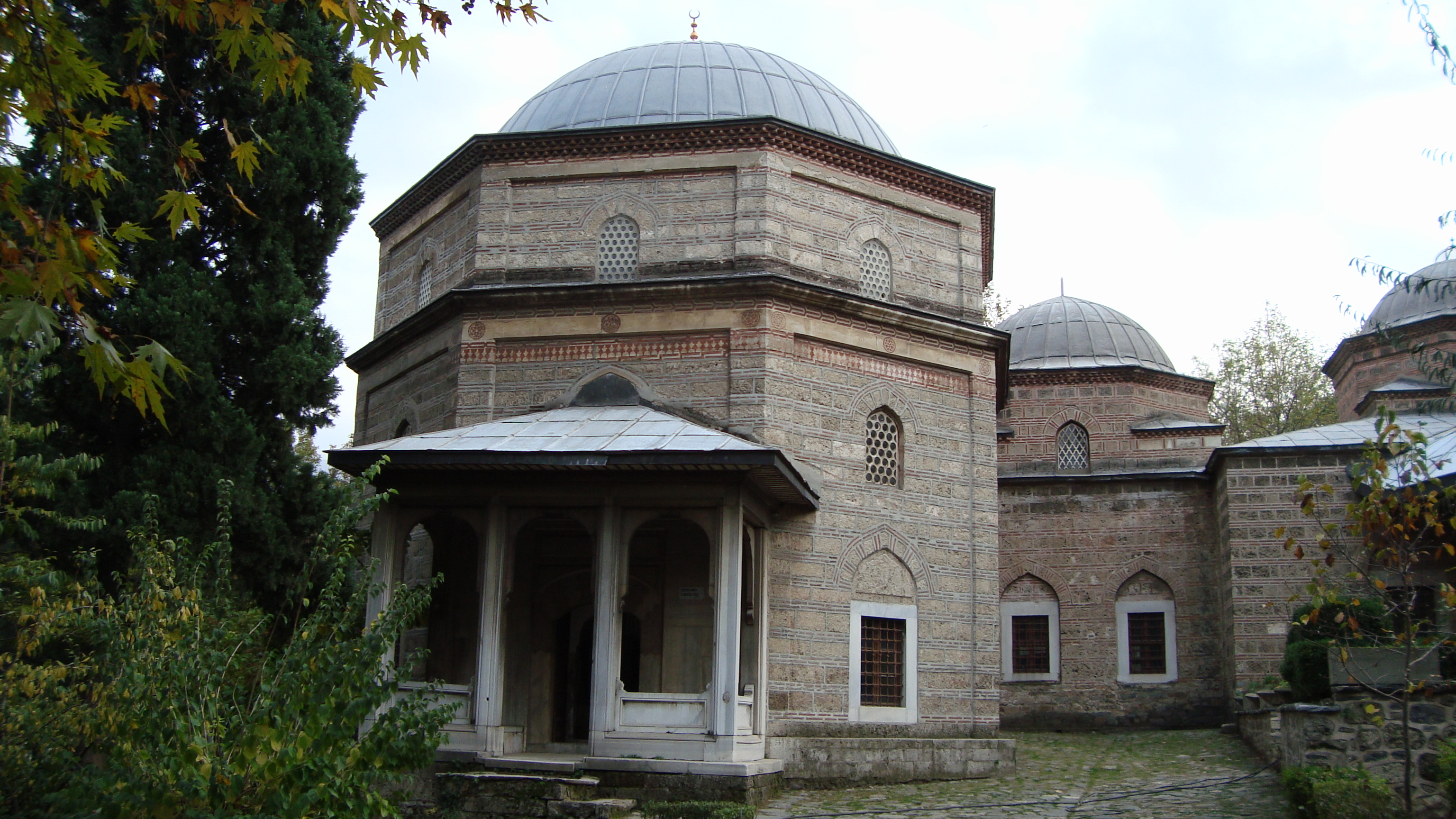
تُربة الكُليَّة المُراديَّة حيثُ دُفنت بنات مراد وابناه أحمد وعلاء الدين.

تزوَّج مراد الثاني أربع نساءٍ خِلال حياته وأنجب منهُنَّ جميع أبنائه وبناته، وكانت بعض زيجاته لِأغراضٍ محض سياسيَّةٍ، بينما كان بعضها الآخر تقليديًّا. أمَّا زوجاته وأولاده فهم:
زوجاته
- يني خاتون، ابنة الأمير تاج الدين مصطفى بك الجانقي، أحد الحُكَّام القُطلُوشاهيين لِإمارة جانق؛
- خديجة حليمة خاتون، ابنة الأمير عزُّ الدين إسفنديار بك الجندرلي؛
- خديجة هُما خاتون، أُصُولها غير مُؤكَّدة ويُحتمل أنها كانت جارية ثُمَّ أعتقها السلطان وتزوَّجها؛
- مارا خاتون، ابنة قيصر الصرب جُريج برانكُڤيچ، تزوَّجها مراد الثاني بِغرض مُصاهرة البيت الصربي وإيقاف الحرب بين الدولتين.

أبناؤه
- أحمد چلبي (1419 – 1437، دُفن في تُربة أبيه بِالكُليَّة المُراديَّة في بورصة)؛
- علاءُ الدين عليّ چلبي (1425 – 1443، كان وليّ العهد ثُمَّ مات ميتةً طبيعيَّة في شبابه، دُفن في تُربة أبيه بِالكُليَّة المُراديَّة في بورصة)؛
- مُحمَّد الثاني، ابن خديجة هُما خاتون وخليفة والده على عرش آل عُثمان، وفاتح القُسطنطينيَّة المُستقبلي؛
- أورخان چلبي (مات سنة 1453م، دُفن في تُربة دار الحديث بِأدرنة)؛
- حسن چلبي (1450 – 18 شُباط (فبراير) 1451م، دُفن في تُربة دار الحديث بِأدرنة)

بناته
- إرخوندي خاتون، تزوَّجت أحد القادة العسكريين واسمه يعقوب بك؛
- شاهزاده خاتون، (دُفنت في تُربة والدها بِالكُليَّة المُراديَّة في بورصة)، تزوَّجت بكلربك الروملِّي سِنان باشا؛
- فاطمة خاتون، (دُفنت في تُربة والدها بِالكُليَّة المُراديَّة في بورصة)، تزوَّجت محمود چلبي ابن الوزير إبراهيم باشا الجندرلي.
- خديجة خاتون (دُفنت في تُربة والدها بِالكُليَّة المُراديَّة في بورصة)، تزوَّجت عيسى بك بن أفرنوس.

## في الثقافة الشعبيَّة
ظهرت شخصيَّة السلطان مراد الثاني على شاشة السينما في فيلمين رئيسيين، الأوَّل هو فيلمٌ ألباني - سوڤيتي مُشترك يعود لِسنة 1953م، وعنوانه «المُحارب العظيم إسكندر بك» (بالألبانية: Luftëtari i madh i Shqipërisë Skënderbeu)، وقد جسَّد فيه المُمثل الأرمني «وهرام پاپازيان» دور السُلطان؛ أمَّا الفيلم الآخر فهو الفيلم التُركي العائد لِسنة 2012م، وعنوانه «فتح 1453»، وقد جسَّد فيه المُمثل «إلكر قورد» دور مراد الثاني.

## حواشٍ
- ^ أ: هذا البيت بِالفارسيَّة، وتعريبه: «إنَّ أولياء الله لهُم قُدرة (من الله) أن يُرجعوا السهم المُسرع عن مساره». والبيت لِلمُلَّا جلال الدين الرومي، ومصدره ديوانه المعروف بِالمثنوي المعنوي.[25]

- ^ ب: «التنفيل» في الفقه هو إعطاء الإمام المُحارب فوق سهمه من الغنيمة، وهي مُشتقَّة من «النَّفَلُ»: غنيمة يستولي عليها الجيشُ المُنتصر.[105] أمَّا اليغما أو اليغمة فهي كلمة تُركيَّة تدُلُّ على السلب والنهب.[106]

- ^ ت: «ويلق أوغلي» أو «ويلق أُغلي» (بالتُركيَّة المُعاصرة: Vuluk- oğlu أو Vılık-oğlu) هو لقب مُحرَّف استُخدم لِلدلالة على قيصر الصرب جُريج برانكُڤيچ،[40] و«دراقولا» أو «دره قول» هو الأُسلوب العُثماني في كتابة لقب أمير الأفلاق «ڤلاد دراكول»،[46] أمَّا بلاد «أنگروس» (گ) أو «أنكروس» فهي كانت تسمية بلاد المجر بِالِّلسان التُركي العُثماني.[107]

- ^ ث: «روم إيلي» هو أوَّل وأكبر إقليم لِلعُثمانيين في أوروپَّا، وقد حُرِّفت كتابته ولفظه بِالعربيَّة فصار «روملِّي».[108] أمَّا «أناطولي» أو «أَناطُول» فهو طريقة الكتابة التُركيَّة العُثمانيَّة لِلأناضول.

### فهرست المراجع
بِاللُغتين العربيَّة والعُثمانيَّة
1. 1 2  طوباش (2016)، ص. 95.
2. 1 2 3 4 5  الشهابي (1900)، ص. 526-527.
3. 1 2 3  طقوش (2013)، ص. 100.
4. 1 2 3 4 5 6 7  فريد بك (1981)، ص. 153.
5. 1 2  جحا وآخرون (1972)، ص. 122.
6. 1 2  مصطفى (1986)، ص. 65.
7. 1 2  ابن تغري بردي (1963)، ص. 3.
8. ↑  منجم باشي (2009)، ص. 396.
9. 1 2 3 4 5 6 7  أوزتونا (2010)، ص. 120.
10. 1 2  آق كوندوز وأوزتورك (2008)، ص. 109.
11. ↑  تامر (2014).
12. ↑  المغلوث (2017)، ص. 452.
13. ↑  حرب (1994)، ص. 109-110.
14. 1 2  موسوعة مقاتل من الصحراء.
15. ↑  الصلابي (2001)، ص. 91.
16. ↑  فريد بك (1981)، ص. 152.
17. ↑  منجم باشي (2009)، ص. 393.
18. 1 2  مانتران (1993)، ص. 90-91.
19. 1 2 3 4 5  علي (2018)، ص. 255-256.
20. 1 2 3  القرماني (1985)، ص. 22-23.
21. ↑  گولن (2014)، ص. 47.
22. ↑  سرهنك (1895)، ص. 500.
23. ↑  الرشيدي (2013)، ص. 30.
24. ↑  مانتران (1993)، ص. 92-93.
25. 1 2 3 4 5  منجم باشي (2009)، ص. 397-399.
26. 1 2 3 4 5 6 7 8  طقوش (2013)، ص. 86-87.
27. ↑  علي (2018)، ص. 257.
28. 1 2 3 4 5  منجم باشي (2009)، ص. 400-403.
29. 1 2 3  علي (2018)، ص. 258-259.
30. ↑  حاجي خليفة (2009)، ص. 180.
31. 1 2 3  منجم باشي (2009)، ص. 404.
32. 1 2 3 4 5  علي (2018)، ص. 260-262.
33. 1 2 3 4  أوزتونا (2010)، ص. 121.
34. ↑  حليم (1905)، ص. 56-57.
35. ↑  الصلابي (2001أ)، ص. 79.
36. 1 2  منجم باشي (2009)، ص. 405-407.
37. 1 2 3 4 5 6 7 8 9  علي (2018)، ص. 263-268.
38. 1 2 3 4  طقوش (2013)، ص. 88.
39. 1 2 3 4 5  فريد بك (1981)، ص. 154.
40. 1 2 3 4  منجم باشي (2009)، ص. 409-410.
41. 1 2  رستم (1956)، ص. 279.
42. ↑  سرهنك (1895)، ص. 500-501.
43. 1 2 3 4 5 6  علي (2018)، ص. 273-275.
44. 1 2  طقوش (2013)، ص. 89.
45. 1 2 3  مانتران (1993)، ص. 96-97.
46. 1 2 3 4 5 6 7  فريد بك (1981)، ص. 155.
47. ↑  منجم باشي (2009)، ص. 411.
48. ↑  منجم باشي (2009)، ص. 417.
49. ↑  حاجي خليفة (2009)، ص. 181.
50. ↑  سرهنك (2005)، ص. 503.
51. 1 2  طقوش (2013)، ص. 90.
52. ↑  سعد الدين (1862)، ص. 341.
53. ↑  حليم (1905)، ص. 57.
54. 1 2 3  أوزتونا (2010)، ص. 122.
55. ↑  منجم باشي (2009)، ص. 418-419.
56. ↑  حليم (1905)، ص. 58.
57. 1 2 3 4 5 6  علي (2018)، ص. 281-283.
58. 1 2 3 4 5 6 7 8 9 10  منجم باشي (2009)، ص. 421-426.
59. ↑  طقوش (2013)، ص. 90-91.
60. ↑  منجم باشي (2009)، ص. 428-429.
61. 1 2 3 4 5 6 7 8  علي (2018)، ص. 284-286.
62. ↑  برجاوي (1993)، ص. 66.
63. ↑  أوزتونا (2010)، ص. 123.
64. ↑  منجم باشي (2009)، ص. 427-428.
65. 1 2 3  مانتران (1993)، ص. 101-102.
66. 1 2 3  طقوش (2013)، ص. 92.
67. ↑  الشهابي (1900)، ص. 529.
68. ↑  رستم (1956)، ص. 285.
69. 1 2 3 4 5  أوزتونا (2010)، ص. 124.
70. 1 2 3 4 5 6 7 8  علي (2018)، ص. 287-293.
71. 1 2  سرهنك (1895)، ص. 503.
72. 1 2 3 4 5  برجاوي (1993)، ص. 67.
73. 1 2 3 4 5 6  منجم باشي (2009)، ص. 431-436.
74. 1 2 3 4 5 6 7 8 9 10 11 12 13 14 15  فريد بك (1981)، ص. 156-158.
75. 1 2 3  طقوش (2013)، ص. 93.
76. 1 2 3  مانتران (1993)، ص. 103-104.
77. ↑  ياغي (1998)، ص. 46-47.
78. ↑  طقوش (2013)، ص. 95.
79. ↑  گولن (2014)، ص. 54.
80. 1 2 3 4 5 6 7 8 9 10 11 12 13 14  منجم باشي (2009)، ص. 437-444.
81. 1 2 3 4 5 6 7 8 9 10  علي (2018)، ص. 296-302.
82. 1 2  القرماني (1985)، ص. 24.
83. 1 2 3 4 5 6 7  أوزتونا (2010)، ص. 125-127.
84. 1 2  مانتران (1993)، ص. 105.
85. ↑  نوار (1998)، ص. 47-48.
86. ↑  فهمي (1993)، ص. 22.
87. ↑  ياغي (1998)، ص. 47.
88. 1 2 3 4 5 6 7  طقوش (2013)، ص. 98-100.
89. ↑  المصري (1951)، ص. 103-104 (الهامش).
90. ↑  مانتران (1993)، ص. 106-108.
91. 1 2 3 4 5 6 7  علي (2018)، ص. 304-308.
92. 1 2 3 4 5 6 7 8  منجم باشي (2009)، ص. 445-450.
93. 1 2 3 4 5 6 7 8 9  علي (2018)، ص. 309-314.
94. 1 2 3 4 5 6 7 8  أوزتونا (2010)، ص. 127-130.
95. ↑  رستم (1956)، ص. 287.
96. ↑  أرمغان (2014)، ص. 39.
97. ↑  آمجن (1999)، ص. 22-23.
98. 1 2 3 4 5 6  أرمغان (2014)، ص. 35-39.
99. ↑  حرب (1994)، ص. 180.
100. 1 2  آق كوندوز وأوزتورك (2008)، ص. 112-113.
101. ↑  آصاف (2014)، ص. 49.
102. ↑  القرماني (1985)، ص. 25.
103. ↑  الصلابي (2001)، ص. 100.
104. ↑  الخربوطلي (1969)، ص. 253-255.
105. ↑  ابن منظور (1994)، ص. 671.
106. ↑  حلاق وصباغ (1999)، ص. 233.
107. ↑  زناتي (2011)، ص. 45.
108. ↑  المصري (2004)، ص. 67.

باللُغات التُركيَّة والأوروپيَّة
1. ↑  Lowry (2003), p. 153.
2. 1 2  Sakaoğlu (1999), p. 235-238.
3. ↑  Sakaoğlu (1999), p. 80.
4. ↑  İnalcık (2020), p. 164.
5. ↑  Frashëri (2002), p. 86.
6. ↑  Setton & Hazard (1990), p. 293.
7. ↑  Sevim & Yücel (1990), p. 86-88.
8. ↑  Akın (1947), p. 98-99.
9. ↑  Çakıroğlu (1999), p. 302.
10. ↑  Sakaoğlu (1999), p. 70.
11. ↑  Sevim & Yücel (1990), p. 92-96.
12. ↑  Von Hammer (1966), p. 4-78.
13. ↑  İnal (2008), p. 125.
14. ↑  Turnbull (2004), p. 40.
15. ↑  Imber (1990), p. 94.
16. ↑  Imber (1990), p. 95.
17. ↑  Von Hammer (1966), p. 79-80.
18. ↑  Sevim & Yücel (1990), p. 97-98.
19. ↑  Shaw (1976), p. 45.
20. ↑  Sevim & Yücel (1990), p. 249-252.
21. ↑  İnal (2008), p. 128.
22. ↑  Mélikoff (1965), p. 599–600.
23. ↑  Magoulias (1975), p. 165–167.
24. ↑  Magoulias (1975), p. 166–167.
25. ↑  Magoulias (1975), p. 169.
26. ↑  Mertzios (2007), p. 30–34.
27. 1 2  Setton & Hazard (1990), p. 20 (note 64).
28. ↑  Nicol (1992), p. 363.
29. ↑  Inalcik (1989), p. 257.
30. ↑  Magoulias (1975), p. 171.
31. ↑  Florescu & McNally (1989), p. 40.
32. ↑  Jefferson (2012), p. 133.
33. ↑  Fine (1994), p. 515.
34. ↑  Elsie (2010), p. 399.
35. ↑  Bešić (1970), p. 156.
36. ↑  Ćorović (2001).
37. ↑  Yakupoğlu (2009), p. 2264.
38. ↑  Vacalopoulos (1973), p. 94-95.
39. ↑  Faroqhi (1997), p. 123.
40. ↑  Vacalopoulos (1973), p. 108–111.
41. ↑  Soustal & Koder (1981), p. 75, 166.
42. ↑  Fine (1994), p. 535.
43. ↑  Buda (2002), p. 247.
44. ↑  Francione (2003), p. 15.
45. ↑  Anamali (2002), p. 343.
46. ↑  Aslantaş (2011), p. 19.
47. ↑  Parry & Yapp (1975), p. 185.
48. ↑  Tasić (1995), p. 67.
49. ↑  Klaić (1901), p. 175.
50. ↑  Vasiliev (1964), p. 672-673.
51. ↑  İnalcık (1995), p. 88.
52. ↑  Britannica (n.d).
53. ↑  İnalcık (2008), p. 27.
54. ↑  Ostrogorsky (1956), p. 503.
55. ↑  Murphey (2010), p. 143.
56. ↑  Turnbull (2003), p. 32.
57. ↑  Hodgkinson (1999), p. 81.
58. ↑  Francione (2003), p. 310.
59. ↑  Frashëri (1964), p. 72.
60. ↑  Bennett (1998), p. 182.
61. ↑  Sedlar (1994), p. 248.
62. ↑  Turnbull (2003), p. 36.
63. ↑  Antoche (2017), p. 253.
64. ↑  Francione (2003), p. 88.
65. ↑  Freely (2011), p. 97.
66. ↑  Babinger (1978), p. 14.
67. ↑  Sakaoğlu (2008), p. 40.
68. ↑  Iyigun (2015), p. 119.
69. ↑  Sugar (1977), p. 16.
70. ↑  Uluçay (1985), p. 37.

### ثبت المراجع(مُرتَّبة حسب تاريخ النشر)
كُتُب ودوريَّات باللُّغة العربيَّة:
- إسماعيل سرهنك (قرابة 1895)، حقائق الأخبار عن دُول البحار (ط. 1)، القاهرة: الهيئة العامة لشؤون المطابع الأميرية، ج. 1، QID:Q119269108 {{استشهاد}}: تحقق من التاريخ في: |publication-date= (مساعدة)
- حيدر بن أحمد الشهابي (1900)، تاريخ الأمير حيدر أحمد الشهابي المُسمَّى الغُرر الحسان فى تاريخ حوادث الأزمان: وهو يتضمَّن تاريخ ألف وماية واثنين وستين سنة من مولد النبي ﷺ إلى موت الأمير أحمد المعني، تحقيق: نعوم مغبغب، القاهرة، ج. 1، OCLC:70801467، QID:Q125258899{{استشهاد}}:  صيانة الاستشهاد: مكان بدون ناشر (link)
- إبراهيم بك حليم (1905)، كتاب التُحفة الحليميَّة في تاريخ الدولة العليَّة (PDF) (ط. 1)، القاهرة: مطبعة ديوان عموم الأوقاف، OCLC:4770987464، QID:Q107563203
- حسين مجيب المصري (قرابة 1951)، تاريخ الأدب التُركي، القاهرة: مطبعة الفكرة، OCLC:24779843، QID:Q125678815 {{استشهاد}}: تحقق من التاريخ في: |publication-date= (مساعدة)
- أسد رستم (1956)، الروم في سياستهم وحضارتهم ودينهم وثقافتهم وصلاتهم بالعرب (ط. 1)، بيروت: دار المكشوف، ج. 2، QID:Q112624007
- ابن تغري بردي (1963)، النُّجُوم الزَّاهرة في مُلُوك مصر والقاهرة (PDF)، القاهرة: وزارة الثقافة المصرية، ج. 16، QID:Q125657734، مؤرشف من الأصل (PDF) في 2019-12-17{{استشهاد}}:  صيانة الاستشهاد: ref duplicates default (link)
- علي حسني الخربوطلي (1969)، الإسلام والخلافة، بيروت: دار بيروت للطباعة والنشر، OCLC:13262557، QID:Q123735153
- شفيق جحا؛ منير البعلبكي؛ بهيج عثمان (1972)، المُصوَّر في التاريخ (ط. 1)، بيروت: دار العلم للملايين، ج. 6، QID:Q119020382
- محمد فريد (1981)، تاريخ الدولة العليَّة العُثمانيَّة، تحقيق: إحسان حقي (ط. 1)، بيروت: دار النفائس للطباعة والنشر والتوزيع، OCLC:6150666، QID:Q113541212
- أحمد بن يوسف القرماني (1985)، تاريخ سلاطين آل عُثمان، تحقيق: بسام عبد الوهاب الجابي (ط. 1)، دمشق: دار البصائر، OCLC:4770362328، QID:Q119078151
- أحمد عبد الرحيم مصطفى (1986)، في أُصُول التاريخ العُثماني (ط. 2)، القاهرة: دار الشروق، OCLC:4771066482، QID:Q119368991
- روبير مانتران (1993). تاريخ الدولة العُثمانيَّة. ترجمة: بشير السباعي (ط. 1). القاهرة: دار الفكر للدراسات والنشر والتوزيع. ج. 1. ISBN:977-5091-13-6. QID:Q119268097.
- سعيد أحمد برجاوي (1993)، الإمبراطوريَّة العُثمانيَّة: تاريخها السياسي والعسكري (ط. 1)، بيروت: الأهلية للنشر والتوزيع، OCLC:858529429، QID:Q107304210
- عبد السلام عبد العزيز فهمي (1993)، السُلطان مُحمَّد الفاتح: فاتح القُسطنطينيَّة وقاهر الرُّوم (PDF) (ط. 5)، دمشق: دار القلم، OCLC:85854543، QID:Q125678663، مؤرشف من الأصل (PDF) في 2019-06-07
- ابن منظور (1994)، لسان العرب (ط. 3)، بيروت: دار صادر، ج. 11، OCLC:4770578388، QID:Q114878607{{استشهاد}}:  صيانة الاستشهاد: ref duplicates default (link)
- محمد حرب (1994)، العُثمانيُّون في التاريخ والحضارة (ط. 1)، مدينة نصر: المركز المصري للدراسات العثمانية وبحوث العالم التركي، OCLC:4771244672، QID:Q119269538
- إسماعيل أحمد ياغي (1998)، الدولة العُثمانيَّة في التاريخ الإسلامي الحديث (ط. 2)، الرياض: مكتبة العبيكان، OCLC:4770676997، QID:Q123648617
- عبد العزيز نوار (1998). تاريخ الشُعُوب الإسلاميَّة (PDF). القاهرة: دار الفكر العربي. ISBN:977-101-115-4. OCLC:40494498. QID:Q115910703.
- حسان حلاق؛ عباس صباغ (1999)، المُعجم الجامع في المُصطلحات الأيوبيَّة والمملوكيَّة والعُثمانيَّة ذات الأُصُول العربيَّة والفارسيَّة والتُركيَّة: المُصطلحات الإداريَّة والعسكريَّة والسياسيَّة والاقتصاديَّة والاجتماعيَّة والعائليَّة (بالعربية والفارسية والتركية العثمانية) (ط. 1)، بيروت: دار العلم للملايين، OCLC:45287094، QID:Q118039384
- فريدون آمجن (1999). "التاريخ السياسي لِلدولة العُثمانيَّة". الدولة العُثمانيَّة: تاريخ وحضارة. ترجمة: صالح سعداوي. إسطنبول: مركز الأبحاث لِلتاريخ والفُنُون والثقافة الإسلاميَّة. ج. 1. ISBN:9290630817.
- علي الصلابي (2001). الدولة العُثمانيَّة: عوامل النُهُوض وأسباب السُقُوط (PDF) (ط. 1). القاهرة: دار التوزيع والنشر الإسلامية. ISBN:977-265-314-1. OCLC:4771066225. QID:Q123643510. مؤرشف من الأصل في 2019-12-17.
- علي الصلابي (2001). السُلطان مُحمَّد الفاتح وعوامل النُهُوض في عصره. الإسكندرية: دار الإيمان للطباعة والنشر والتوزيع. ISBN:977-331-105-8. QID:Q114357988.
- حسين مجيب المصري (2004). معجم الدولة العثمانية: يحتوي من الأسماء ما تنعقد صلته الأتراك العثمانيين على امتداد تاريخهم مع الشرح والتأصيل (ط. 1). القاهرة: الدار الثقافية للنشر والتوزيع. ISBN:978-977-339-131-7. OCLC:899575127. OL:19971098M. QID:Q123650690.
- أحمد آق كوندوز؛ سعيد أوزتورك (2008). الدولة العُثمانيَّة المجهولة: 303 سُؤال وجواب توضح حقائق غائبة عن الدولة العُثمانيَّة. إسطنبول: وقف البحوث العثمانية. ISBN:978-975-7268-39-0. OCLC:4770841329. QID:Q114411691.
- أحمد منجم باشي (2009)، جامع الدُّول في التَّاريخ: قسم سلاطين آل عُثمان إلى سنة 1083هـ، تحقيق: غسان علي الرمال (ط. 1)، مكة المكرمة: دار الشفق للطباعة والنشر، OCLC:543658290، QID:Q119705199
- حاجي خليفة (2009). فذلكة أقوال الأخيار في علم التاريخ والأخبار: تاريخ مُلُوك آل عُثمان. تحقيق: سيد محمد السيد. أنقرة: مؤسسة العالي أتاتورك للثقافة واللغات والتاريخ. ISBN:978-975-16-2183-2. LCCN:2010449393. OCLC:908454327. OL:30470281M. QID:Q119174278.{{استشهاد بكتاب}}:  صيانة الاستشهاد: ref duplicates default (link)
- يلماز أوزتونا (2010)، موسوعة تاريخ الإمبراطوريَّة العُثمانيَّة السياسي والعسكري والحضاري: 629 - 1341هـ / 1231 - 1922م، ترجمة: عدنان محمود سلمان (ط. 1)، بيروت: الدار العربية للموسوعات، ج. 1، QID:Q119025953
- أنور محمود زناتي (2011)، مُعجم مُصطلحات التاريخ والحضارة الإسلاميَّة (ط. 1)، عَمَّان: دار زهران للنشر والتوزيع، OCLC:6914262424، QID:Q120488339
- سالم الرشيدي (2013). مُحمَّد الفاتح (ط. 2). القاهرة: دار البشير للثقافة والعلوم. ISBN:978-977-278-145-4. OCLC:1230017427. OL:19142507M. QID:Q119858534.
- محمد سهيل طقوش (2013). تاريخ العُثمانيين من قيام الدولة إلى الانقلاب على الخلافة (ط. 3). بيروت: دار النفائس للطباعة والنشر والتوزيع. ISBN:978-9953-18-443-2. OCLC:1025663587. QID:Q107311111.
- مصطفى أرمغان (2014). التاريخ السرِّي للإمبراطوريَّة العُثمانيَّة: جوانب غير معروفة من حياة سلاطين بني عُثمان. ترجمة: عبد القادر عبد اللي (ط. 1). بيروت: الدار العربية للعلوم ناشرون. ISBN:978-614-01-1122-6. OCLC:913807734. QID:Q119023002.
- صالح گولن (2014). سلاطين الدولة العُثمانيَّة. ترجمة: منى جمال الدين (ط. 1). أسكدار: دار النيل للنشر. ISBN:978-975-315-462-8. OCLC:1139855026. QID:Q119860320.
- يوسف آصاف (2014). تاريخ سلاطين بني عُثمان: من أوَّل نشأتهم حتى الآن (ط. 1). مدينة نصر: مؤسسة هنداوي. ISBN:978-977-719-245-3. QID:Q125679607.
- عثمان نوري طوباش (2016). العثمانيون: رجالهم العظماء ومؤسساتهم الشامخة. ترجمة: محمد حرب. إسطنبول: مؤسسة دار الأرقم. ISBN:978-9944-83-525-1. QID:Q114356158.
- سامي المغلوث (2017). أطلس الفرق والمذاهب في التاريخ الإسلامي (ط. 1). الرياض: مكتبة العبيكان. ISBN:978-603-509-083-4. OCLC:1078654658. OL:44389091M. QID:Q125416926.
- عبد الله نبيل علي (2018). الدولة العُثمانيَّة: الدُستور، الإستخلاف والتمكين، سلاطين الدولة العُثمانيَّة، عهد الفوضى (ط. 1). الإسكندرية: مؤسسة شباب الجامعة. ISBN:978-977-212-331-5. OL:44389084M. QID:Q125657961.

مواقع وب بالعربيَّة:
- بدر تامر (11 آذار [مارس] 2014م). "السلطان مراد الثاني". قصة الإسلام. مؤرشف من الأصل في 1 أيَّار (مايو) 2019م. اطلع عليه بتاريخ 1 أيَّار (مايو) 2019م. {{استشهاد ويب}}: تحقق من التاريخ في: |تاريخ الوصول=، |تاريخ=، و|تاريخ أرشيف= (مساعدة)
- "مُحمَّد الأوَّل (جلبي السلطان مُحمَّد) 816 - 824هـ \ 1413 - 1421م". موسوعة مُقاتل من الصحراء. مؤرشف من الأصل في 2018-05-19. اطلع عليه بتاريخ 2018-05-19.

باللُّغة العُثمانيَّة:
- سعد الدين بن حسن جان (١٨٦٢ - ١٨٦٣). تاج التواريخ (بالتركية العثمانية). إستانبول: طبعخانۀ عامره. ج. ١. مؤرشف من الأصل في 2023-06-05. {{استشهاد بكتاب}}: تحقق من التاريخ في: |سنة= (مساعدة)

باللُغات التُركيَّة والأوروپيَّة:
- "Murad II". Encyclopædia Britannica (بالإنجليزية). Archived from the original on 2018-10-19. Retrieved 2017-01-20.
- Klaić, Vjekoslav (1901). Povjest Hrvata: od najstarijih vremena do svršetka XIX. stoljeća (بالصربية). Tisak i naklada knjižare L. Hartmana (Kugli i Deutsch). Archived from the original on 2019-12-20.{{استشهاد بكتاب}}:  صيانة الاستشهاد: ref duplicates default (link)
- Akın, Himmet (1947). "Aydınoğulları Tarihi Hakkında Bir Araştırma". Ankara Üniversitesi Dil Ve Tarih-Coğrafya Fakültesi Dergisi (بالتركية). Ankara Üniversitesi Dil Ve Tarih-Coğrafya Fakültesi. 5 (1). Archived from the original on 2024-04-29.{{استشهاد بدورية محكمة}}:  صيانة الاستشهاد: ref duplicates default (link)
- Ostrogorsky, George (1956). History of the Byzantine State (بالإنجليزية). Oxford: Basil Blackwell. Archived from the original on 2019-07-12.{{استشهاد بكتاب}}:  صيانة الاستشهاد: ref duplicates default (link)
- Frashëri, Kristo (1964), The history of Albania: a brief survey (بالإنجليزية), s.n., OCLC:1738885, Archived from the original on 2019-12-20{{استشهاد}}:  صيانة الاستشهاد: ref duplicates default (link)
- Vasiliev, Alexander (1964). History of the Byzantine Empire (بالإنجليزية) (2nd English ed.). Madison, Wisconsin: Univ of Wisconsin Press. Vol. 1. ISBN:9780299809263. Archived from the original on 16-2-2020. {{استشهاد بكتاب}}: تحقق من التاريخ في: |سنة= (help)
- Mélikoff, I. (1965). "D̲j̲unayd". In Lewis, B.; Pellat, Ch.; Schacht, J. (eds.). The Encyclopaedia of Islam, New Edition, Volume II: C–G (بالإنجليزية). Leiden: E. J. Brill. ISBN:90-04-07026-5.
- Von Hammer, Joseph (1966). Osmanlı Tarihi (بالتركية). Translated by Mehmed Ata. İstanbul: Milliyet Matbaası. Vol. 1.{{استشهاد بكتاب}}:  صيانة الاستشهاد: ref duplicates default (link)
- M. Bešić, Zarij (1970), Istorija Crne Gore / 2. Crna gora u doba oblasnih gospodara. (بالصربية), Titograd: Redakcija za istoiju Crne Gore, OCLC:175122851, Archived from the original on 2016-03-05
- Vacalopoulos, Apostolos E. (1973). History of Macedonia 1354–1833 (بالإنجليزية). Translated by Peter Megann. Thessaloniki: Institute for Balkan Studies. OCLC:220583971. Archived from the original on 2016-04-23.{{استشهاد بكتاب}}:  صيانة الاستشهاد: ref duplicates default (link)
- Magoulias, Harry, ed. (1975). Decline and Fall of Byzantium to the Ottoman Turks, by Doukas. An Annotated Translation of "Historia Turco-Byzantina" by Harry J. Magoulias, Wayne State University (بالإنجليزية). Detroit: Wayne State University Press. ISBN:0814315402.{{استشهاد بكتاب}}:  صيانة الاستشهاد: ref duplicates default (link)
- Parry, Vernon J.; Yapp, Malcolm (1975). War, technology and society in the Middle East (بالإنجليزية). Oxford University Press. Archived from the original on 2013-12-12.
- Shaw, Stanford (1976). History of the Ottoman Empire and modern Turkey (PDF) (بالإنجليزية). New York: Cambridge University Press. Vol. 1. ISBN:9780521291668. Archived from the original (PDF) on 2015-09-25.{{استشهاد بكتاب}}:  صيانة الاستشهاد: ref duplicates default (link)
- Babinger, Franz (1978). Mehmed the Conqueror and His Time (بالإنجليزية). Translated by Ralph Manheim (1st ed.). Princeton University Press. ISBN:0691010781.{{استشهاد بكتاب}}:  صيانة الاستشهاد: ref duplicates default (link)
- Soustal, Peter; Koder, Johannes (1981). Tabula Imperii Byzantini, Band 3: Nikopolis und Kephallēnia (بالألمانية). Vienna: Verlag der Österreichischen Akademie der Wissenschaften. ISBN:9783700103998. Archived from the original on 2020-04-05.
- Uluçay, M. Çağatay (1985). Padişahların Kadınları ve Kızları (بالتركية). Ankara: Türk Tarih Kurumu. Archived from the original on 2024-05-02.{{استشهاد بكتاب}}:  صيانة الاستشهاد: ref duplicates default (link)
- Florescu, Radu R.; McNally, Raymond T. (1989). Dracula, Prince of Many Faces: His Life and his Times (بالإنجليزية). Back Bay Books. ISBN:9780316286565.
- Inalcik, Halil (1989). "The Ottoman Turks and the Crusades, 1451–1522". In Zacour, N.P.; Hazard, Harry W. (eds.). A History of the Crusades (بالإنجليزية). Madison, Wisconsin: University of Wisconsin Press. Vol. VI: The Impact of the Crusades on Europe.{{استشهاد بكتاب}}:  صيانة الاستشهاد: ref duplicates default (link)
- Imber, Colin (1990). The Ottoman Empire: 1300-1481 (بالإنجليزية). Isis. ISBN:9789754280159. Archived from the original on 2014-01-01.{{استشهاد بكتاب}}:  صيانة الاستشهاد: ref duplicates default (link)
- Setton, Kenneth Meyer; Hazard, Harry Williams (1990). A History of the Crusades: The Impact of the Crusades on Europe (بالإنجليزية). Univ of Wisconsin Press. ISBN:9780299107444. Archived from the original on 2017-02-16. Retrieved 2013-06-19.
- Sevim, Ali; Yücel, Yaşar (1990). Türkiye Tarihi (بالتركية). Ankara: Türk Tarih Kurumu. Vol. 2. ISBN:9751602580.
- Nicol, Donald M. (1992). Byzantium and Venice: A Study in Diplomatic and Cultural Relations (بالإنجليزية). Cambridge: Cambridge University Press. ISBN:9780521428941. Archived from the original on 2019-12-20.{{استشهاد بكتاب}}:  صيانة الاستشهاد: ref duplicates default (link)
- Fine, John Van Antwerp (1994). The Late Medieval Balkans: A Critical Survey from the Late Twelfth Century to the Ottoman Conquest (بالإنجليزية). University of Michigan Press. ISBN:9780472082605. Archived from the original on 2020-06-18.{{استشهاد بكتاب}}:  صيانة الاستشهاد: ref duplicates default (link)
- Sedlar, Jean W. (1994). East Central Europe in the Middle Ages, 1000-1500 (بالإنجليزية). University of Washington Press. ISBN:0295972912. Archived from the original on 2024-05-02.{{استشهاد بكتاب}}:  صيانة الاستشهاد: ref duplicates default (link)
- İnalcık, Halil (1995), From empire to republic: essays on Ottoman and Turkish social history (بالإنجليزية), Istanbul: Isis Press, ISBN:9789754280807, OCLC:34985150, Archived from the original on 2019-12-17, Retrieved 2012-01-04{{استشهاد}}:  صيانة الاستشهاد: ref duplicates default (link)
- Tasić, Nikola (1995). Istorija Beograda (بالصربية). Srpska akademija nauka i umetnosti, Balkanološki institut. Archived from the original on 2014-01-03.{{استشهاد بكتاب}}:  صيانة الاستشهاد: ref duplicates default (link)
- Faroqhi, Suraiya (1997). "Selānīk". In Bosworth, C. E.; van Donzel, E.; Heinrichs, W. P.; Lecomte, G. (eds.). The Encyclopaedia of Islam, New Edition, Volume IX: San–Sze (بالإنجليزية). Leiden: E. J. Brill. ISBN:90-04-10422-4.
- Sugar, Peter F. (1977). A History of East Central Europe:Southeastern Europe under Ottoman Rule, 1354-1804 (بالإنجليزية) (illustrated ed.). University of Washington Press. Archived from the original on 2024-05-02.{{استشهاد بكتاب}}:  صيانة الاستشهاد: ref duplicates default (link)
- Bennett, Matthew (1998). The Hutchinson Dictionary of Ancient & Medieval Warfare (بالإنجليزية) (1st ed.). London: Fitzroy Dearborn Publishers. ISBN:1579581161.{{استشهاد بكتاب}}:  صيانة الاستشهاد: ref duplicates default (link)
- Ekrem Çakıroğlu, ed. (1999). "Beyazid Paşa". Yaşamları ve Yapıtlarıyla Osmanlılar Ansiklopedisi (بالتركية) (2 ed.). Yapı Kredi Yayınları. Vol. 1. ISBN:9750800729.
- Hodgkinson, Harry (1999). Scanderbeg (بالإنجليزية). Centre for Albanian Studies. ISBN:9781873928134. Archived from the original on 2019-12-20.{{استشهاد بكتاب}}:  صيانة الاستشهاد: ref duplicates default (link)
- Sakaoğlu, Necdet (1999). Bu Mülkün Sultanları (بالتركية) (12 ed.). İstanbul: Oğlak Yayınları. ISBN:9753292996.{{استشهاد بكتاب}}:  صيانة الاستشهاد: ref duplicates default (link)
- Ćorović, Vladimir (2001) [1997]. "Деспот Ђурађ Бранковић". Историја српског народа (بالصربية). Belgrade: Јанус. Archived from the original on 2019-08-16.{{استشهاد بكتاب}}:  صيانة الاستشهاد: ref duplicates default (link). ch. 4, V., para. 2 & 3
- Anamali, Skënder (2002). Historia e popullit shqiptar në katër vëllime (بالألبانية). Tiranë: Botimet Toena. Vol. 1. ISBN:9992716223. Archived from the original on 2024-04-16.{{استشهاد بكتاب}}:  صيانة الاستشهاد: ref duplicates default (link)
- Buda, Aleks (2002). Shkrime historike (بالألبانية). Toena. ISBN:9789992716519. Archived from the original on 2019-12-20. Retrieved 2012-09-19.{{استشهاد بكتاب}}:  صيانة الاستشهاد: ref duplicates default (link)
- Frashëri, Kristo (2002), Gjergj Kastrioti Skënderbeu: jeta dhe vepra, 1405–1468 (بالألبانية), Botimet Toena, ISBN:9992716274, Archived from the original on 2016-05-30{{استشهاد}}:  صيانة الاستشهاد: ref duplicates default (link)
- Francione, Gennaro (2003), Skenderbeu: Një hero modern (بالألبانية), Shtëpia botuese "Naim Frashëri", ISBN:9789992738757{{استشهاد}}:  صيانة الاستشهاد: ref duplicates default (link)
- Lowry, Heath W. (2003). The Nature of the Early Ottoman State (بالإنجليزية). Albany: SUNY Press. ISBN:9780791487266.
- Turnbull, Stephen (2003). The Ottoman Empire, 1326-1699 (بالإنجليزية) (1 ed.). Osprey Publishing. ISBN:0415969131. Archived from the original on 2024-05-02.{{استشهاد بكتاب}}:  صيانة الاستشهاد: ref duplicates default (link)
- Turnbull, Stephen (2004). The Walls of Constantinople, AD 324–1453 (PDF) (بالإنجليزية) (1st ed.). Oxford: Osprey Publishing. Archived from the original (PDF) on 2024-05-01.{{استشهاد بكتاب}}:  صيانة الاستشهاد: ref duplicates default (link) (ردمك I84176759X)
- Mertzios, Konstantinos (2007) [1949]. Μνημεία Μακεδονικής Ιστορίας [Monuments of Macedonian History] (PDF) (باليونانية) (2 ed.). Thessaloniki: Society for Macedonian Studies. ISBN:9789607265784. Archived from the original (PDF) on 2017-03-06.{{استشهاد بكتاب}}:  صيانة الاستشهاد: ref duplicates default (link)
- İnal, Halil İbrahim (2008). Osmanlı İmparatorluğu Tarihi (بالتركية) (1 ed.). İstanbul: Nokta Kitap Yayınları. ISBN:9789944174374.{{استشهاد بكتاب}}:  صيانة الاستشهاد: ref duplicates default (link)
- İnalcık, Halil (2008). Osmanlı İmparatorluğu Klasik Çağ (1300-1600) (بالتركية). İstanbul: Yapı Kredi Yayınları. ISBN:9789750805882.{{استشهاد بكتاب}}:  صيانة الاستشهاد: ref duplicates default (link)
- Sakaoğlu, Necdet (2008). Bu mülkün kadın sultanları: Vâlide sultanlar, hâtunlar, hasekiler, kadınefendiler, sultanefendiler (بالتركية). İstanbul: Oğlak Yayınları. ISBN:9789753296236. Archived from the original on 2020-03-04.{{استشهاد بكتاب}}:  صيانة الاستشهاد: ref duplicates default (link)
- Yakupoğlu, Cevdet (2009). "GERMİYANOĞULLARI MUHİTİNDE AHİLER VE ZAVİYELERİ" (PDF). Turkish Studies: International Periodical For the Languages, Literature and History of Turkish or Turkic (بالتركية). Alko Dijital Baskı Merkezi. 4 (3). ISSN:1308-2140. Archived from the original on 2016-03-04.{{استشهاد بدورية محكمة}}:  صيانة الاستشهاد: ref duplicates default (link)
- Elsie, Robert (2010), "Independent Albania (1912–1944)", Historical dictionary of Albania (بالإنجليزية), Lanham: Scarecrow Press, ISBN:9780810873803, OCLC:454375231, Archived from the original on 2019-05-26, Retrieved 2012-02-04{{استشهاد}}:  صيانة الاستشهاد: ref duplicates default (link)
- Murphey, Rhoads (2010). "Ottoman military organisation in south-eastern Europe, c. 1420–1720". In D. J. B. Trim; Frank Tallett (eds.). European Warfare, 1350–1750 (بالإنجليزية) (1 ed.). Cambridge University Press. ISBN:9780521886284. Archived from the original on 2024-05-01.{{استشهاد بكتاب}}:  صيانة الاستشهاد: ref duplicates default (link)
- Aslantaş, Selim (2011). "Belgrad-ı Dârü'l-Cihad". Hacettepe Üniversitesi Türkiyat Araştırmaları Dergisi (بالتركية). Hacettepe Üniversitesi. 15. ISSN:2822-6941. Archived from the original on 2024-05-01.{{استشهاد بدورية محكمة}}:  صيانة الاستشهاد: ref duplicates default (link)
- İbrahim Baran (15 Kasım 2011). E.Kayı Han (ed.). "Prof. Dr. Feridun M. Emecen ile Osmanlı Savaş Tarihi Üzerine..." memurlar.net (بالتركية). Archived from the original on 2-5-2013. {{استشهاد ويب}}: تحقق من التاريخ في: |تاريخ= (help)
- Freely, John (2011). A history of Ottoman architecture (بالإنجليزية). WIT Press. ISBN:9781845645069. OCLC:714042767. Archived from the original on 2023-03-24.{{استشهاد بكتاب}}:  صيانة الاستشهاد: ref duplicates default (link)
- Jefferson, John (2012). The Holy Wars of King Wladislas and Sultan Murad (بالإنجليزية) (1st ed.). BRILL. ISBN:9789004219045. Archived from the original on 2024-05-01.{{استشهاد بكتاب}}:  صيانة الاستشهاد: ref duplicates default (link)
- Iyigun, Murat (2015). War, Peace, and Prosperity in the Name of God: The Ottoman Role in Europe’s Socioeconomic Evolution (بالإنجليزية) (1st ed.). University of Chicago Press. ISBN:9780226388434.{{استشهاد بكتاب}}:  صيانة الاستشهاد: ref duplicates default (link)
- Antoche, Emanuel Constantin (2017). "Hunyadi's Campaign of 1448 and the Second Battle of Kosovo Polje (October 17–20)". In Norman Housley (ed.). Reconfiguring the Fifteenth-Century Crusade (PDF) (بالإنجليزية) (1st ed.). New York: Routledge. ISBN:9781472464712.{{استشهاد بكتاب}}:  صيانة الاستشهاد: ref duplicates default (link)
- İnalcık, Halil (2020). "MURAD II" (PDF). TDV İslâm Ansiklopedisi (بالتركية). TDV İslâm Araştırmaları Merkezi. Vol. 31. Archived from the original (PDF) on 2024-0429. {{استشهاد بموسوعة}}: تحقق من التاريخ في: |تاريخ أرشيف= (help)صيانة الاستشهاد: ref duplicates default (link)

## وصلات خارجيَّة
- "مراد الثاني.. السلطان الذي هزم أوروبا واستقال من السلطنة لأجل العبادة". عربي پوست. 7 أيَّار (مايو) 2019. مؤرشف من الأصل في 3 أيَّار (مايو) 2024. اطلع عليه بتاريخ 13 حُزيران (يونيو) 2019. {{استشهاد ويب}}: تحقق من التاريخ في: |تاريخ الوصول=، |تاريخ=، و|تاريخ أرشيف= (مساعدة)
- شريف عبد العزيز الزهيري (24 نيسان [أبريل] 2017). "السلطان مراد الثاني". شبكة الألوكة. مؤرشف من الأصل في 3 أيَّار (مايو) 2024. اطلع عليه بتاريخ 13 حُزيران (يونيو) 2019. {{استشهاد ويب}}: تحقق من التاريخ في: |تاريخ الوصول=، |تاريخ=، و|تاريخ أرشيف= (مساعدة)
- "من «ضيق» القصور إلى «سعة» العبادة.. مُلوكٌ هجروا الكُرسيّ من أجل سجَّادة صلاة!". وكالة أوقات الشَّام الإخباريَّة. مؤرشف من الأصل في 3 أيَّار (مايو) 2024. اطلع عليه بتاريخ 13 حُزيران (يونيو) 2019. {{استشهاد ويب}}: تحقق من التاريخ في: |تاريخ الوصول= و|تاريخ أرشيف= (مساعدة)

| مراد الثاني عاهل آل عُثمانولد: 1404 توفي: 3 شُباط (فبراير) 1451 |                                                    |                  |
| ألقاب ملكية                                                   |                                                    |                  |
| سبقه مُحمَّد الأوَّل                                               | سلطان الدولة العُثمانيَّة 26 أيَّار (مايو) 1421 – 1444  | تبعه مُحمَّد الفاتح |
| سبقه مُحمَّد الفاتح                                              | سلطان الدولة العُثمانيَّة 1446 – 3 شُباط (فبراير) 1451 | تبعه مُحمَّد الفاتح |